# Biserica de lemn din Ciuntești

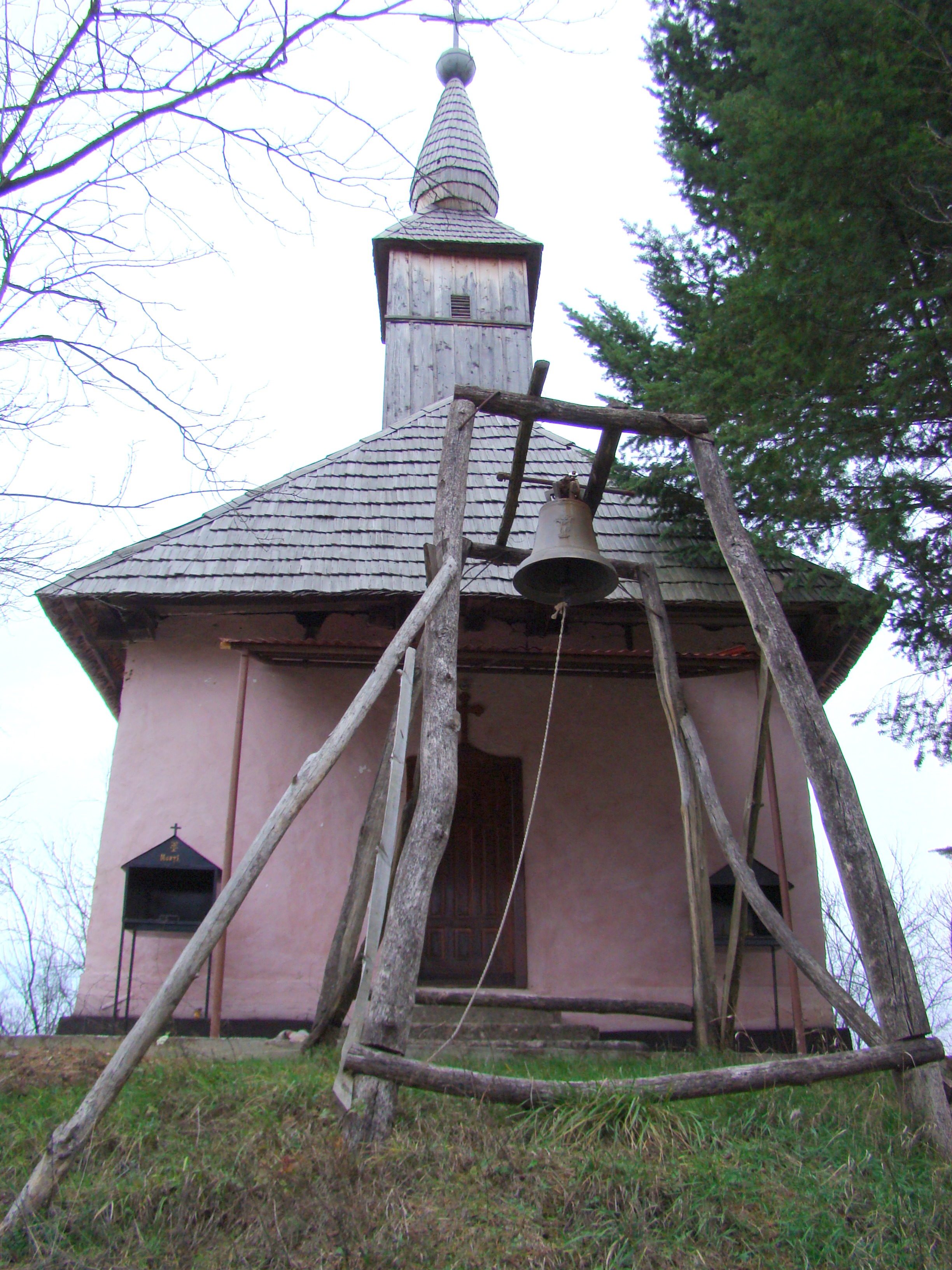
Biserica de lemn „Adormirea Maicii Domnului” din Ciuntești, comuna Craiva, județul Arad, foto: decembrie 2009.

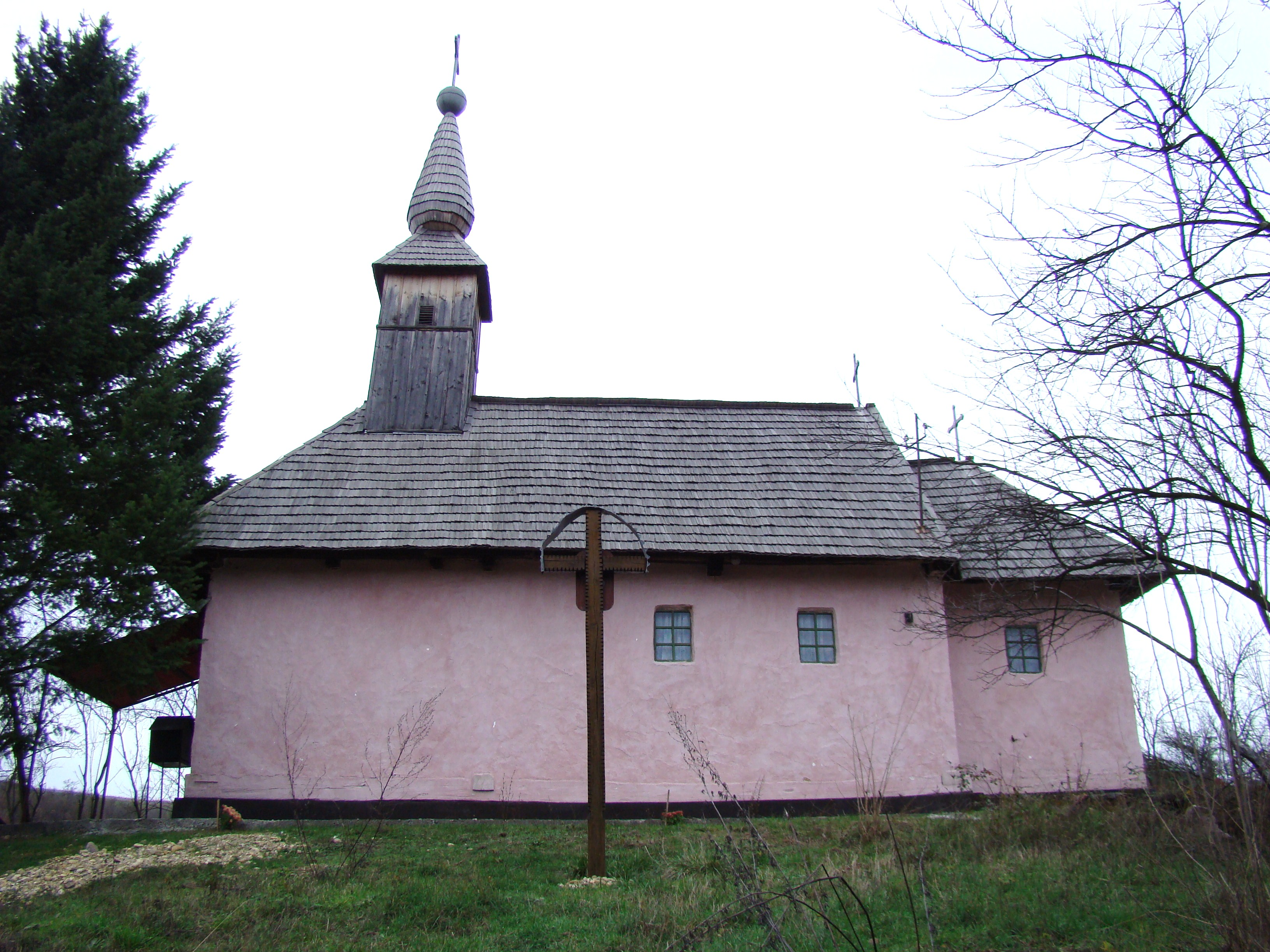
Biserica (sud)

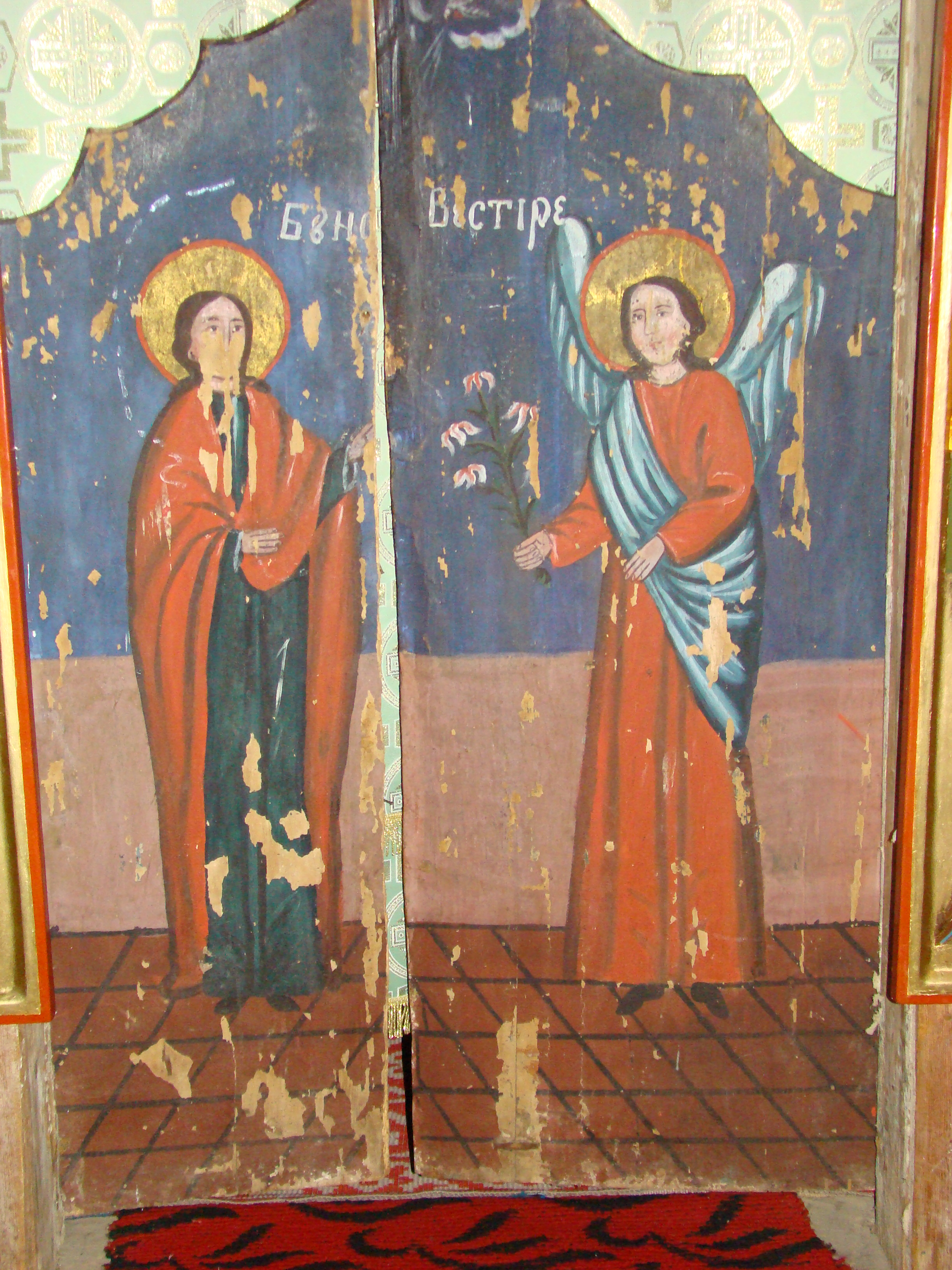
Ușile împărătești

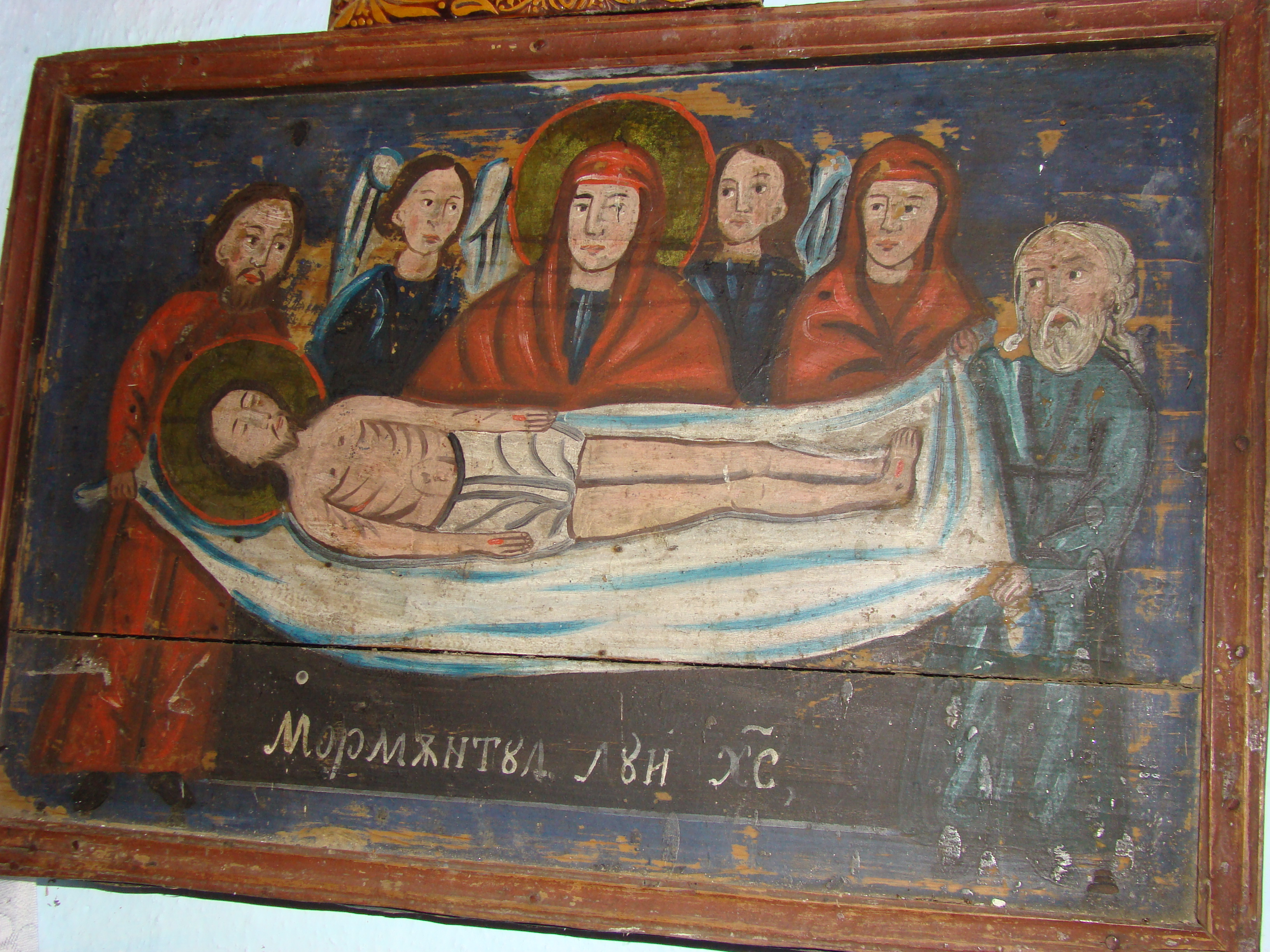
Icoană: Mormântul Domnului

Biserica de lemn din Ciuntești, comuna Craiva, județul Arad, datează din anul 1725. Are hramul „Adormirea Maicii Domnului”. Biserica se află pe noua listă a monumentelor istorice sub codul LMI  AR-II-m-B-00595.

## Istoric și trăsături
Prima mențiune documentară a satului Ciuntești este din anul 1581, într-un document privitor la dijmele satelor bihorene. Satul se află într-o „fundătură”, la umbra pădurii de stejar, cu casele rânduite de o parte și de cealaltă a văii. De la șoseaua modernizată până în satul Ciuntești sunt 8 km, pe un drum „de țară” care duce spre crestele Munților Codru Moma, dar și spre Defileul Crișului Negru. Pe aici mergeau oamenii din satele de câmpie spre vestitul târg al Beiușului ce avea loc în fiecare zi de joi. Pe un deal din mijlocul satului se înalță o bisericuță de lemn cu hramul „Adormirea Maicii Domnului”. Tradiția, după unii săteni, spune că ar fi fost construită în 1648. Planul navei este dreptunghiular, iar absida are planul pătrat, decroșată pe laturile de nord și sud față de linia longitudinală a pereților navei. Spre deosebire de alte biserici din zonă, la Ciuntești s-au folosit bârne rotunde și scurte. Din doi în doi metri se află câte un „șoș” în care se prind capetele bârnelor orizontale. Toate bârnele din perete sunt tăiate numai cu toporul. Cu toporul au fost făcute și „vișuiturile”, un fel de uluc, în care se prind „coarnele” acoperișului de cosoroabă. Când construcția a fost gata, pereții au fost lipiți în exterior, ca și o parte a suprafețelor din interior, cu „tină”, adică pământ amestecat cu pleavă; a urmat apoi „văcălitul”, așternerea unui strat subțire de „ceamur”, argilă amestecată cu pleavă fină. După uscarea văcăliturii s-a procedat la văruirea pereților. Acum biserica este tencuită, iar temelia este din piatră, cu un soclu mai înălțat pentru a feri pereții de umezeală. Înainte sub tălpile bisericii se afla doar un șir de bolovani de râu. În interior, absida are un tavan drept, din scânduri de brad. „Biserica bărbaților”, adică naosul bisericii, este boltit semicircular, cu scânduri prinse de arcuri ce nu se văd din interior. O grindă tirant leagă peretele de nord cu peretele de sud al naosului spre a consolida rezistența bolții. Biserica a fost pictată în anul 1861 de zugravul bihorean Ioan Lăpușanu. Iconostasul este împărțit în două registre orizontale: sus este zugrăvită Răstignirea, având de o parte și de alta portretele Prorocilor, în medalioane circulare. În registrul al doilea sunt cele 12 portrete ale Sfinților Apostoli, portrete delimitate de arcade pictate. În mijloc se află Iisus Hristos pe tron. Pe boltă se întâlnesc următoarele teme: Sf.Constantin și Elena, Pogorârea Sf.Duh. Jos, la baza peretului vestic, se află o inscripție parțial păstrată, cu litere chirilice, unde cu greu se pot desluși următoarele: „sau zugrăvit în anu 1861...Gavril, Gavrileanu Ioan, Gavril Iancu...”. Sunt poate numele credincioșilor care au contribuit cu bani la pictarea bisericii. În tinda femeilor pereții sunt pictați: în jurul temei centrale, Fecioara cu Pruncul sunt portretele mucenițelor. Cele trei uși ale altarului sunt și ele pictate cu temele: Sf. Arhidiacon Ștefan, Bunavestire și Sf. Ioan Zlataust. Există icoane pe lemn valoroase: Mormântul Domnului (sec. XVIII), Sfântul Apostol Ioan (sec. XVIII), Maica Domnului (sec. XVIII), Iisus Hristos (sec. XVIII), Bunavestire (sec. XVIII).

## Imagini din interior

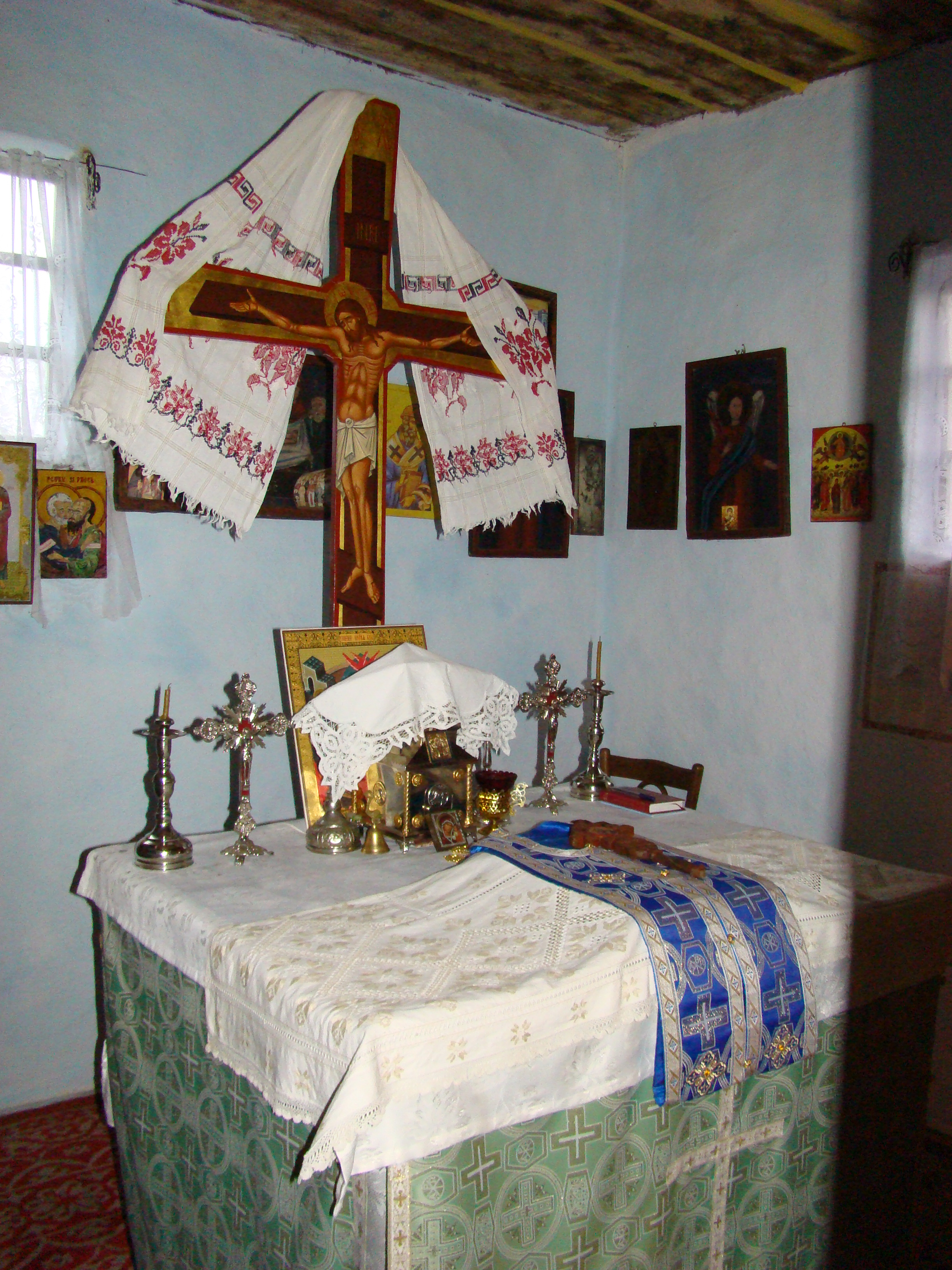
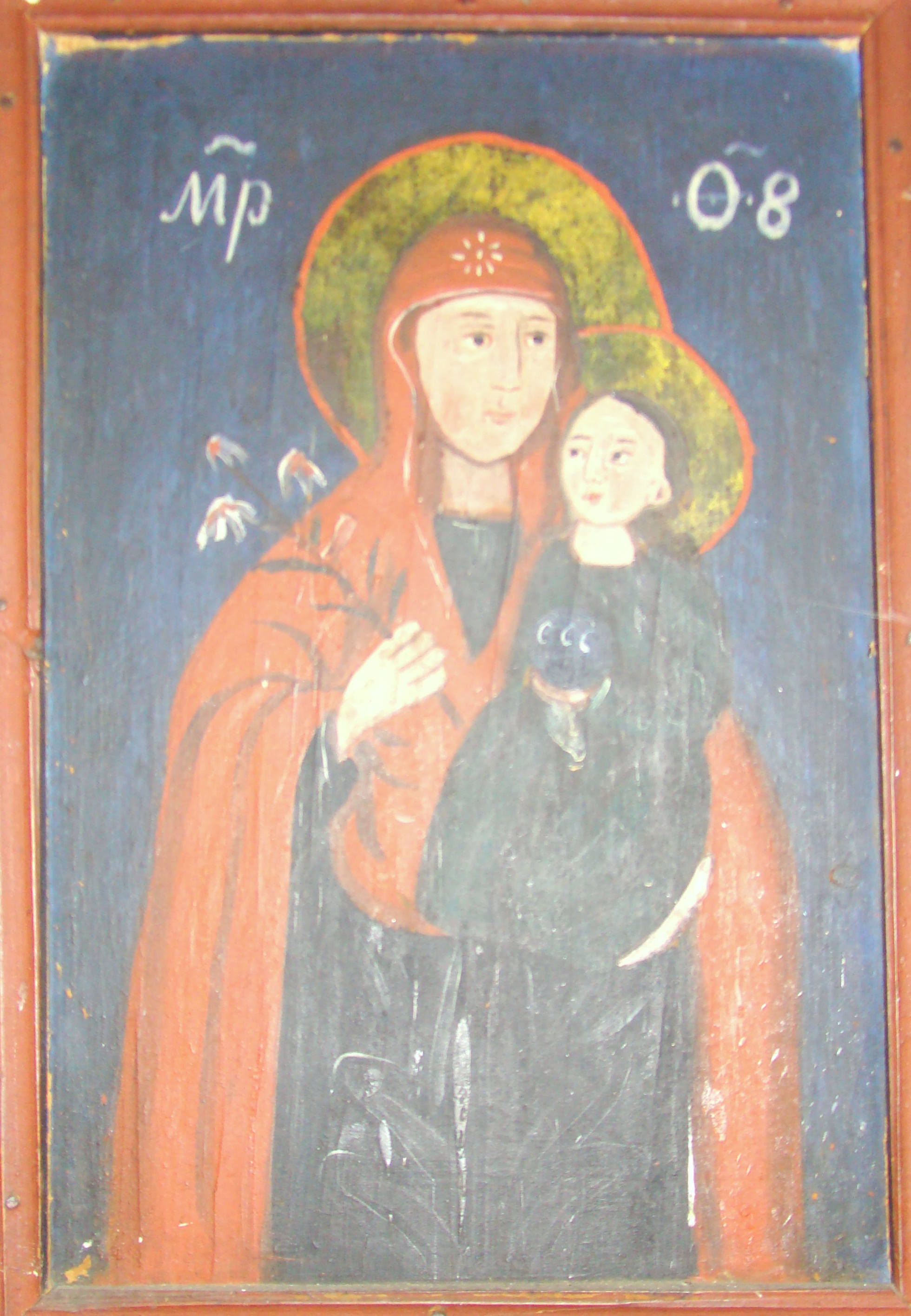
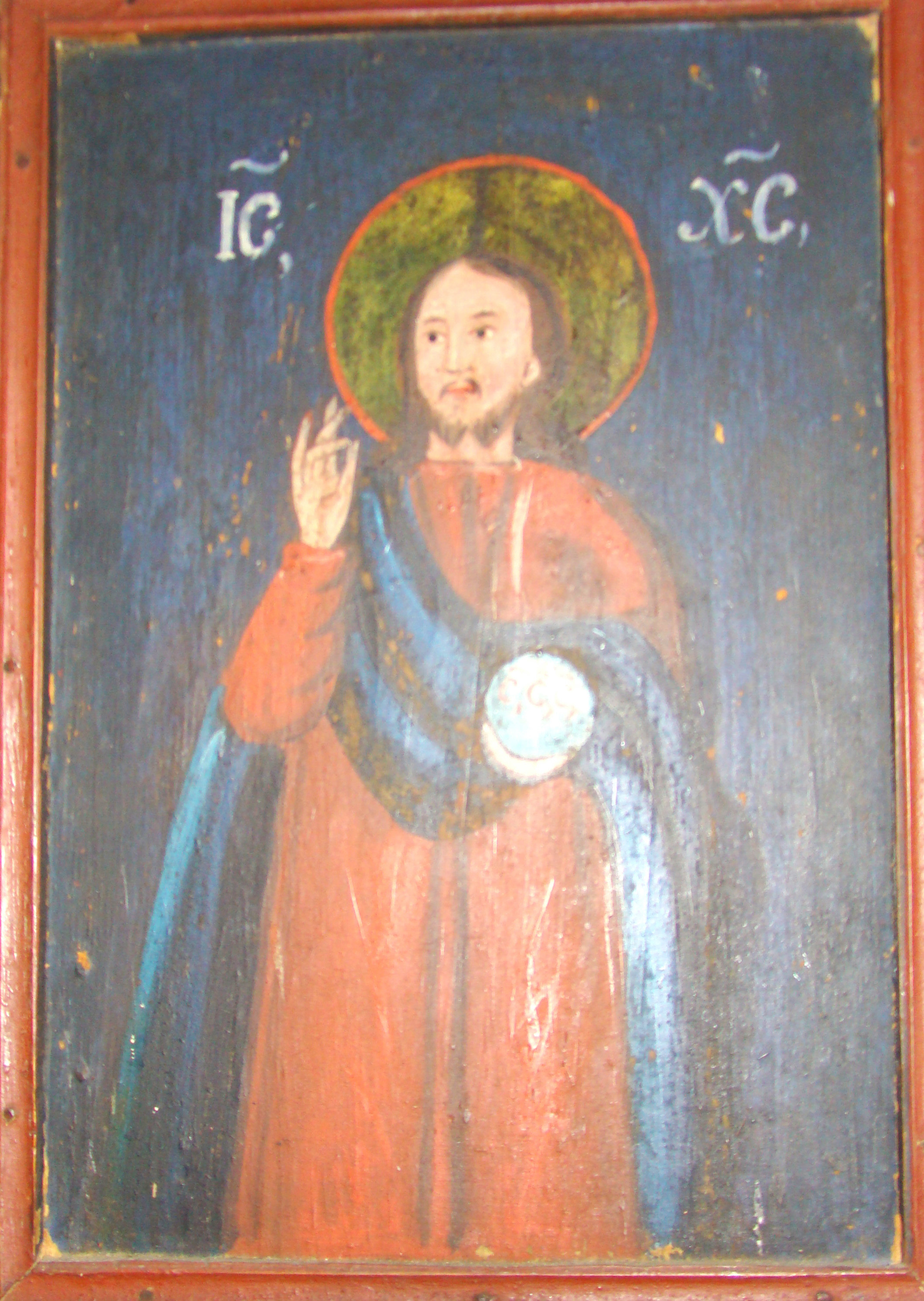
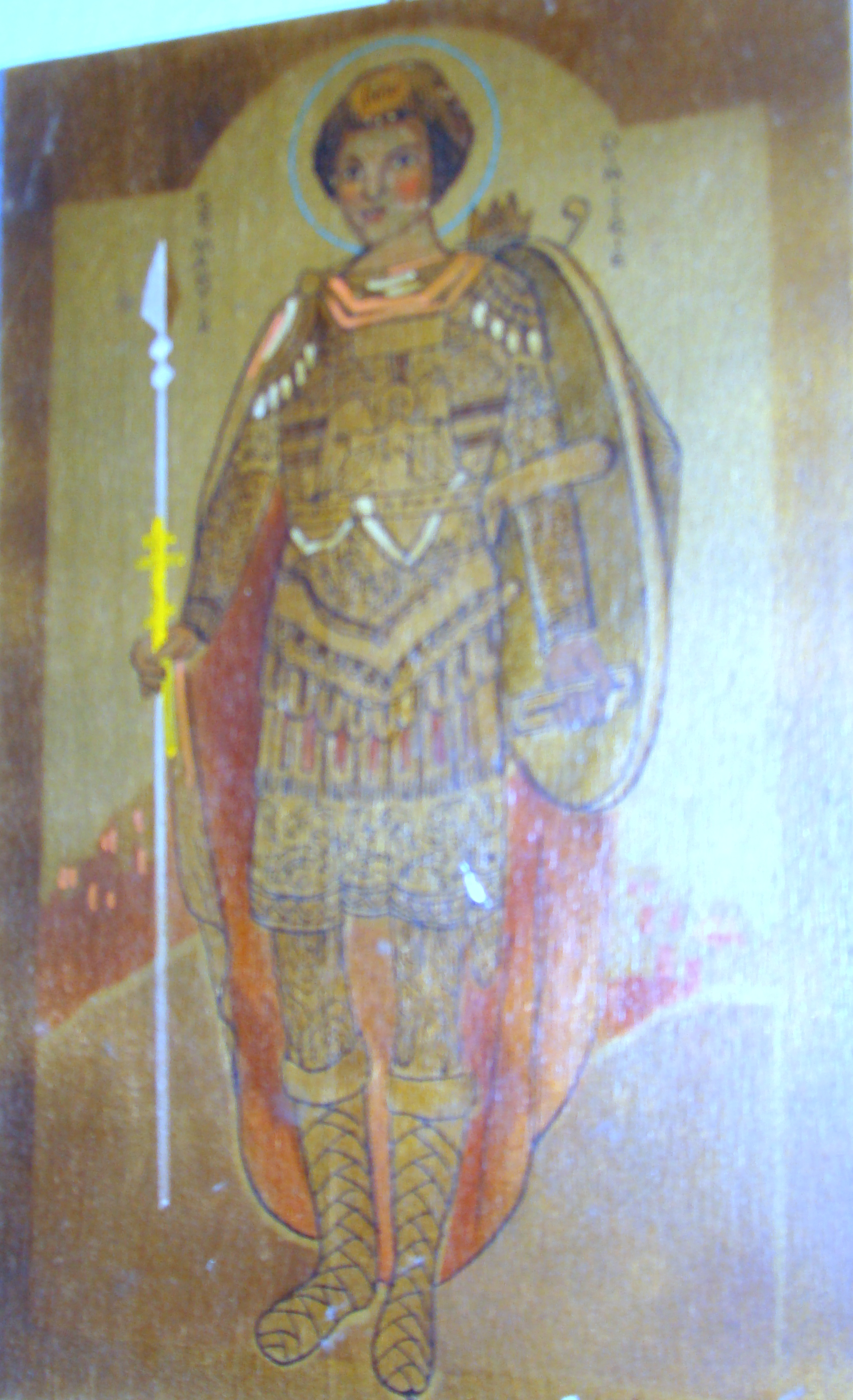
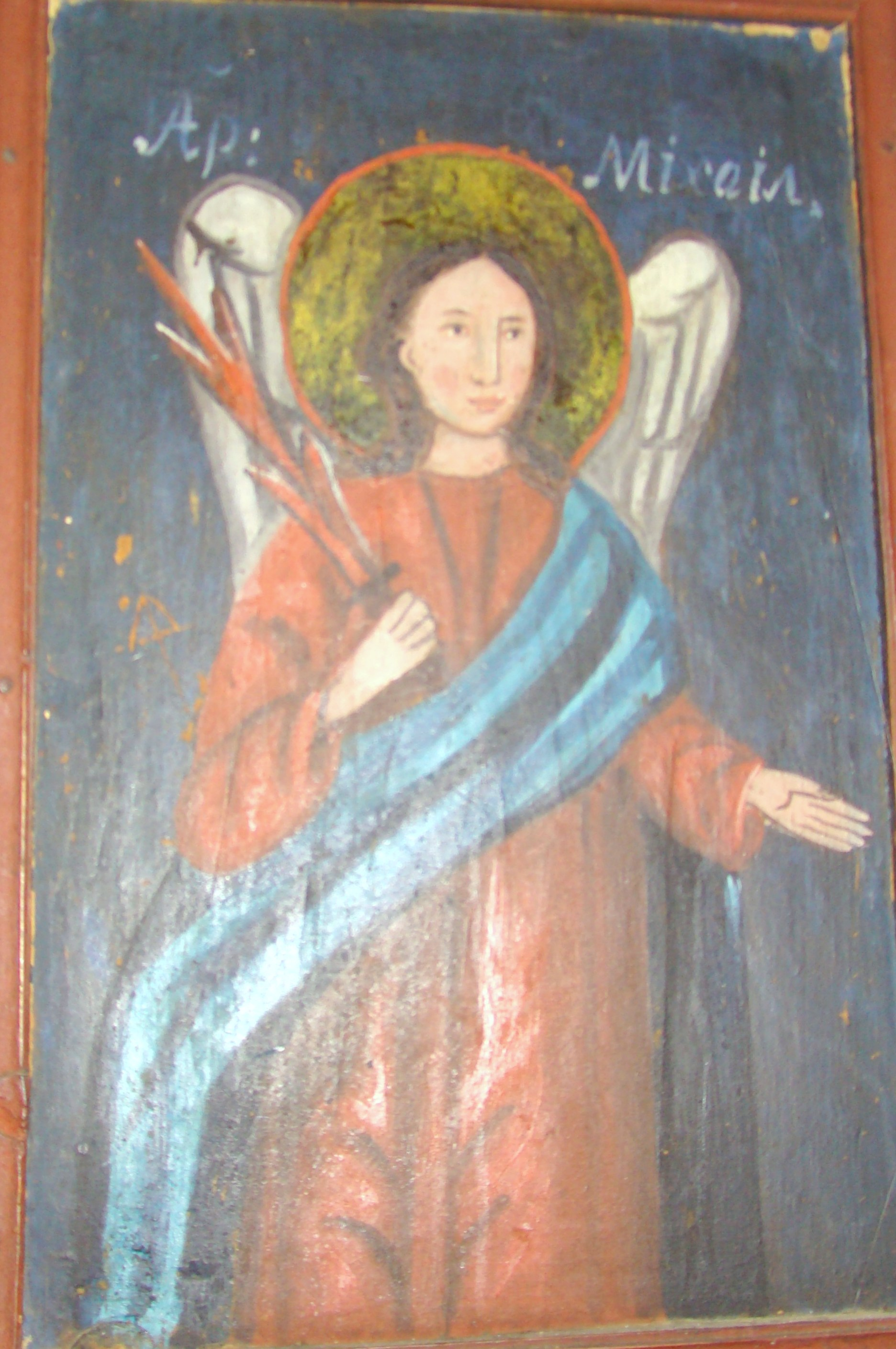
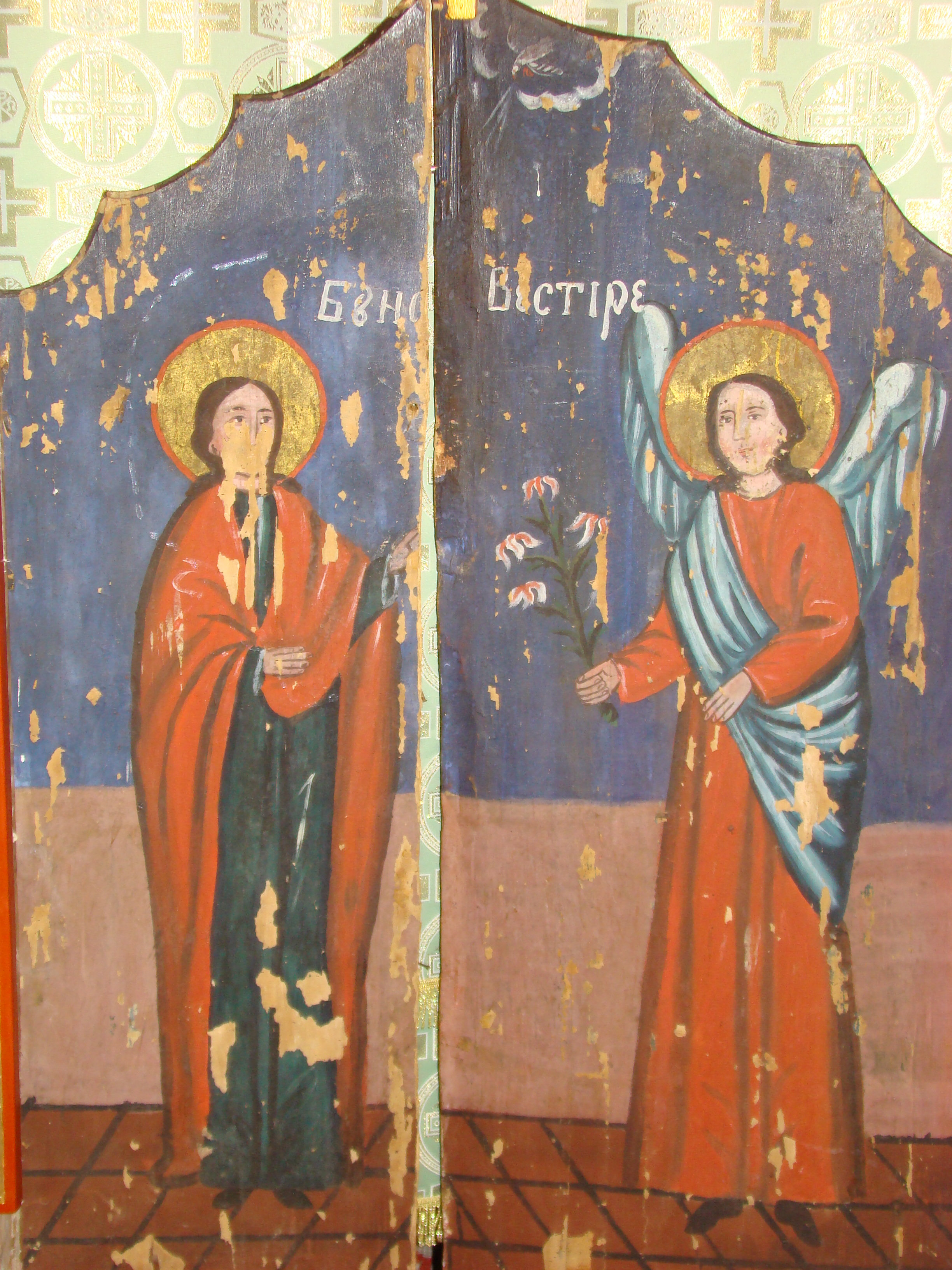
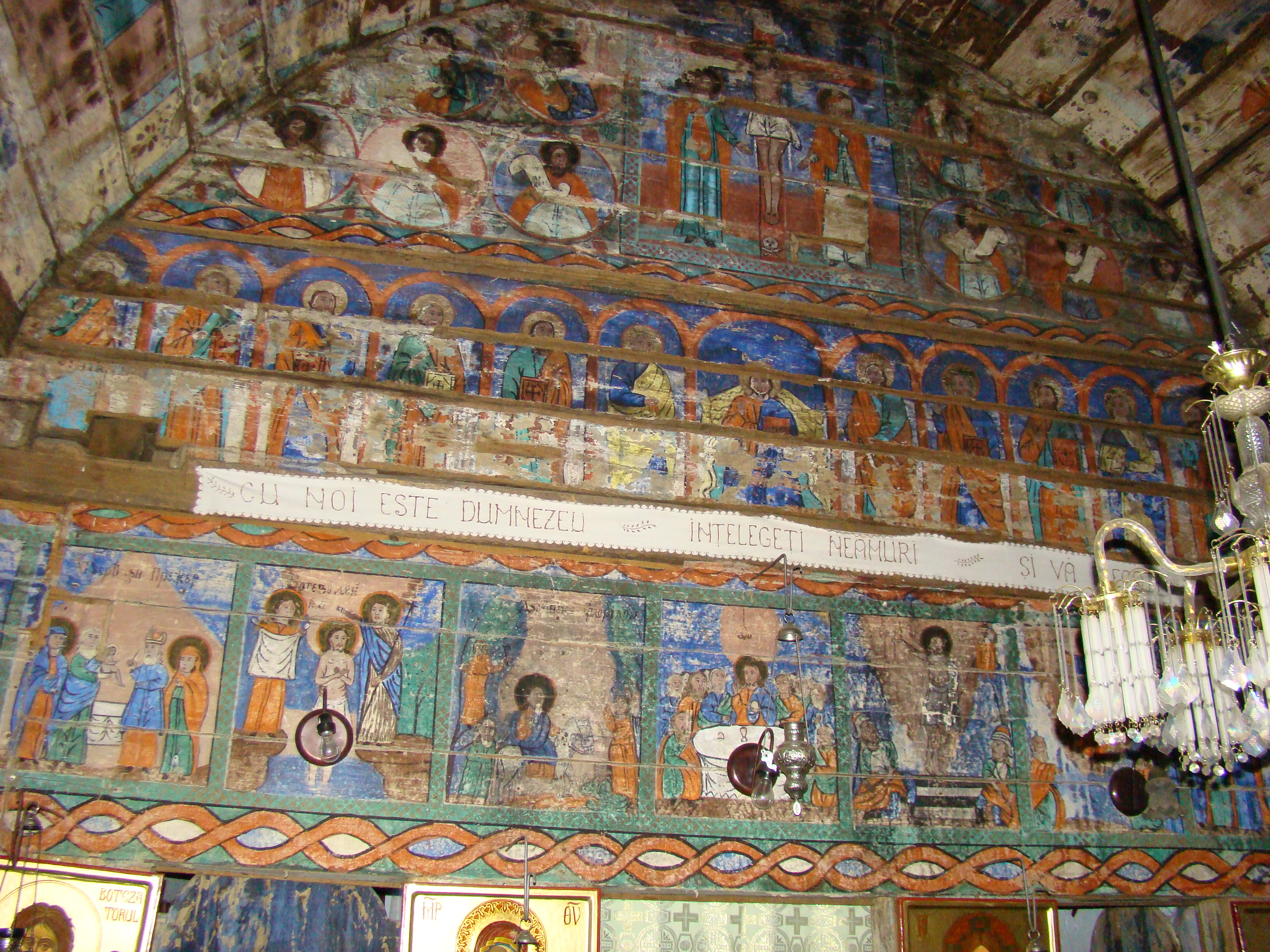
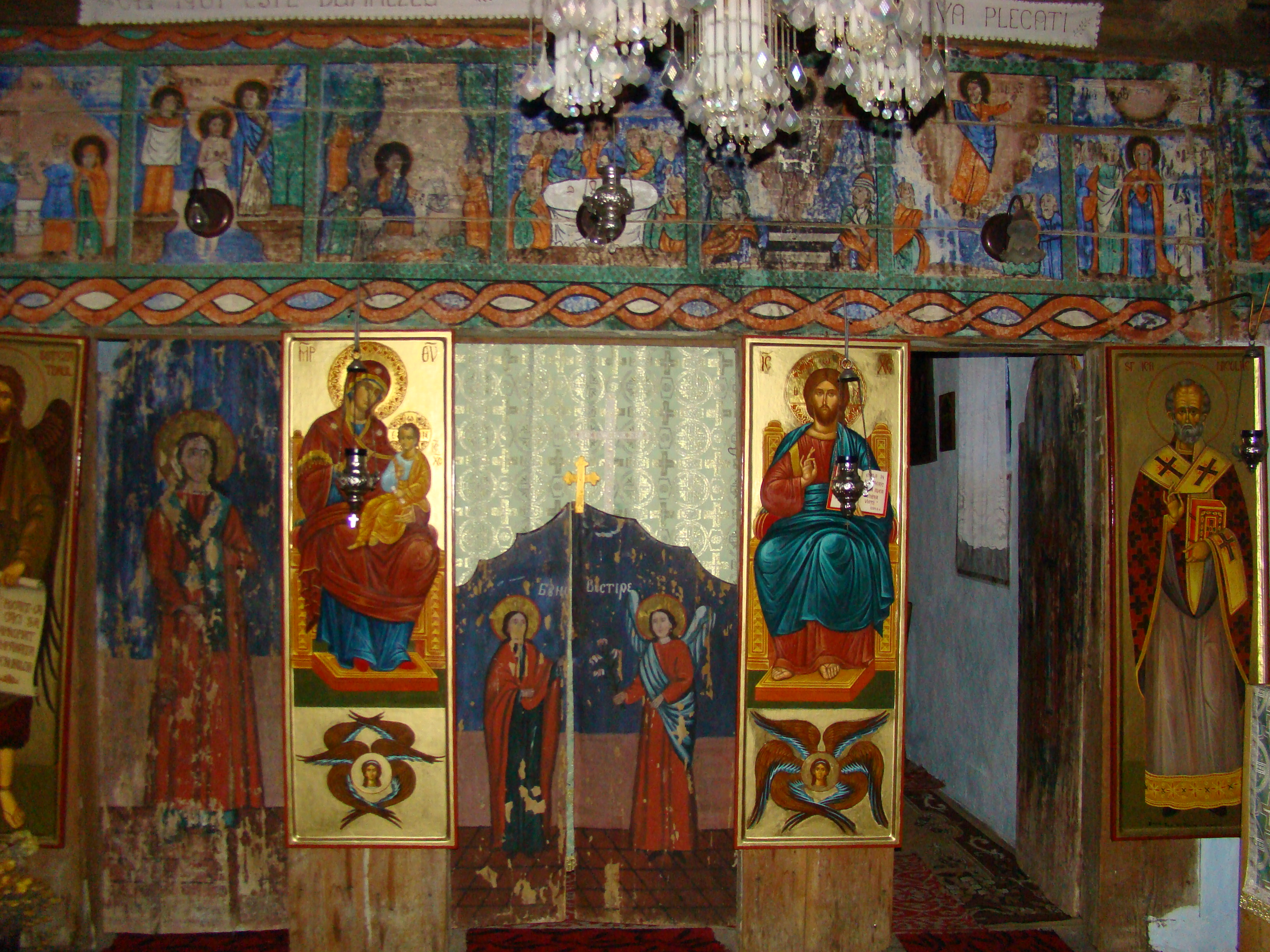
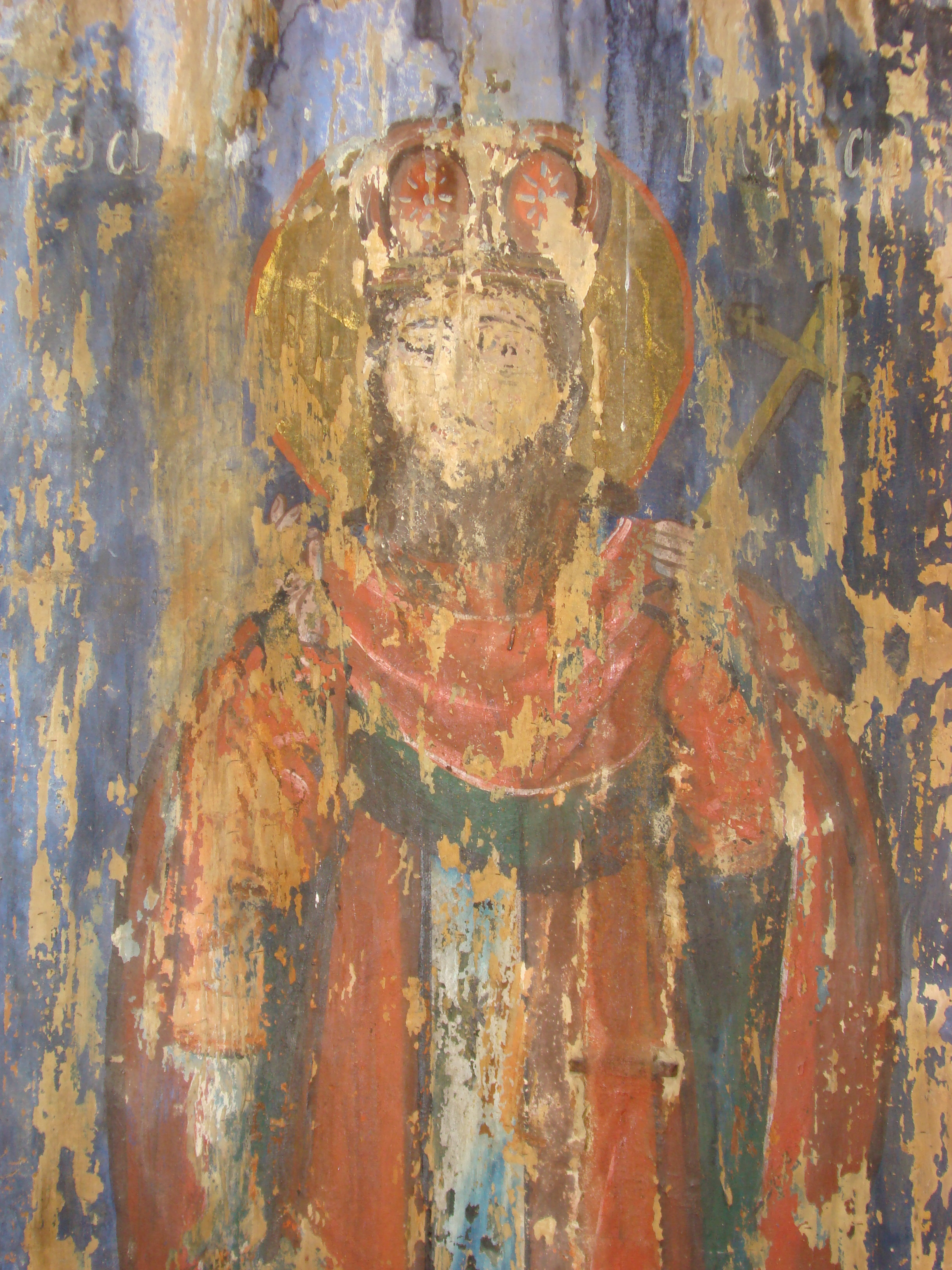
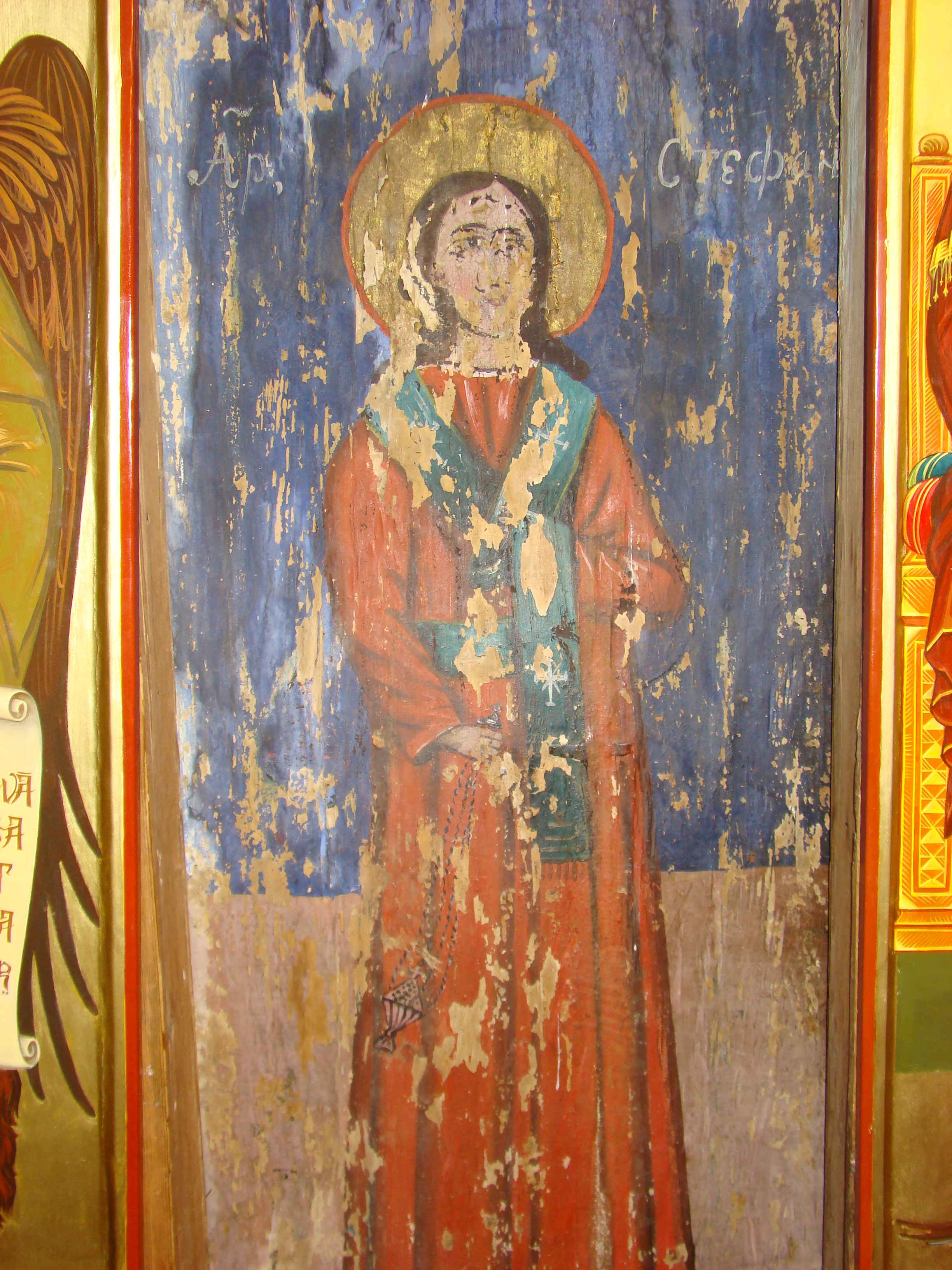
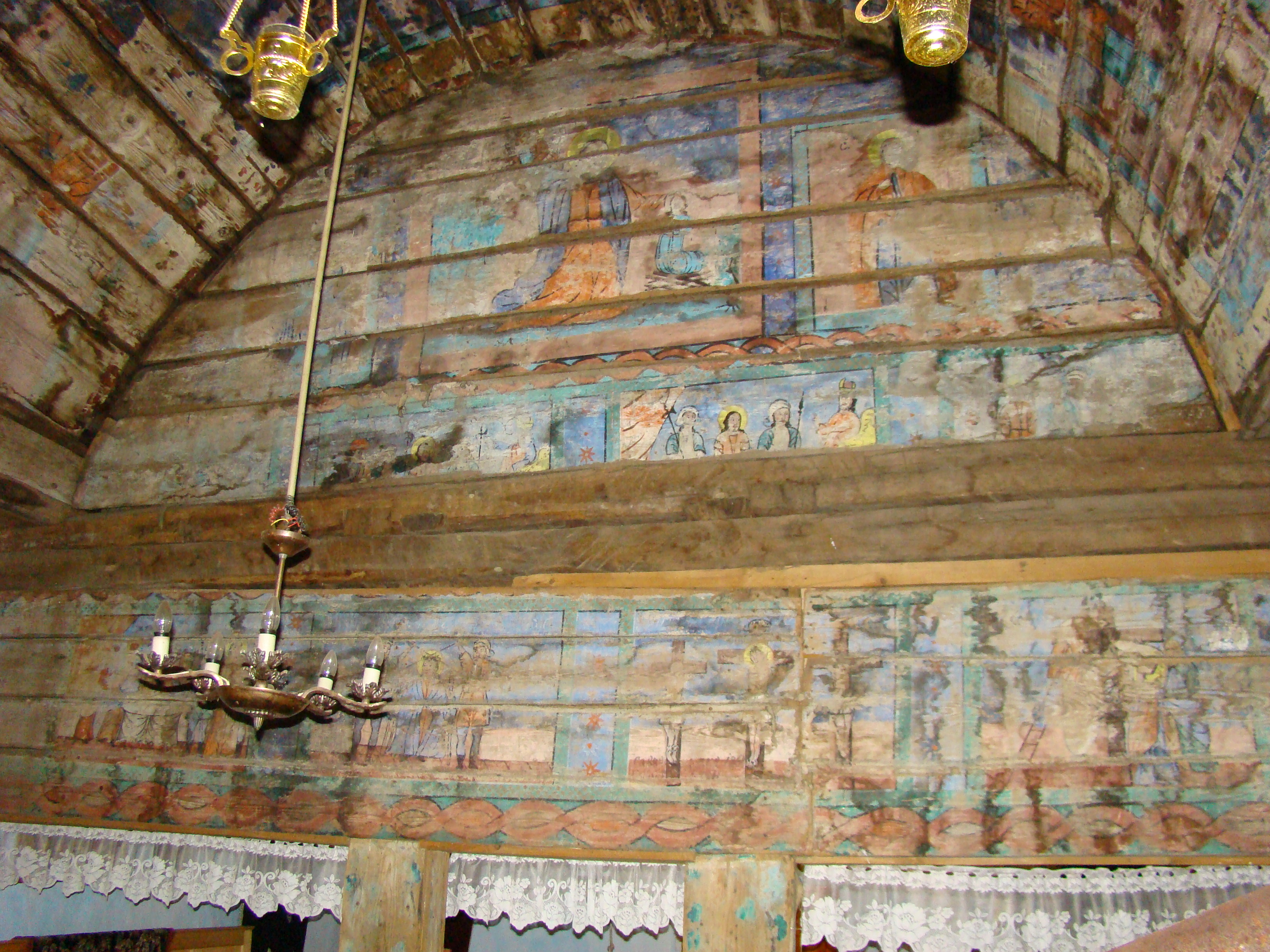
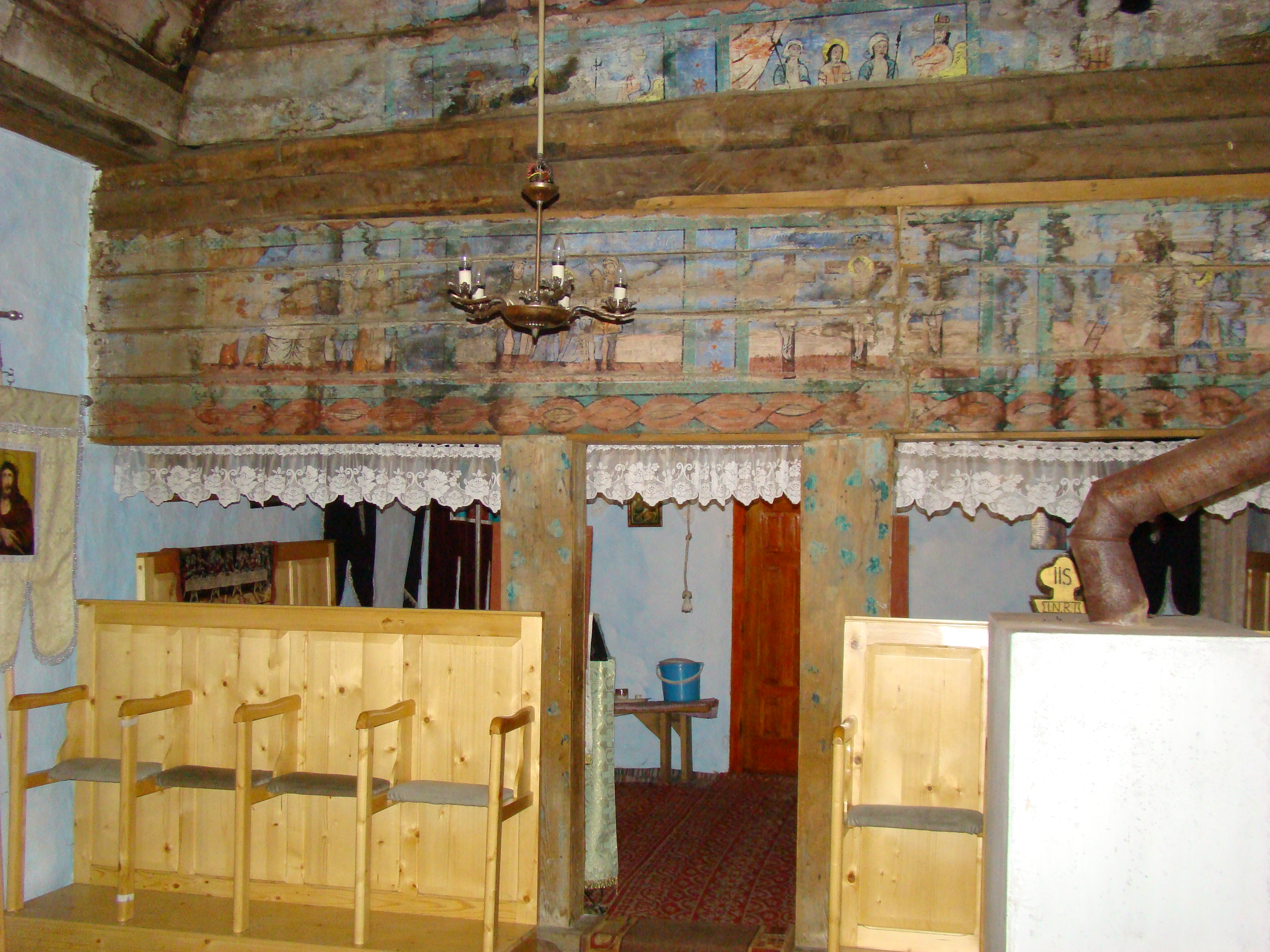
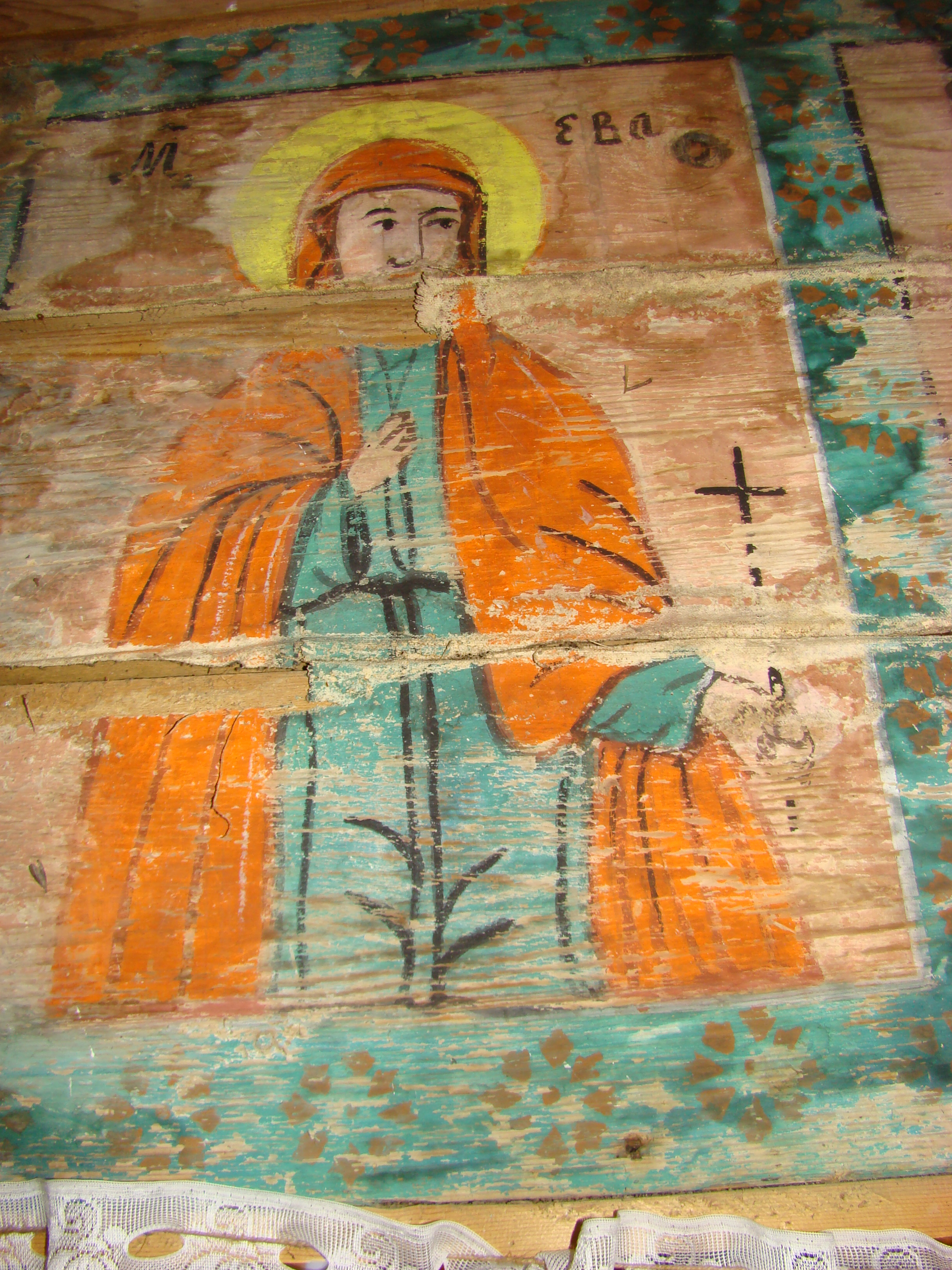
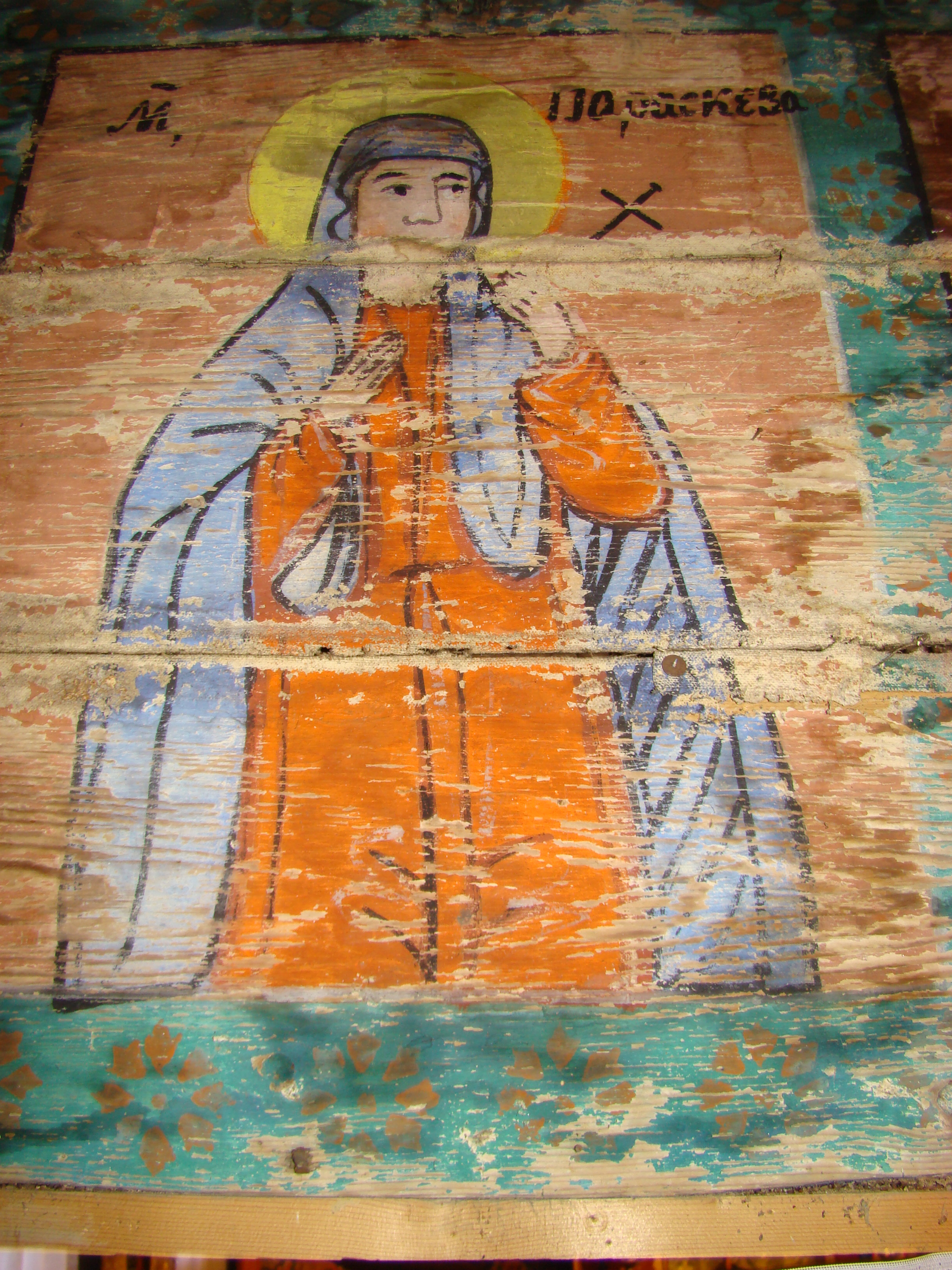
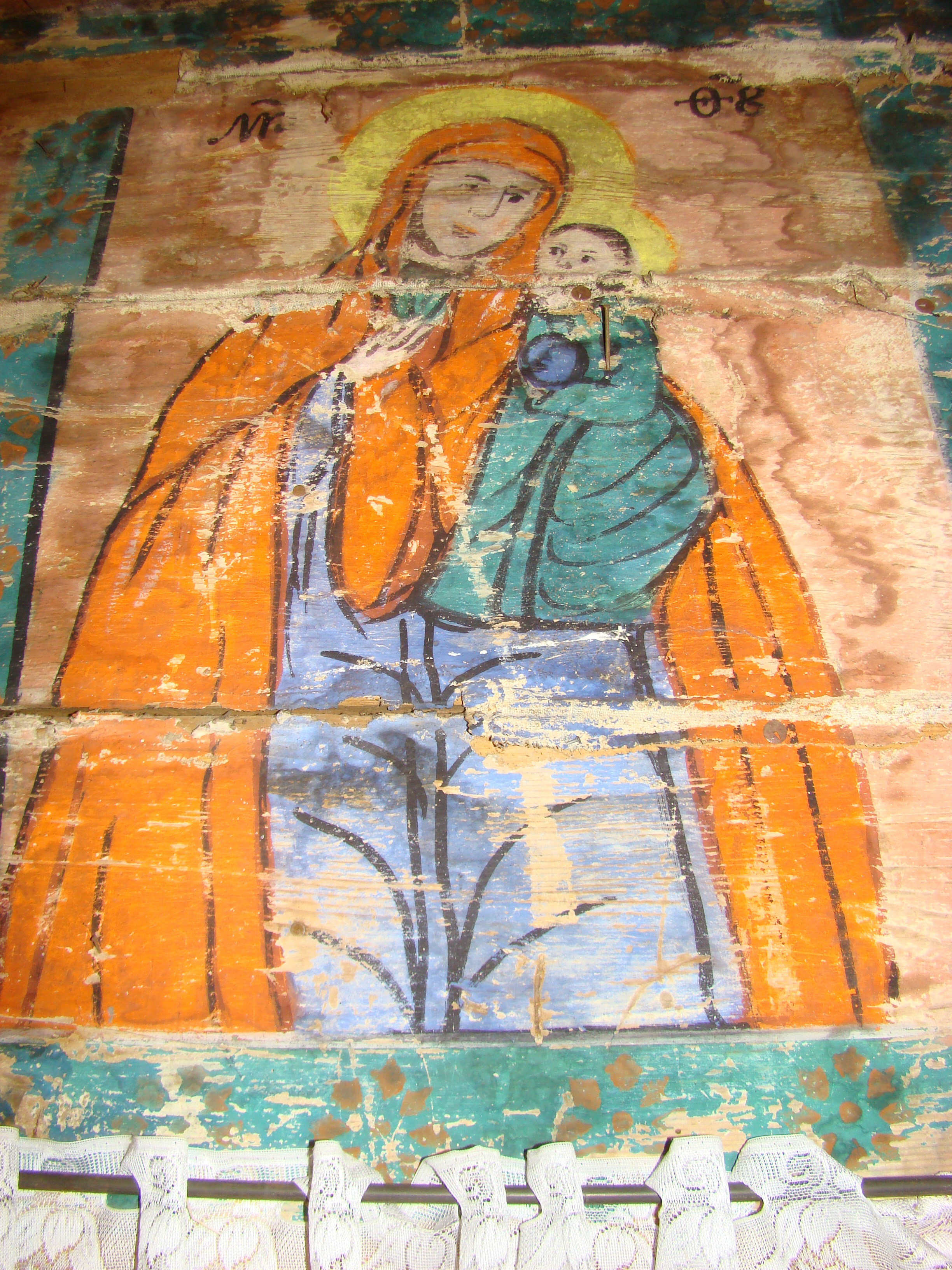
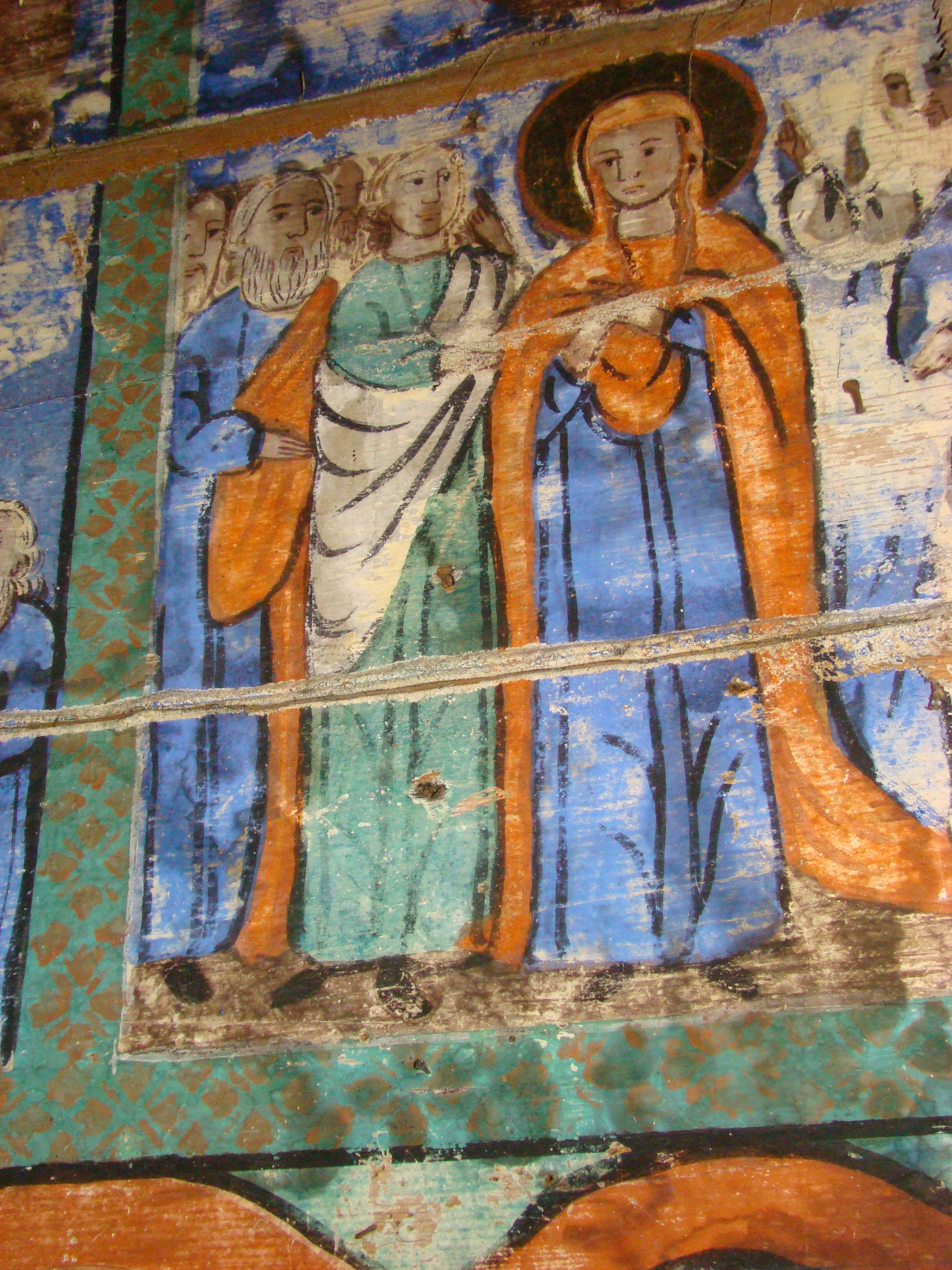
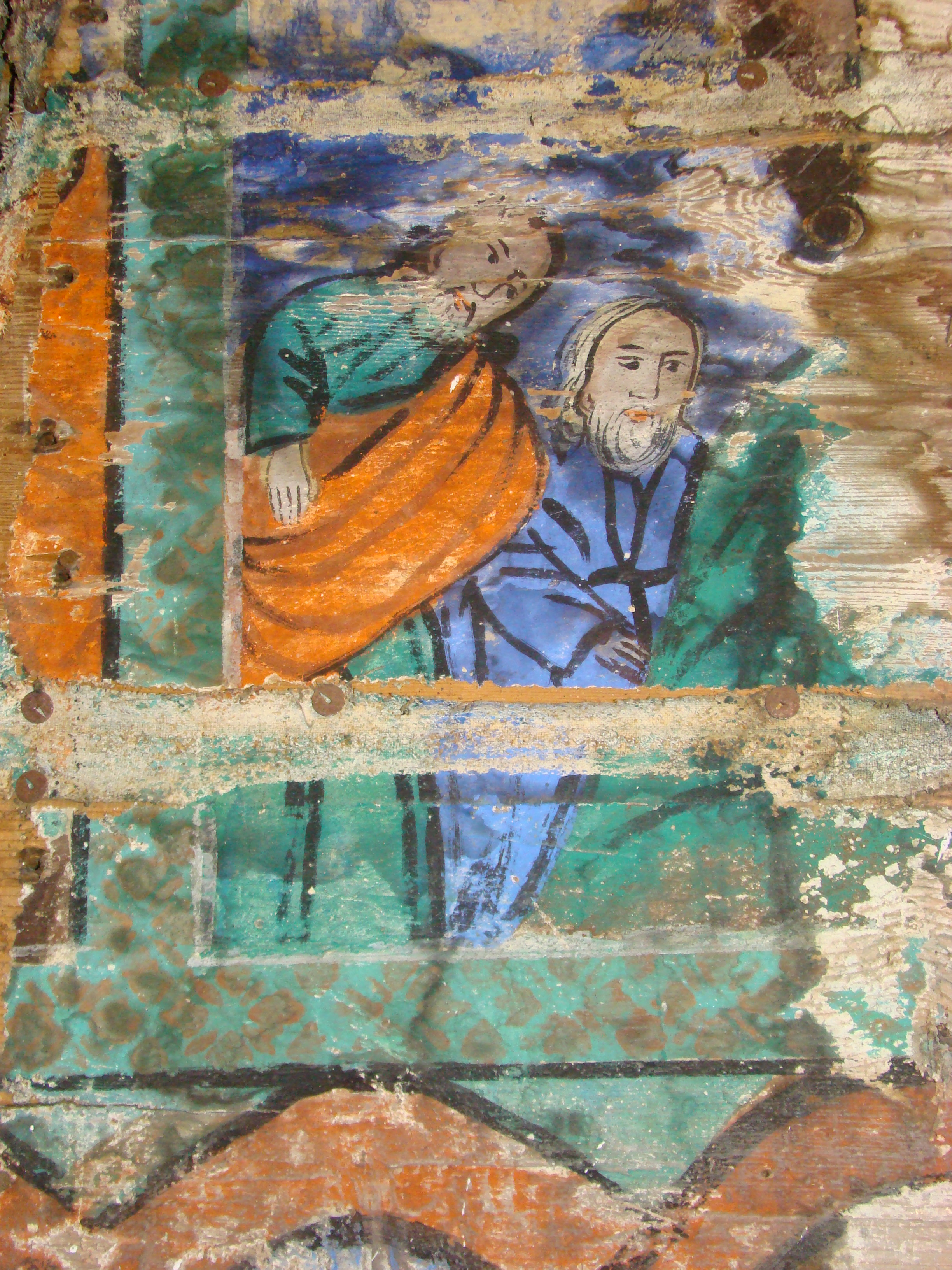
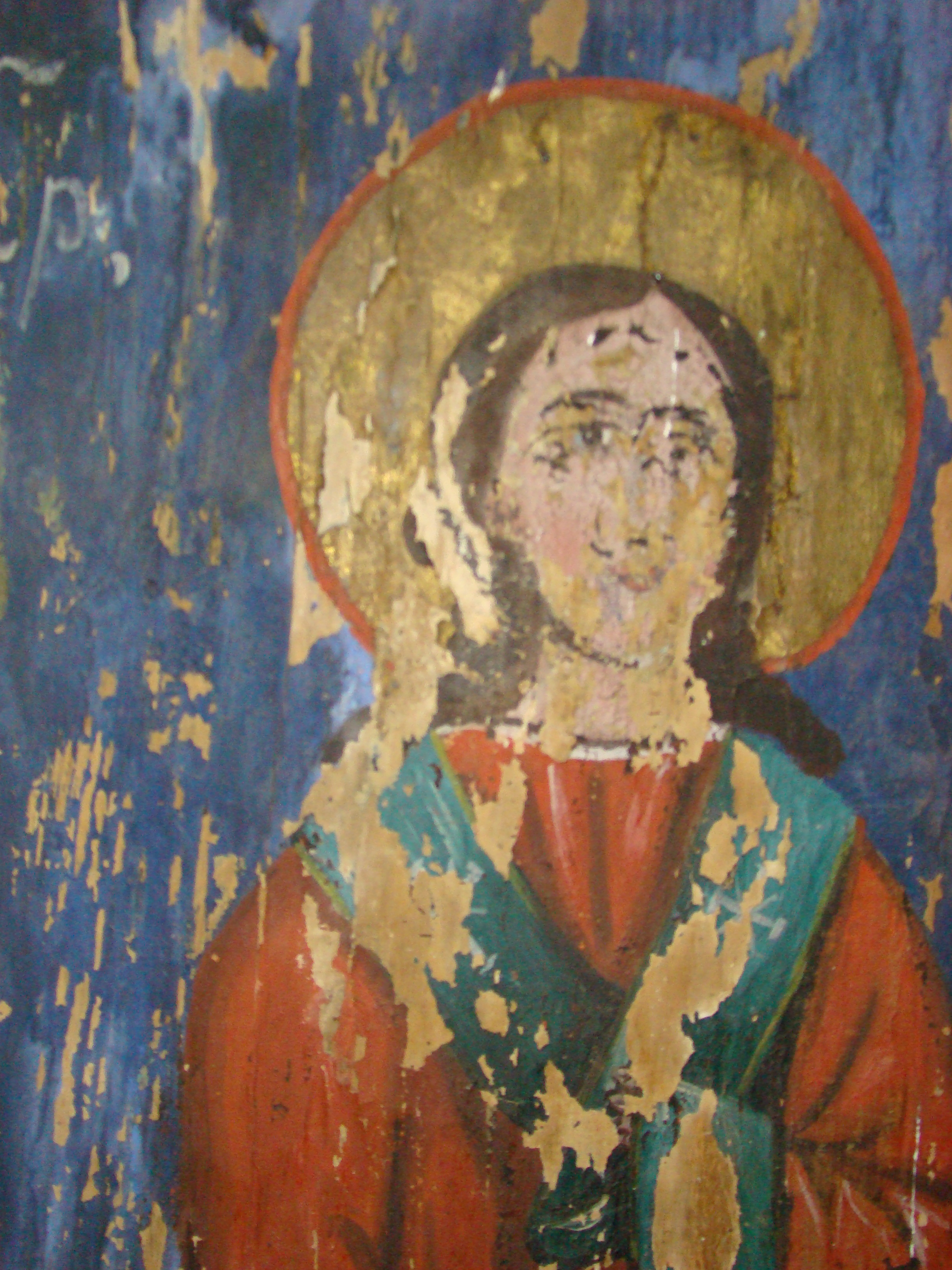
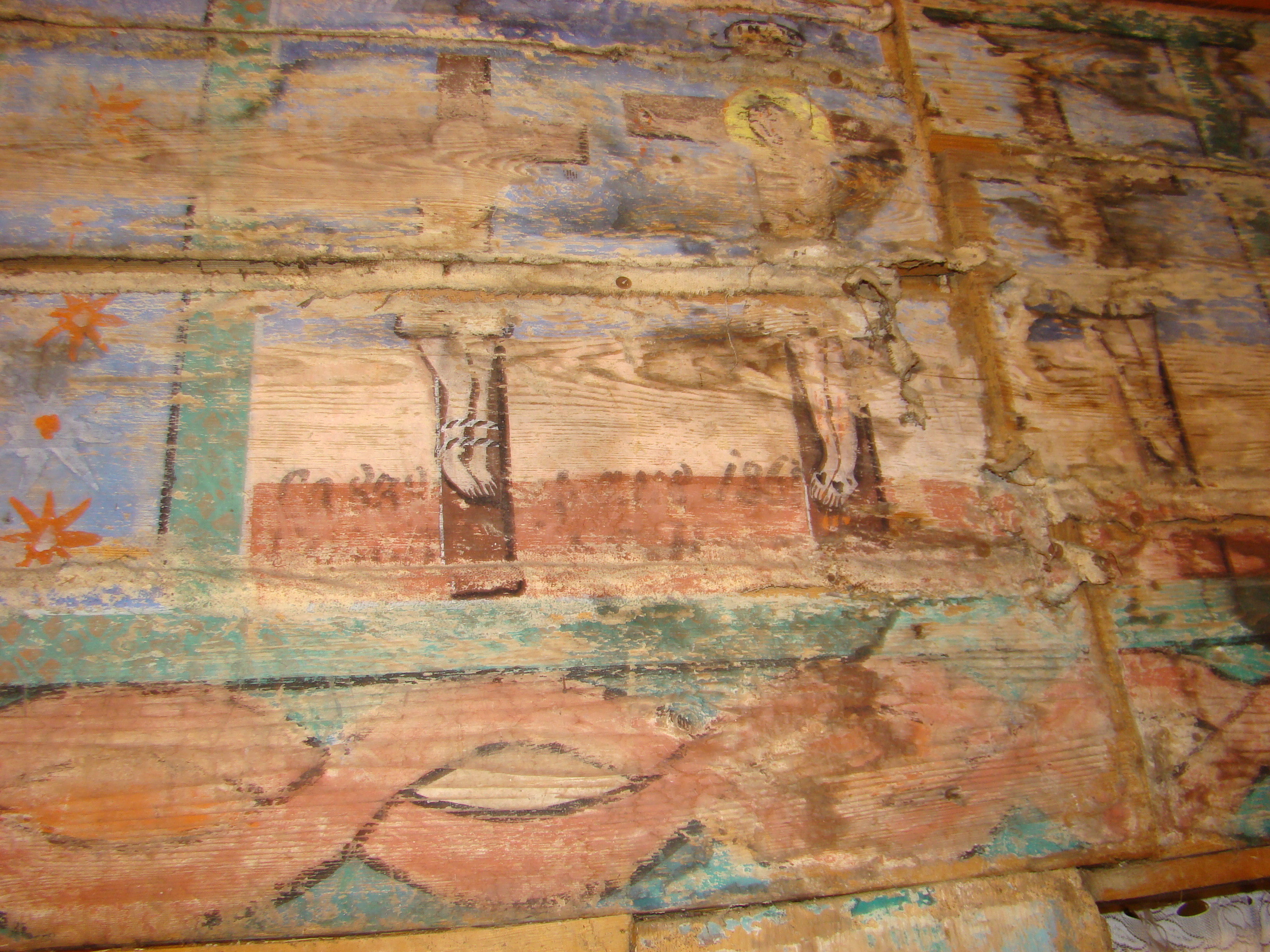
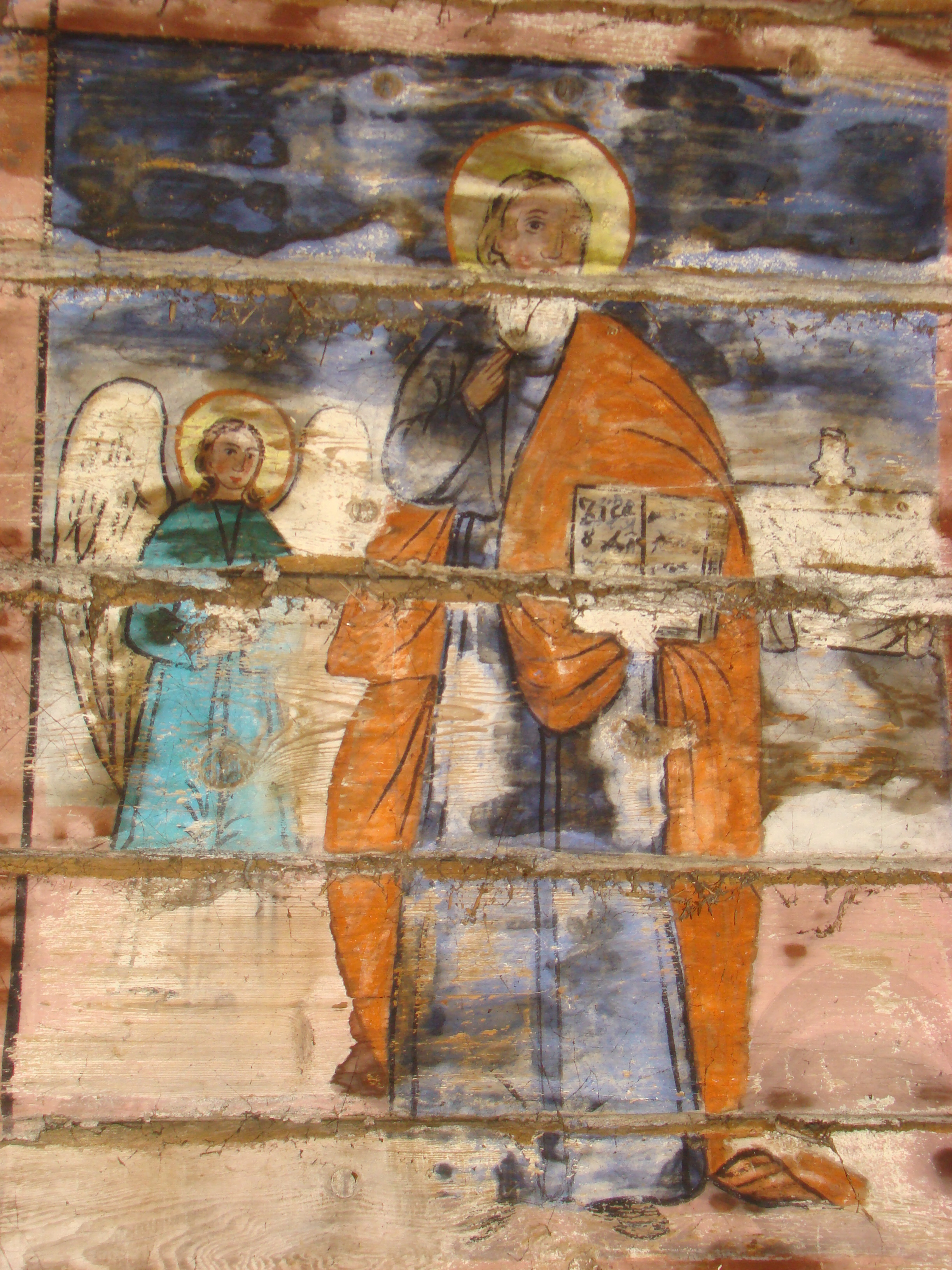
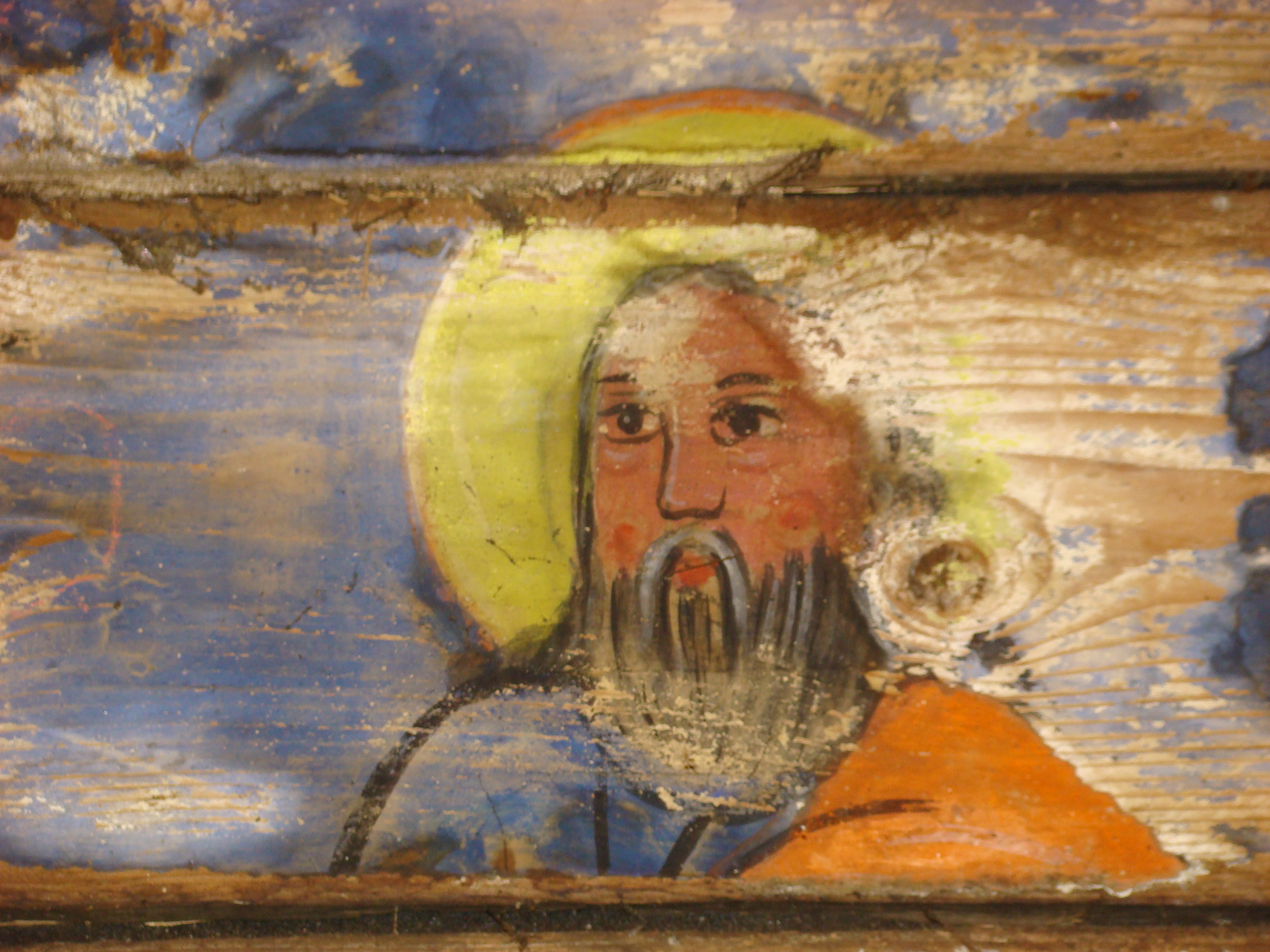
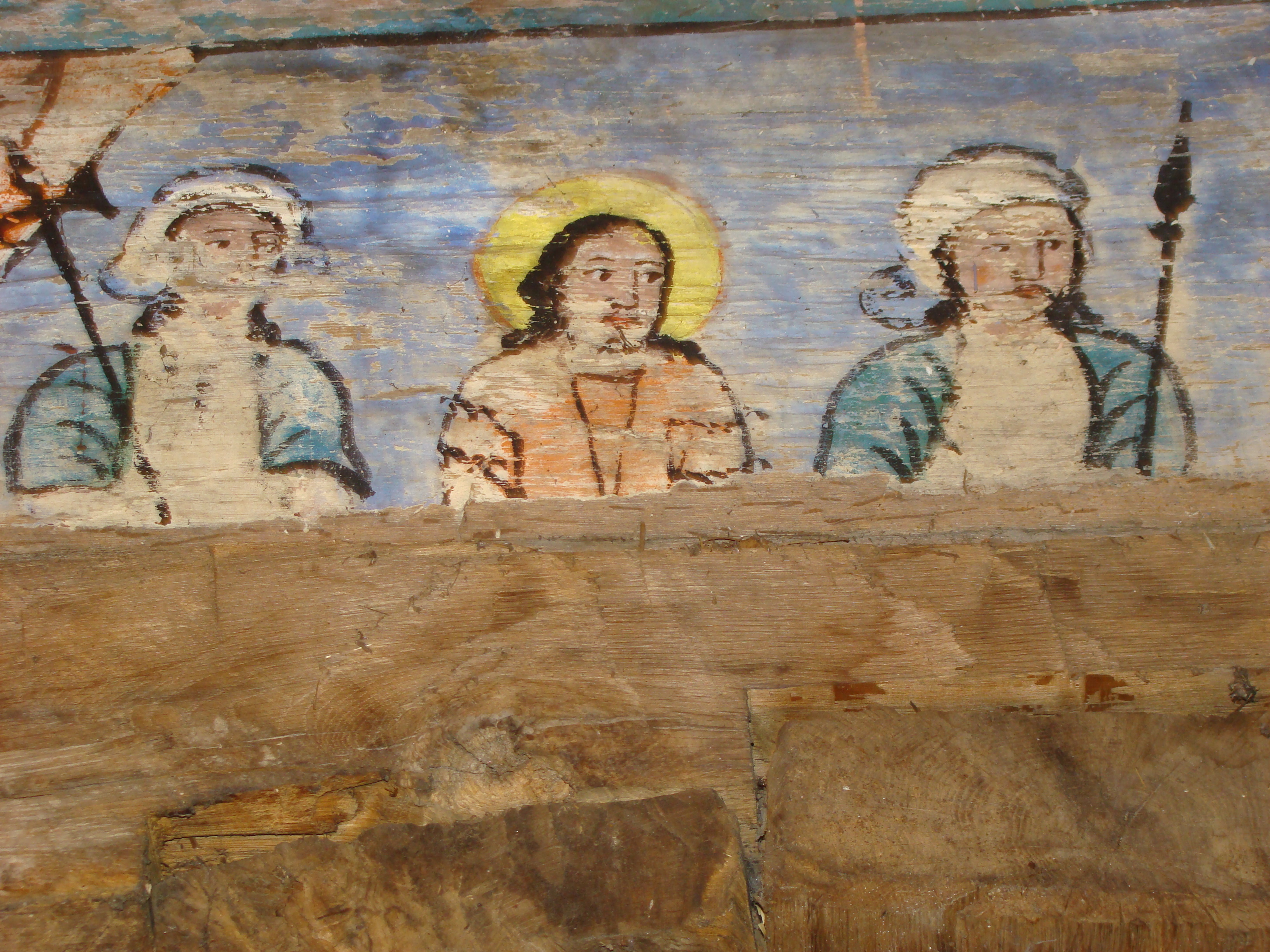
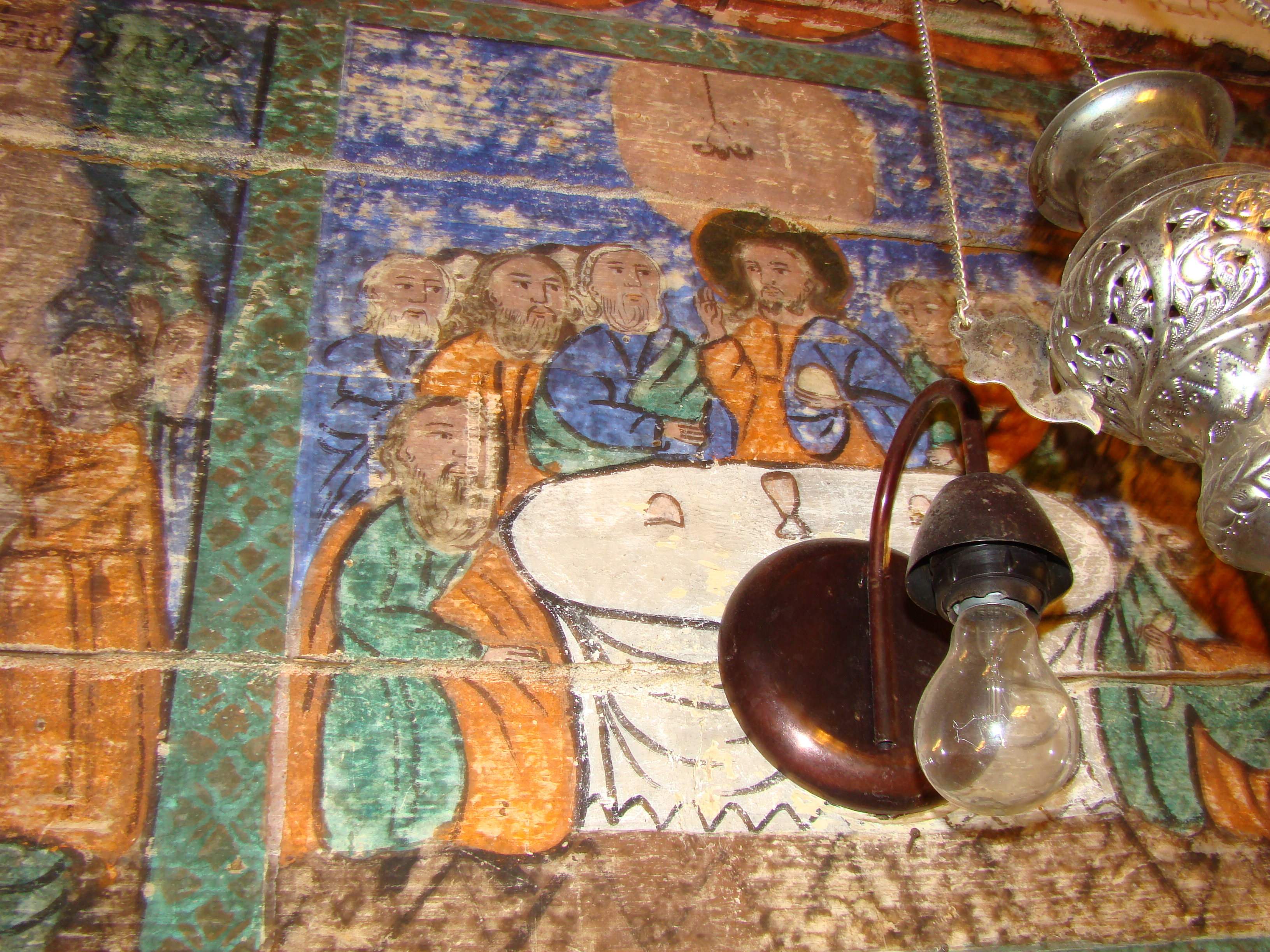
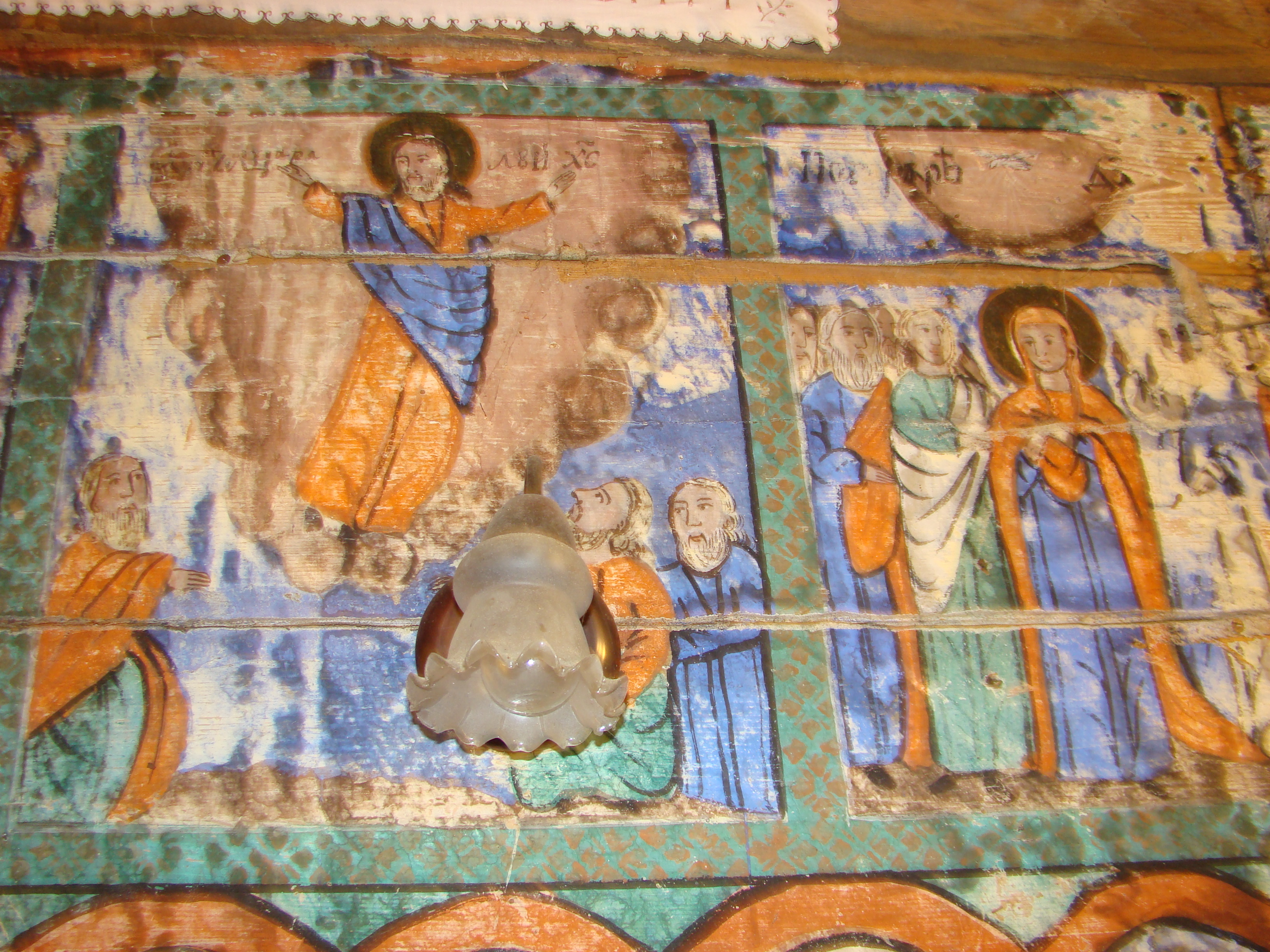
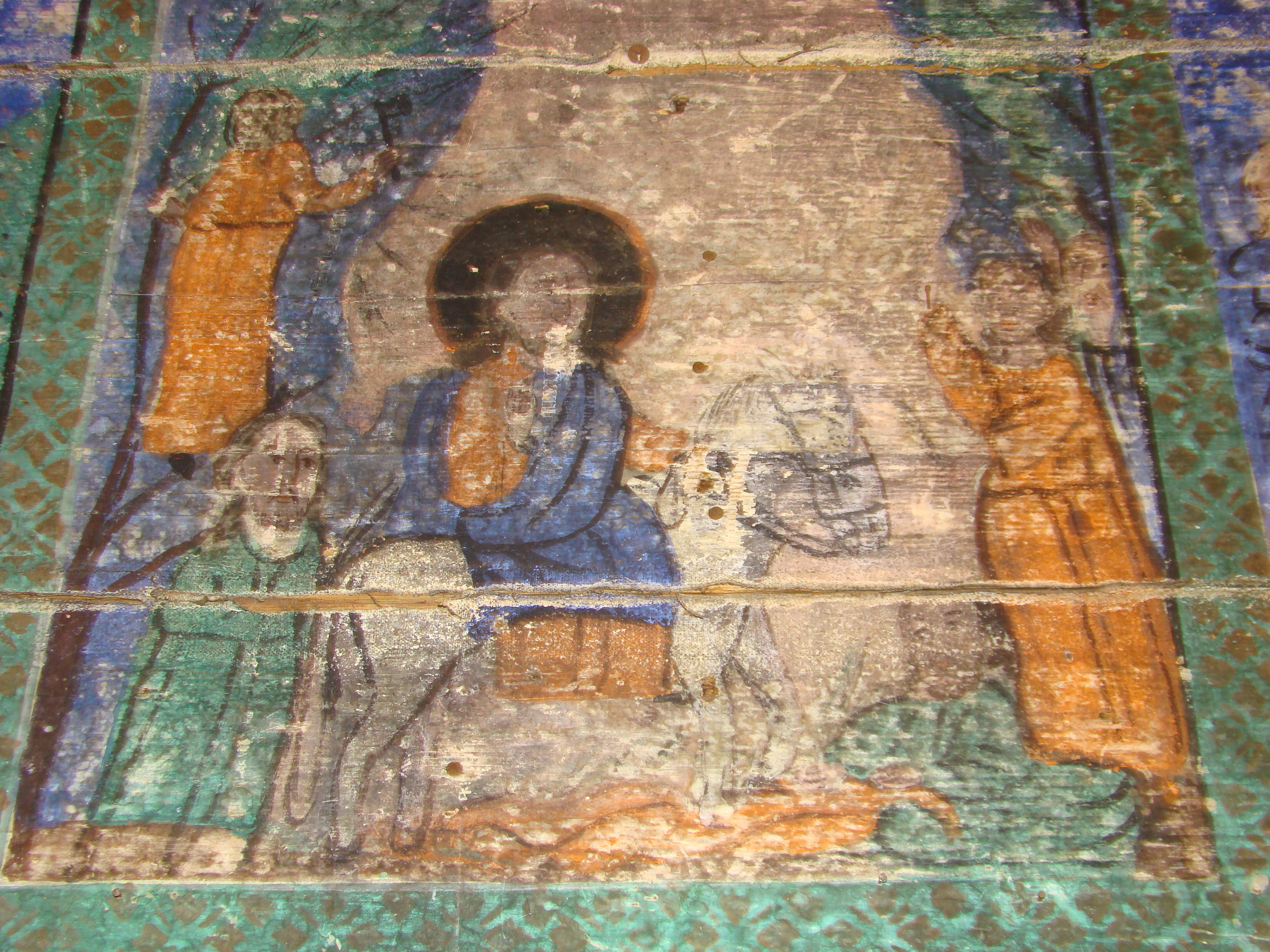
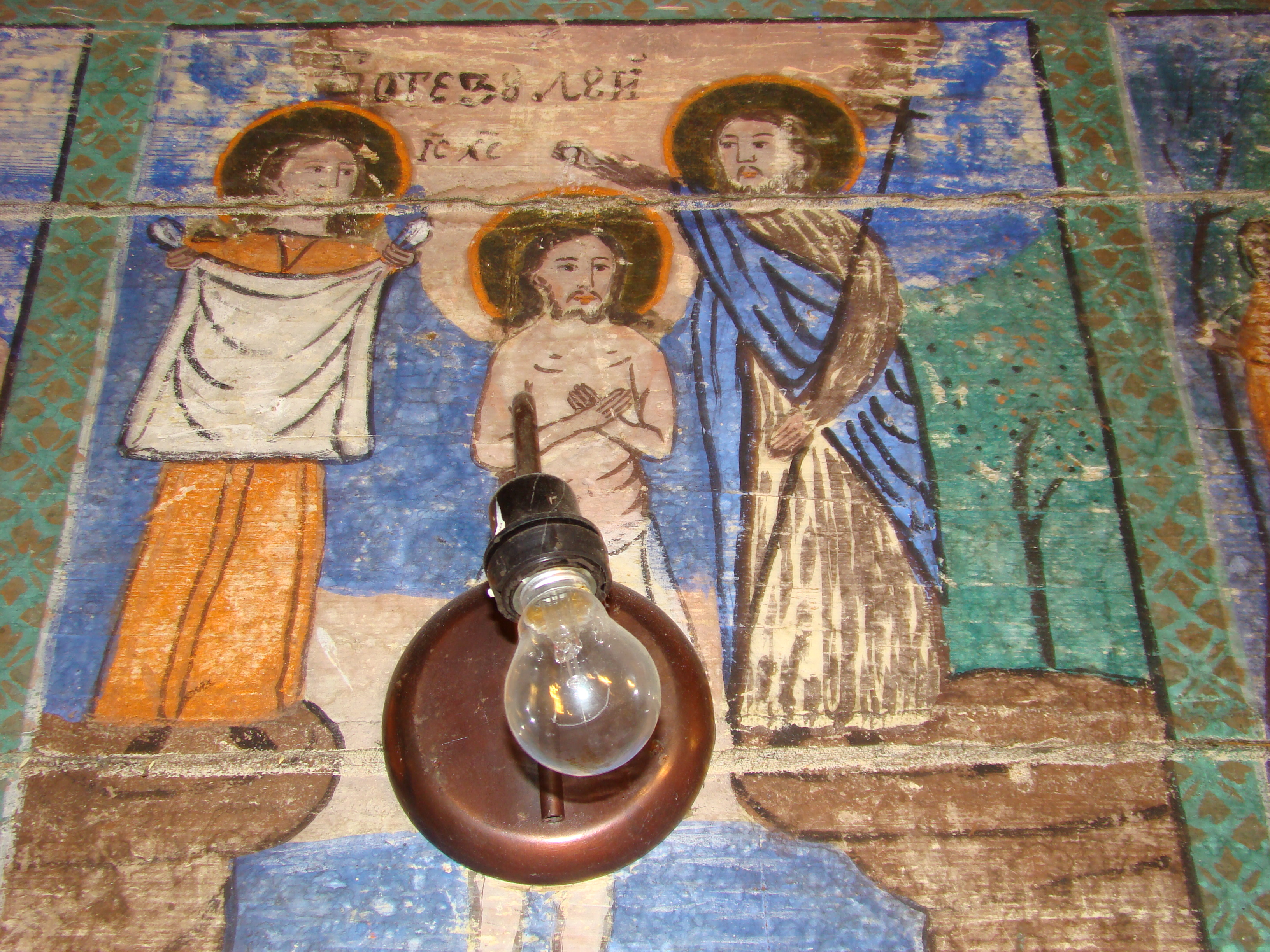
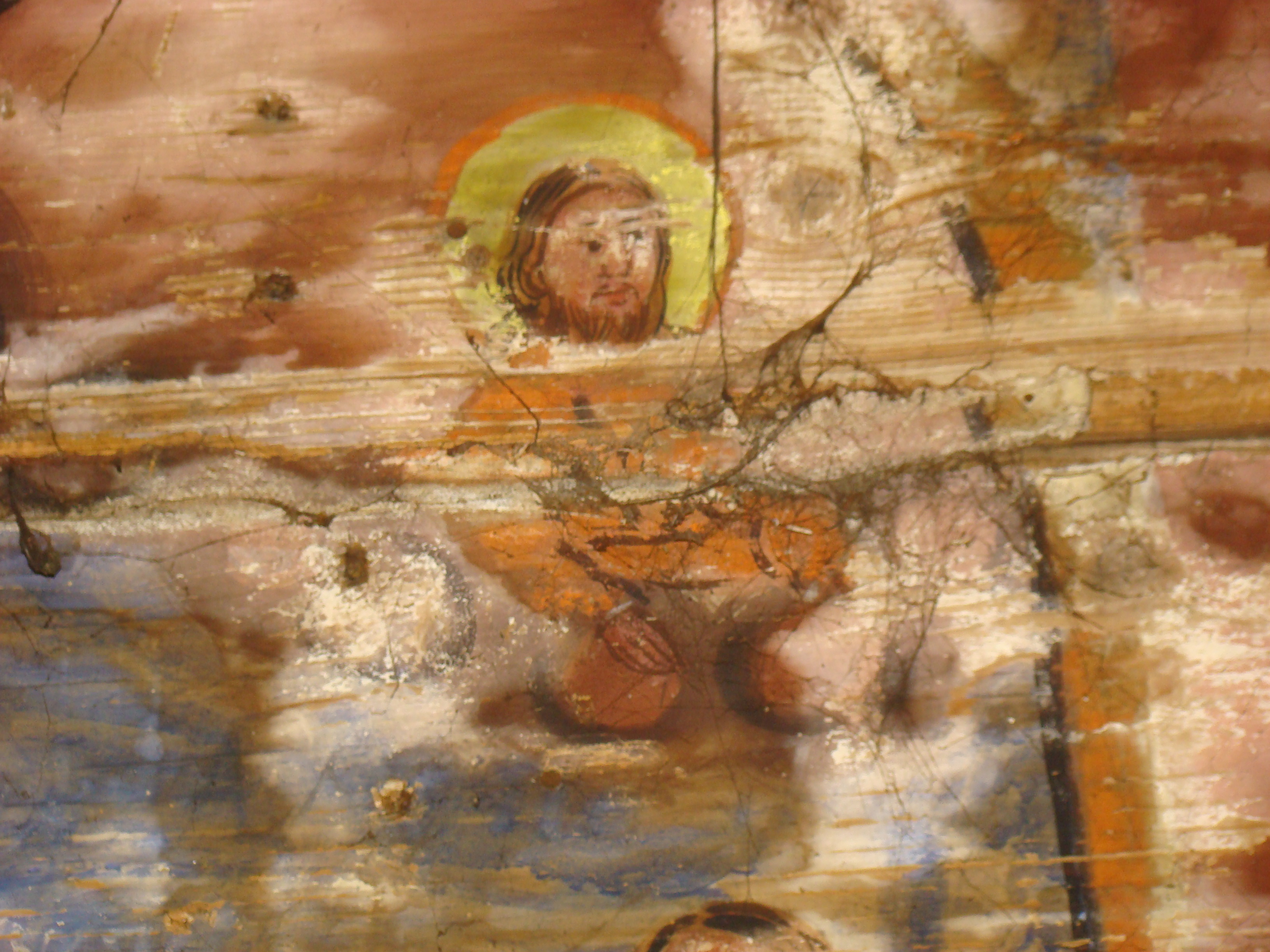
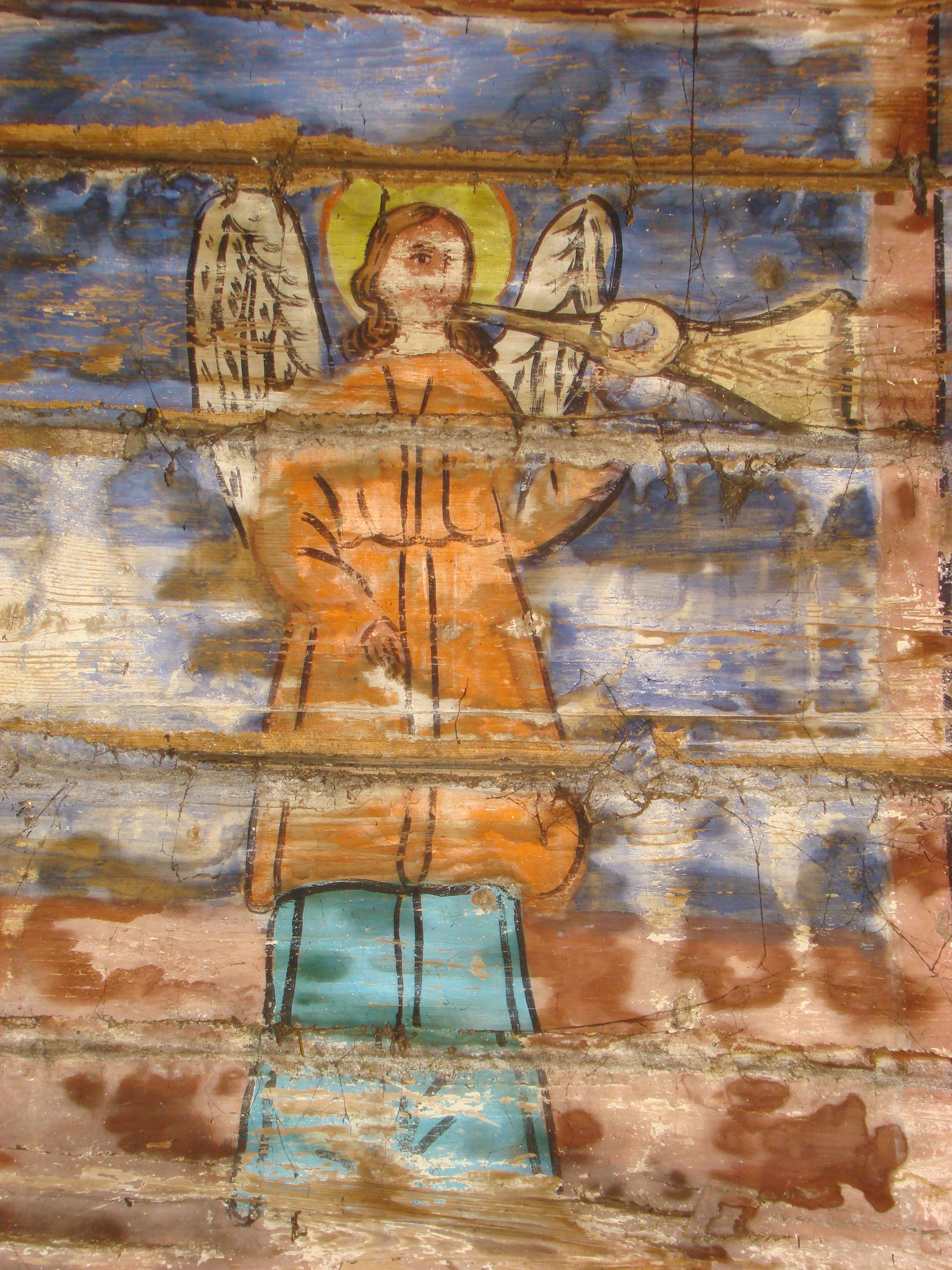
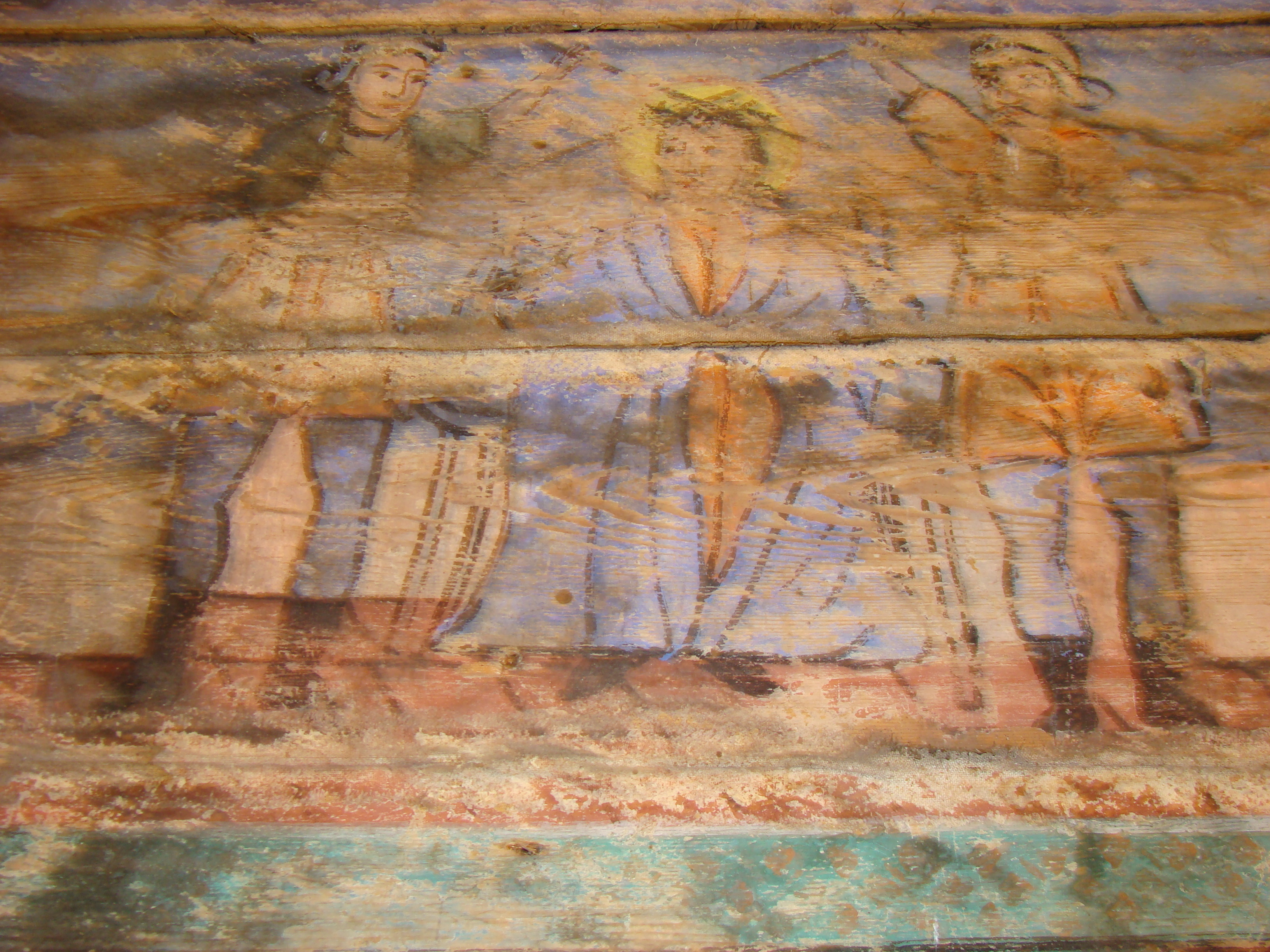
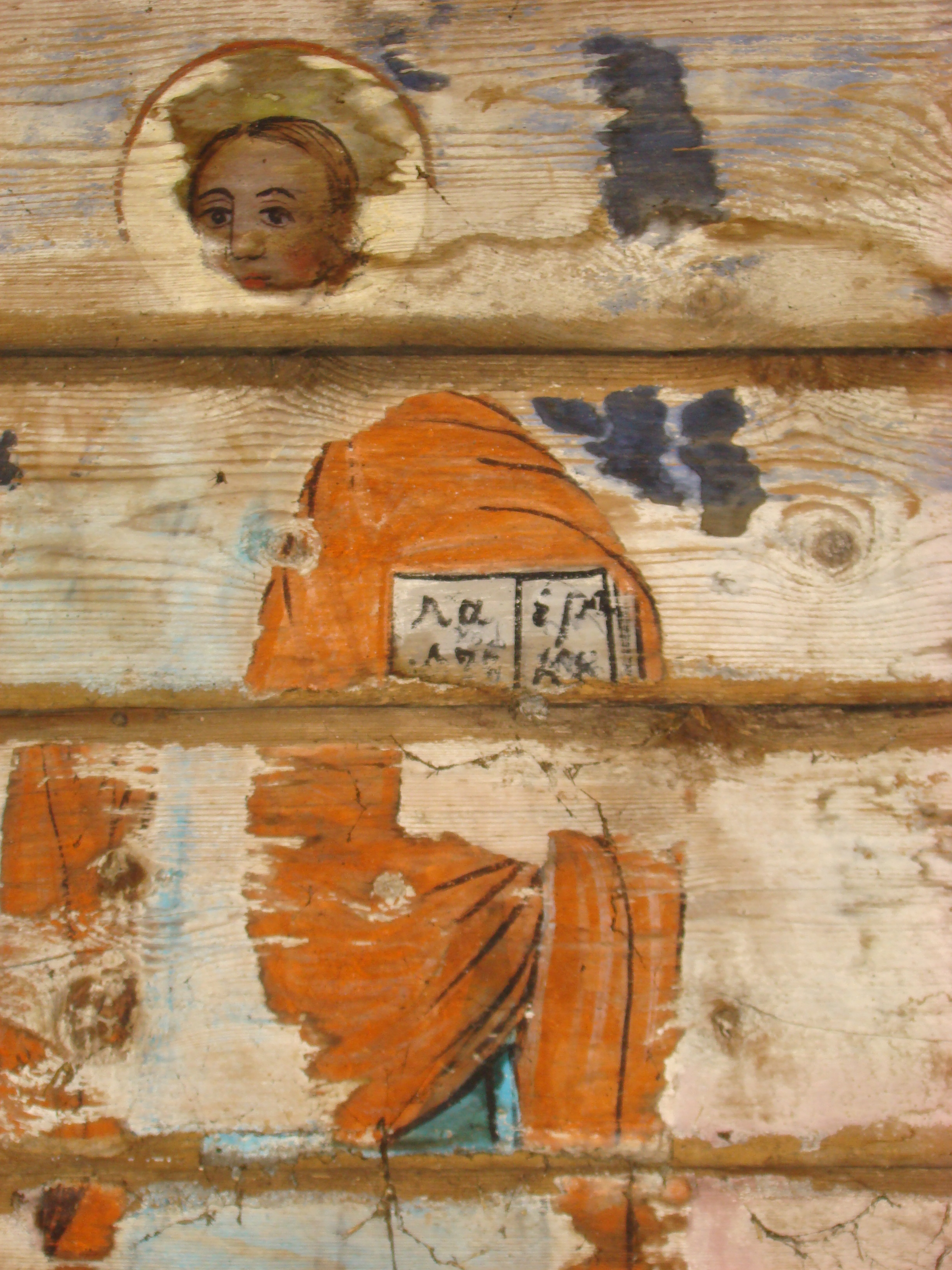
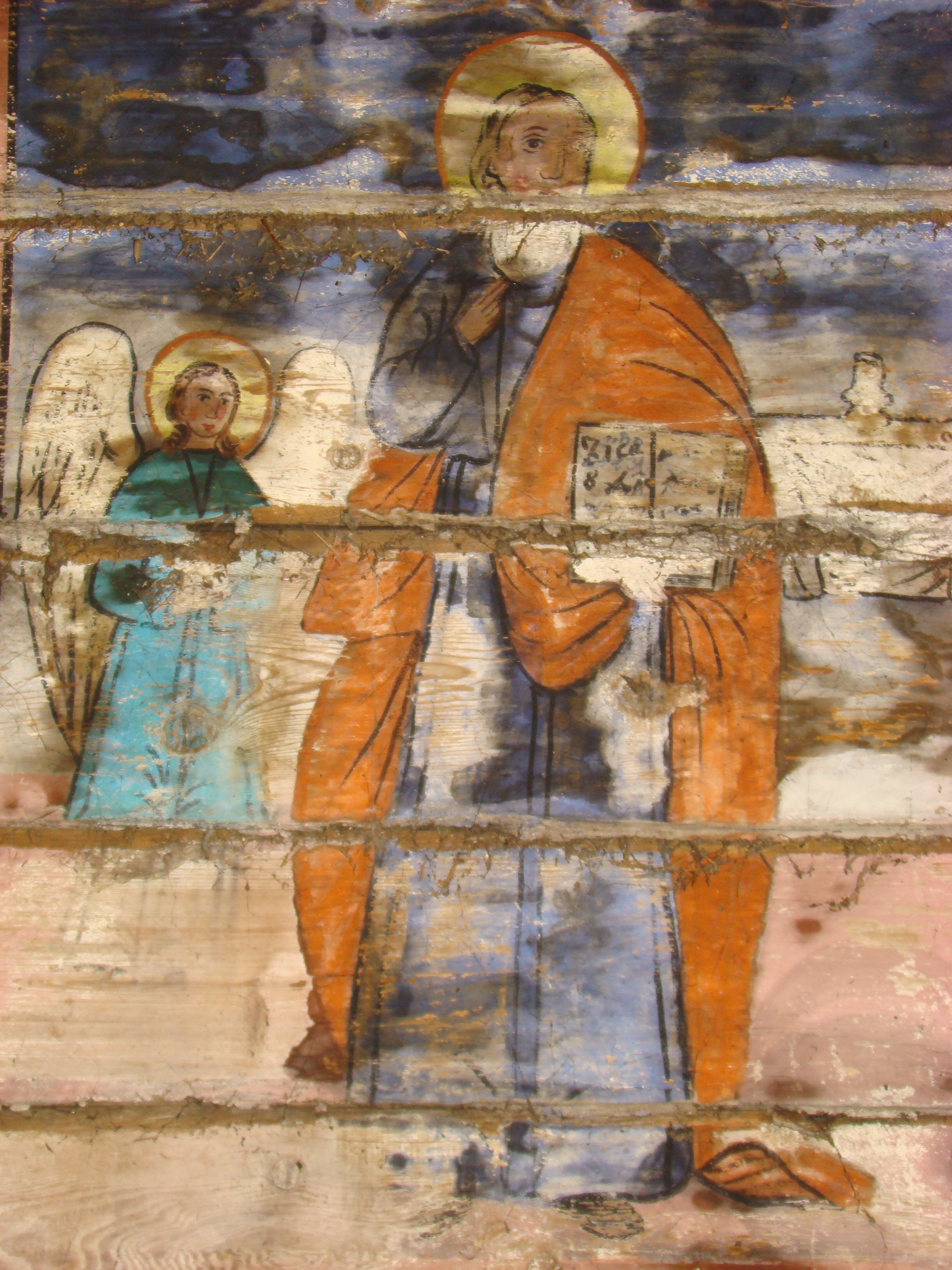
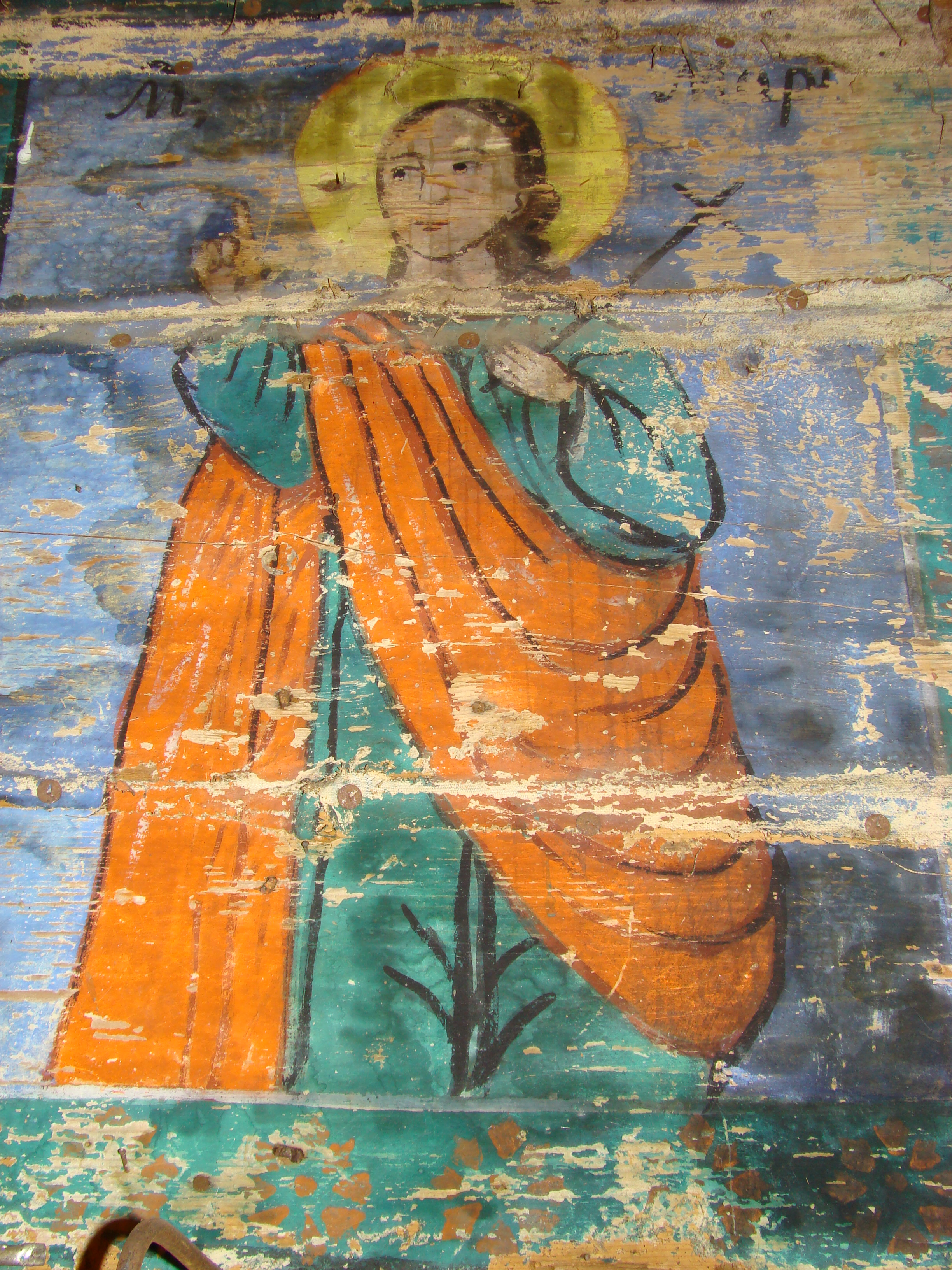
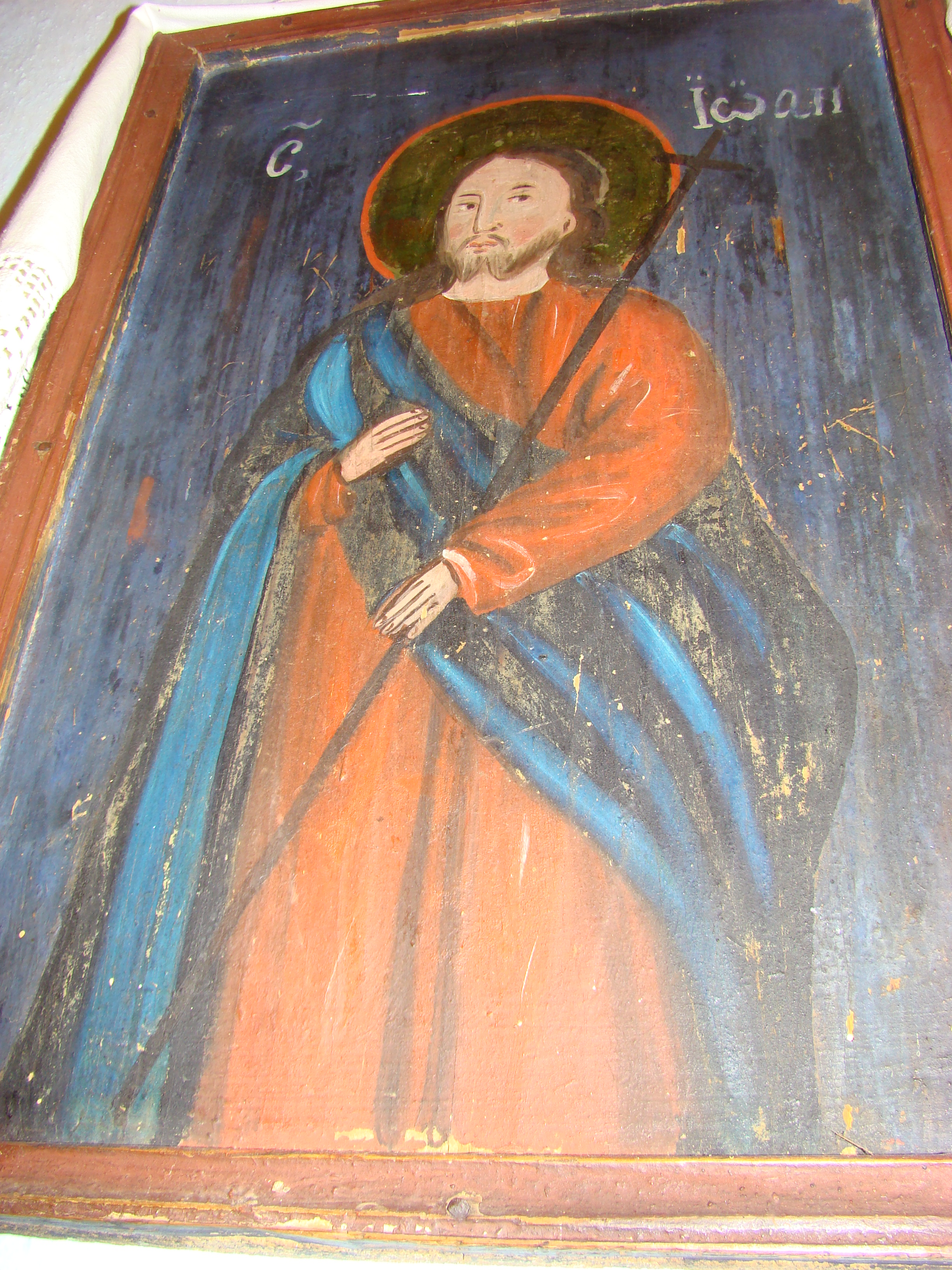
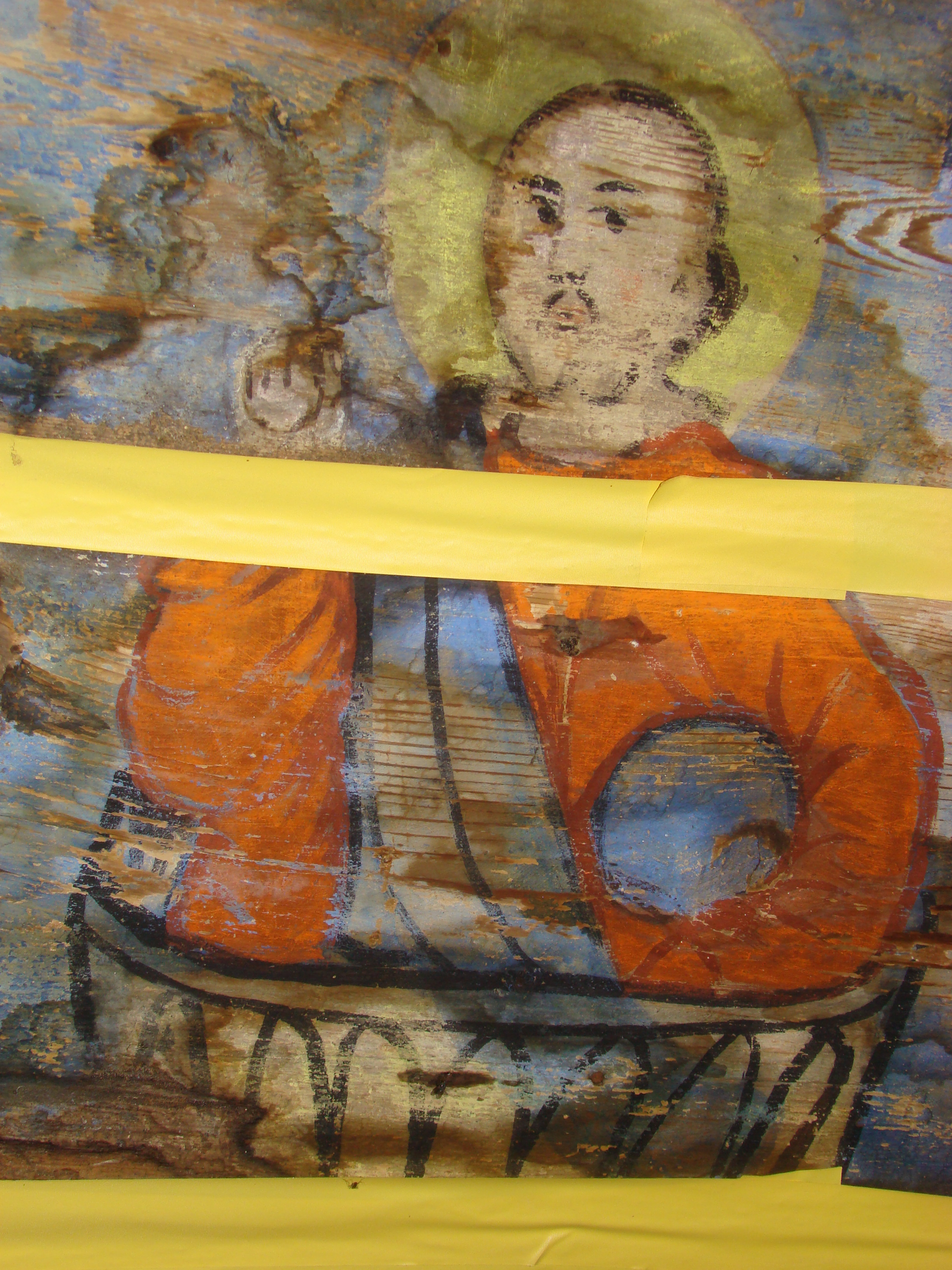
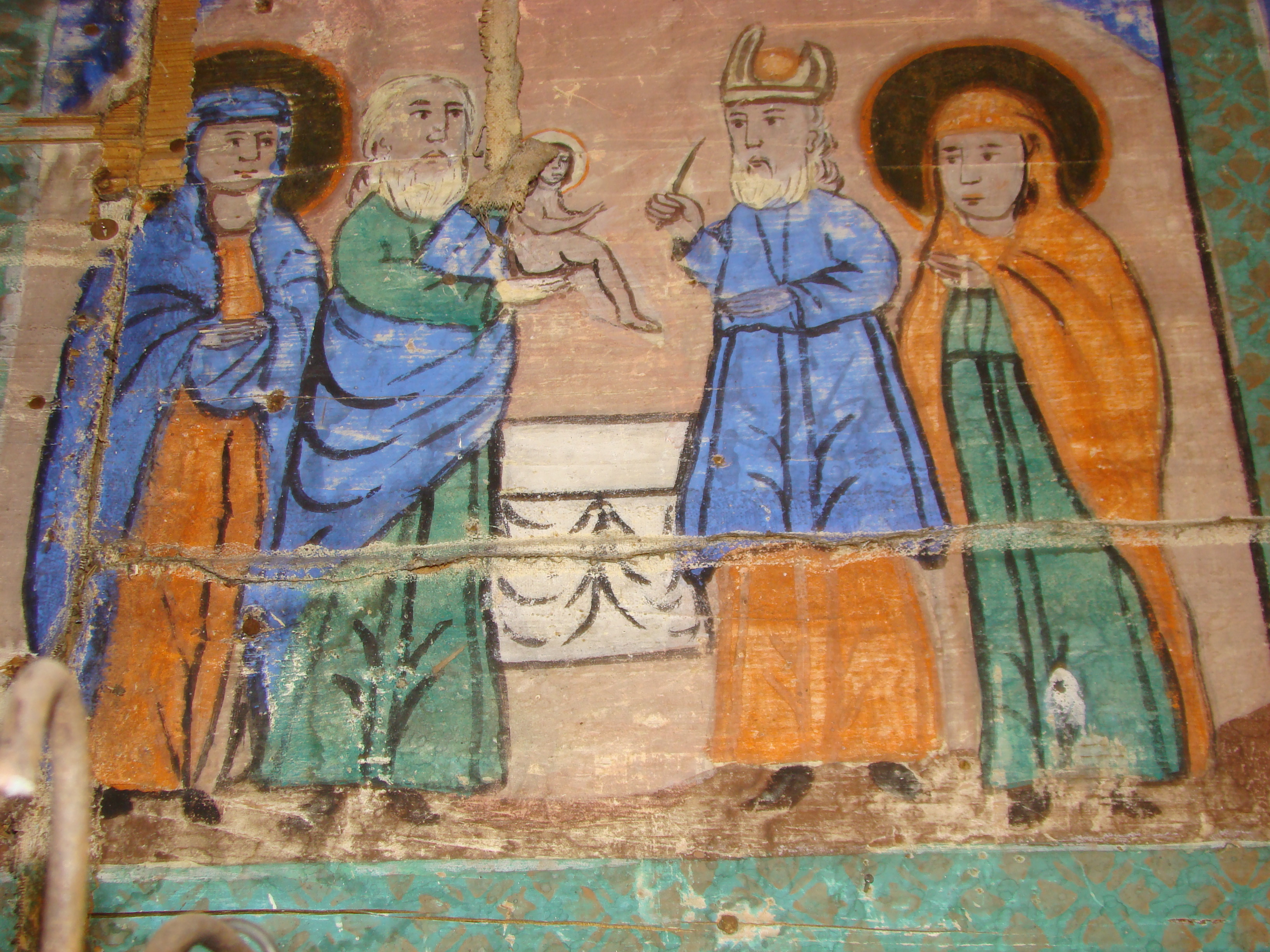
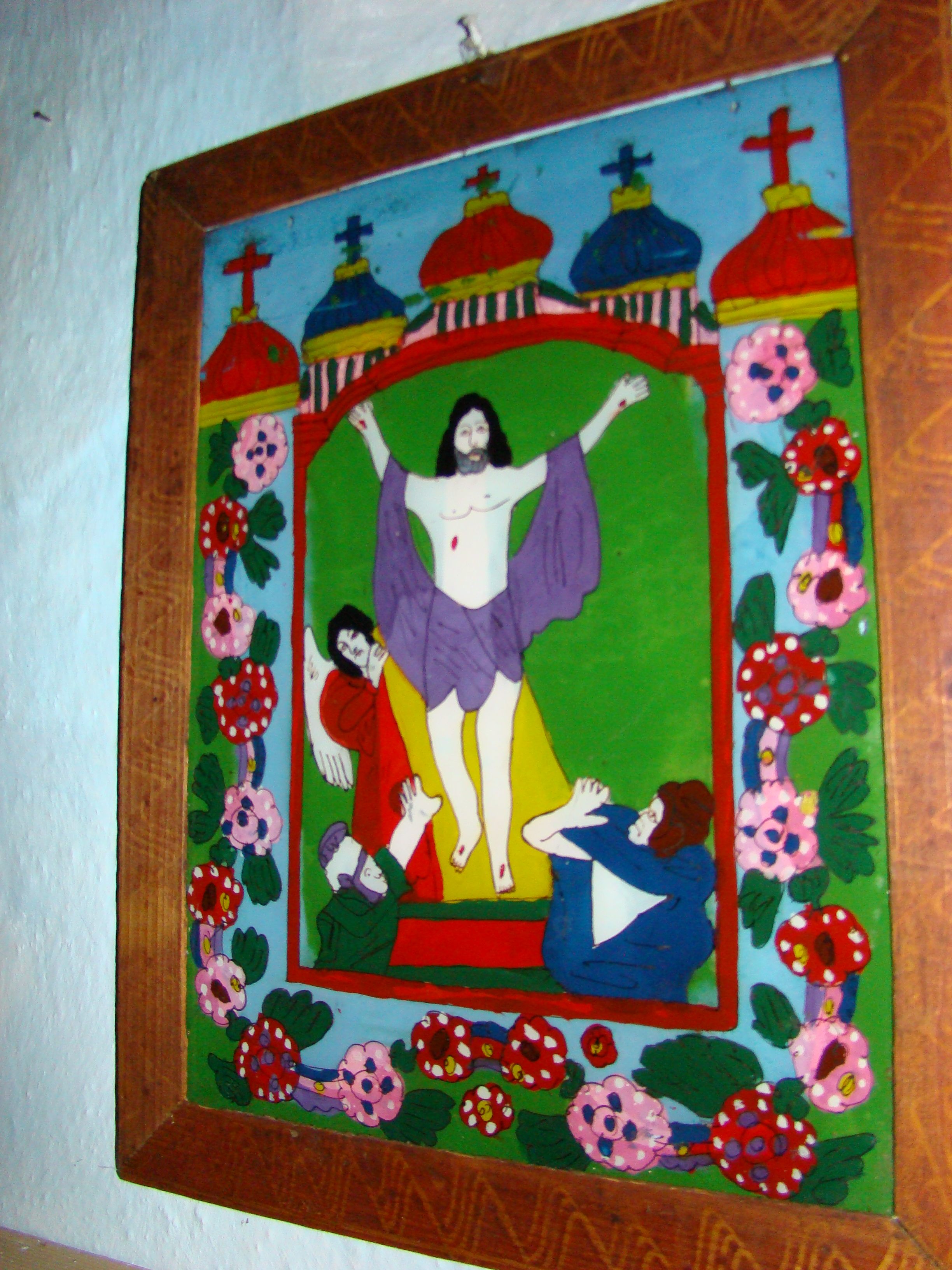
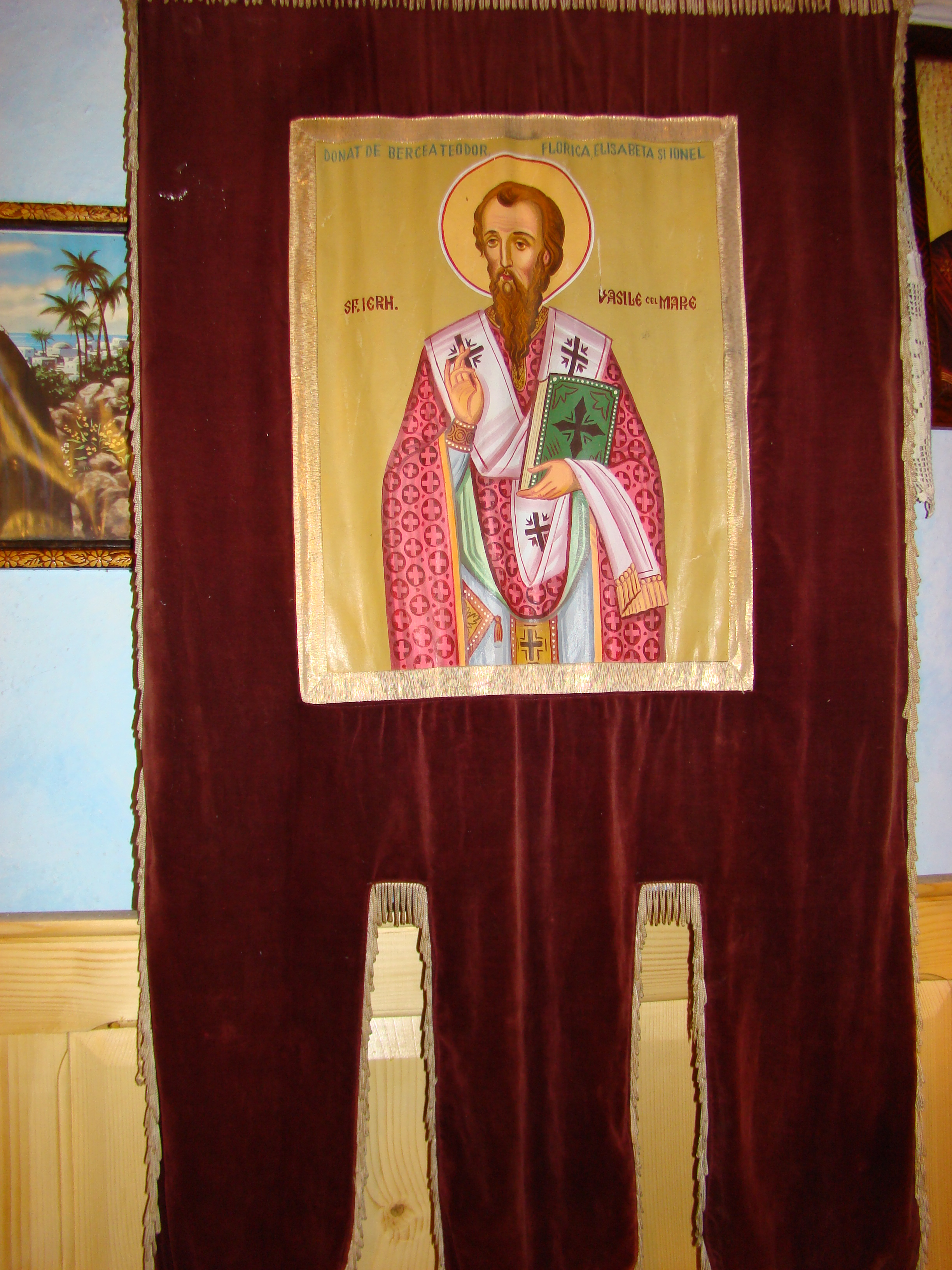
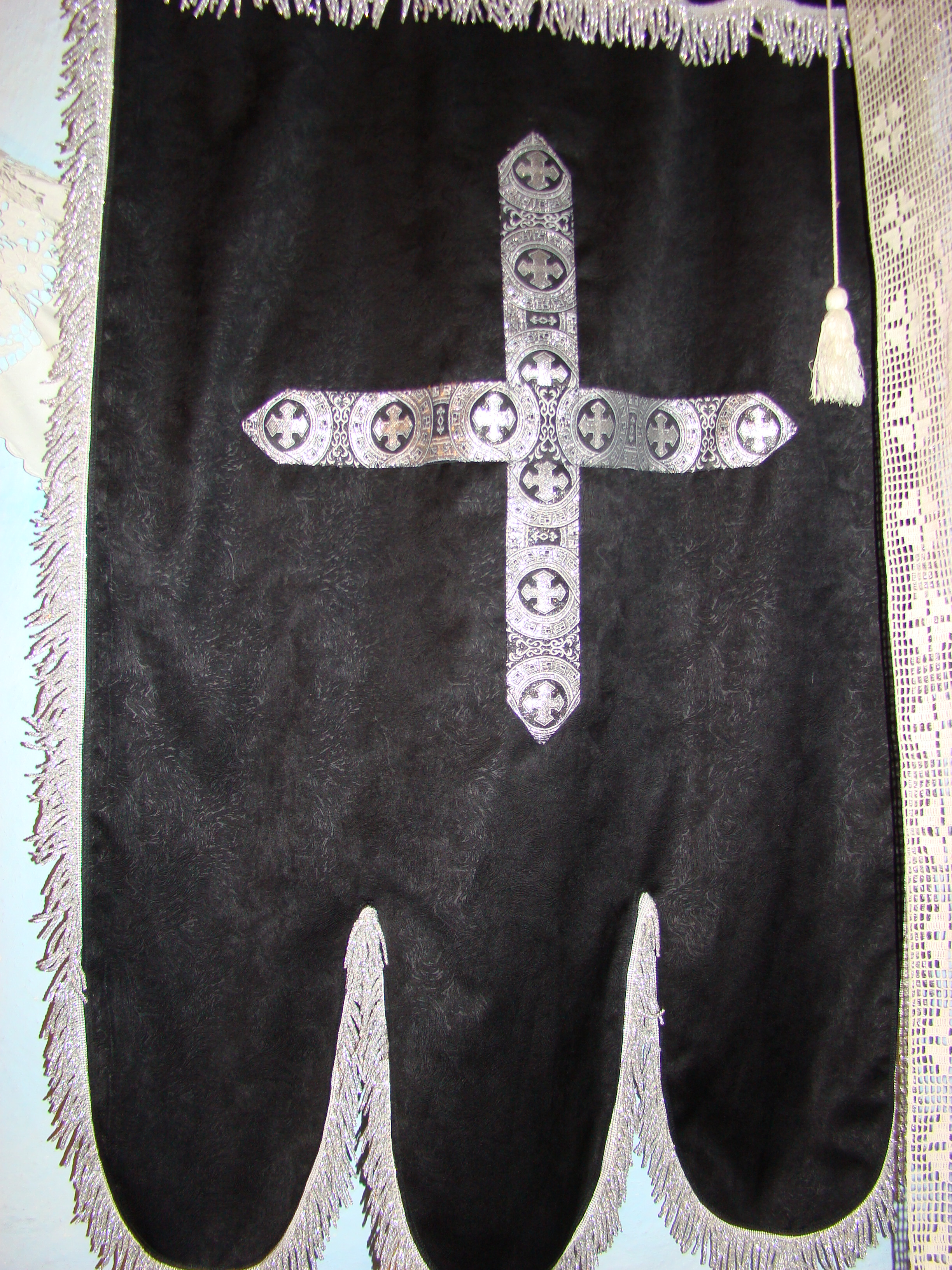

## Imagini din exterior

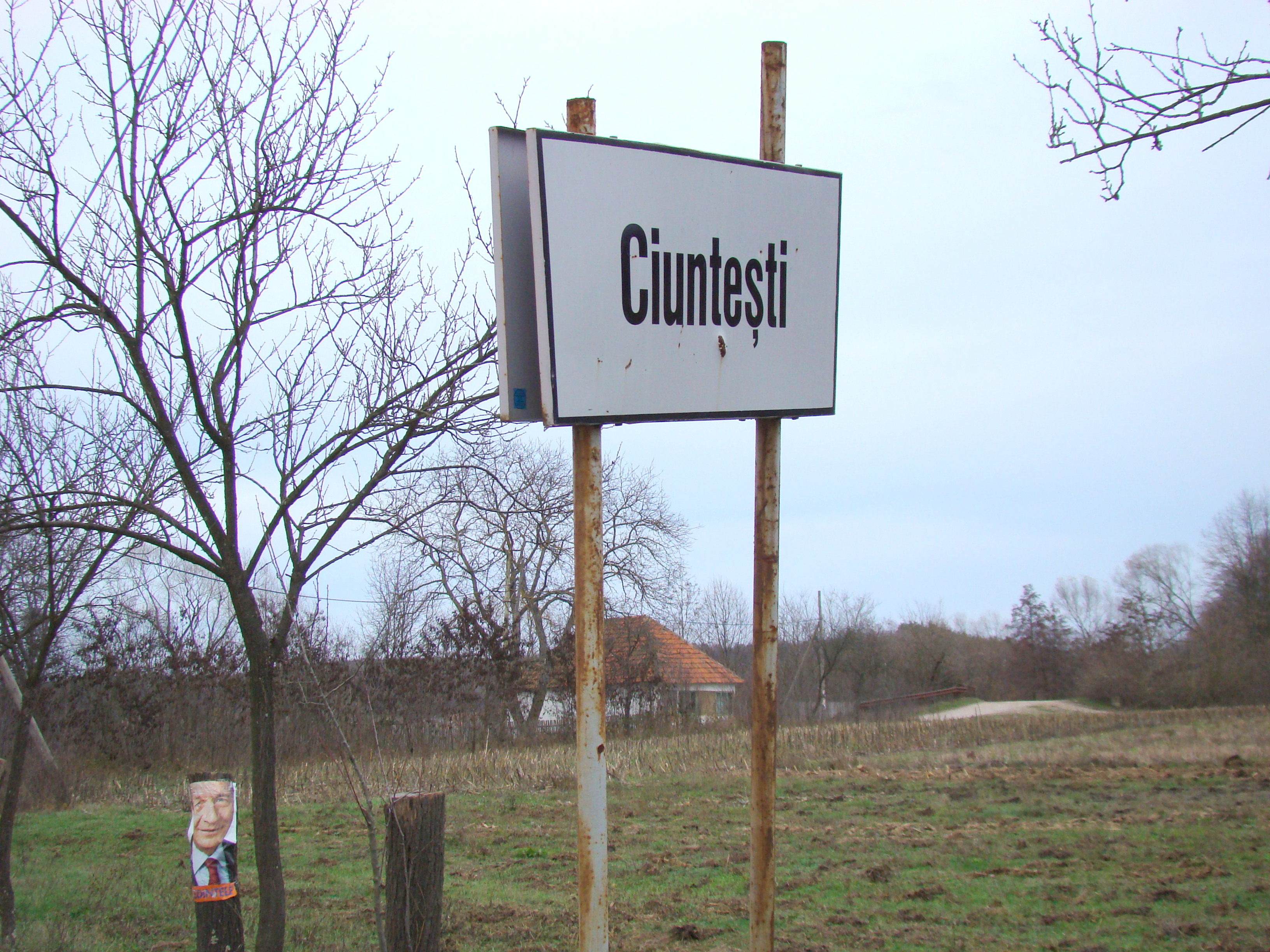
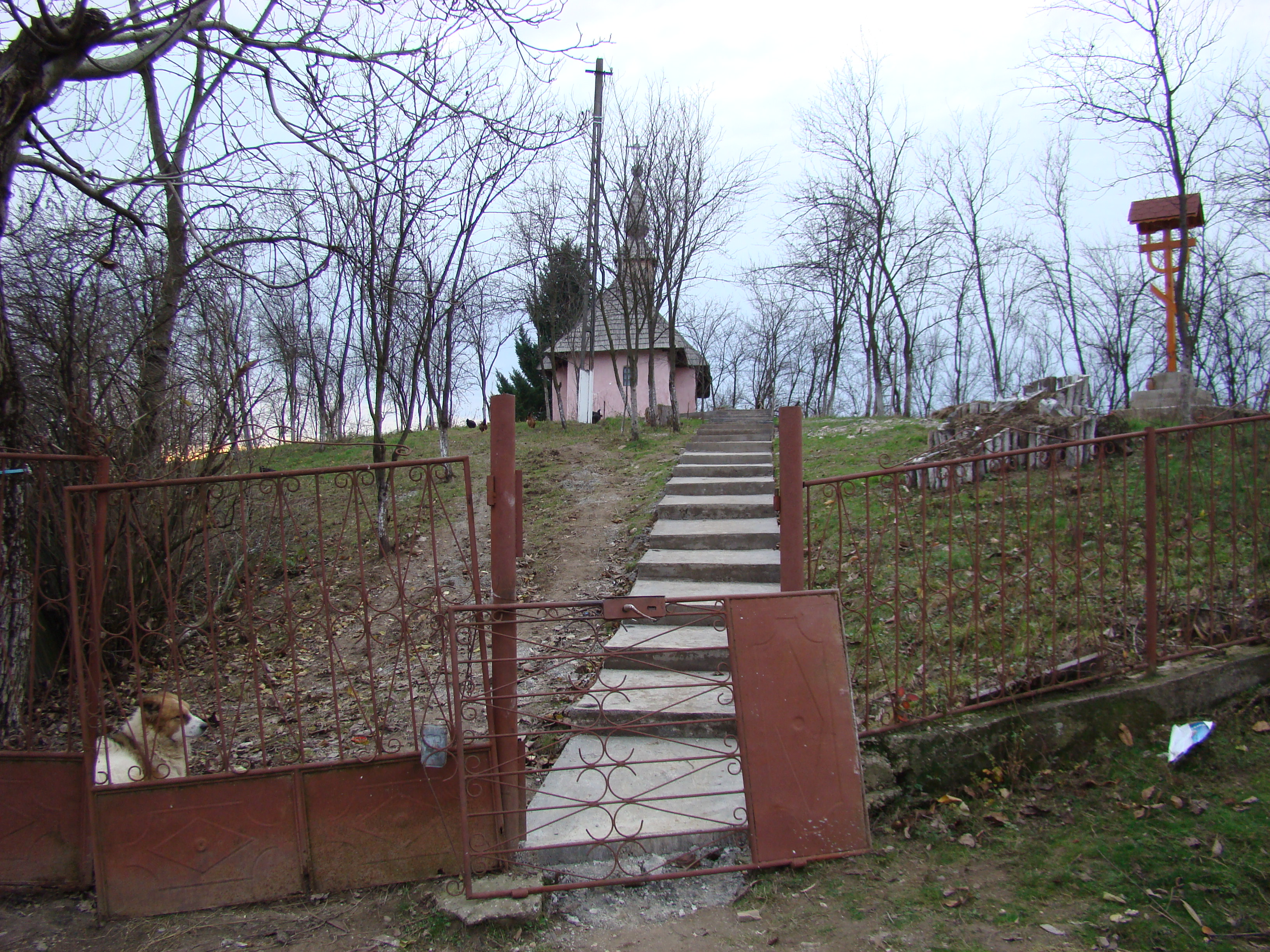
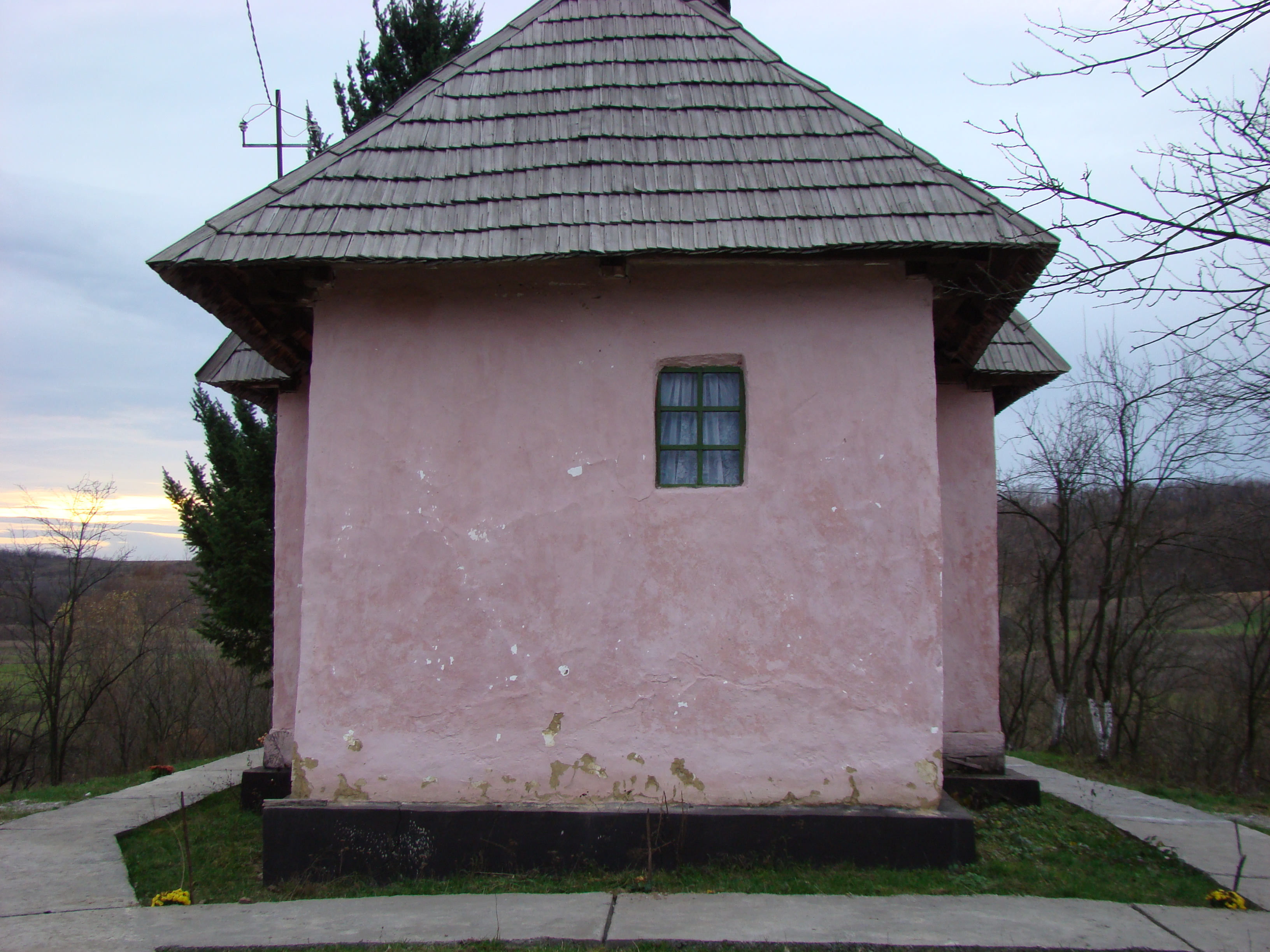
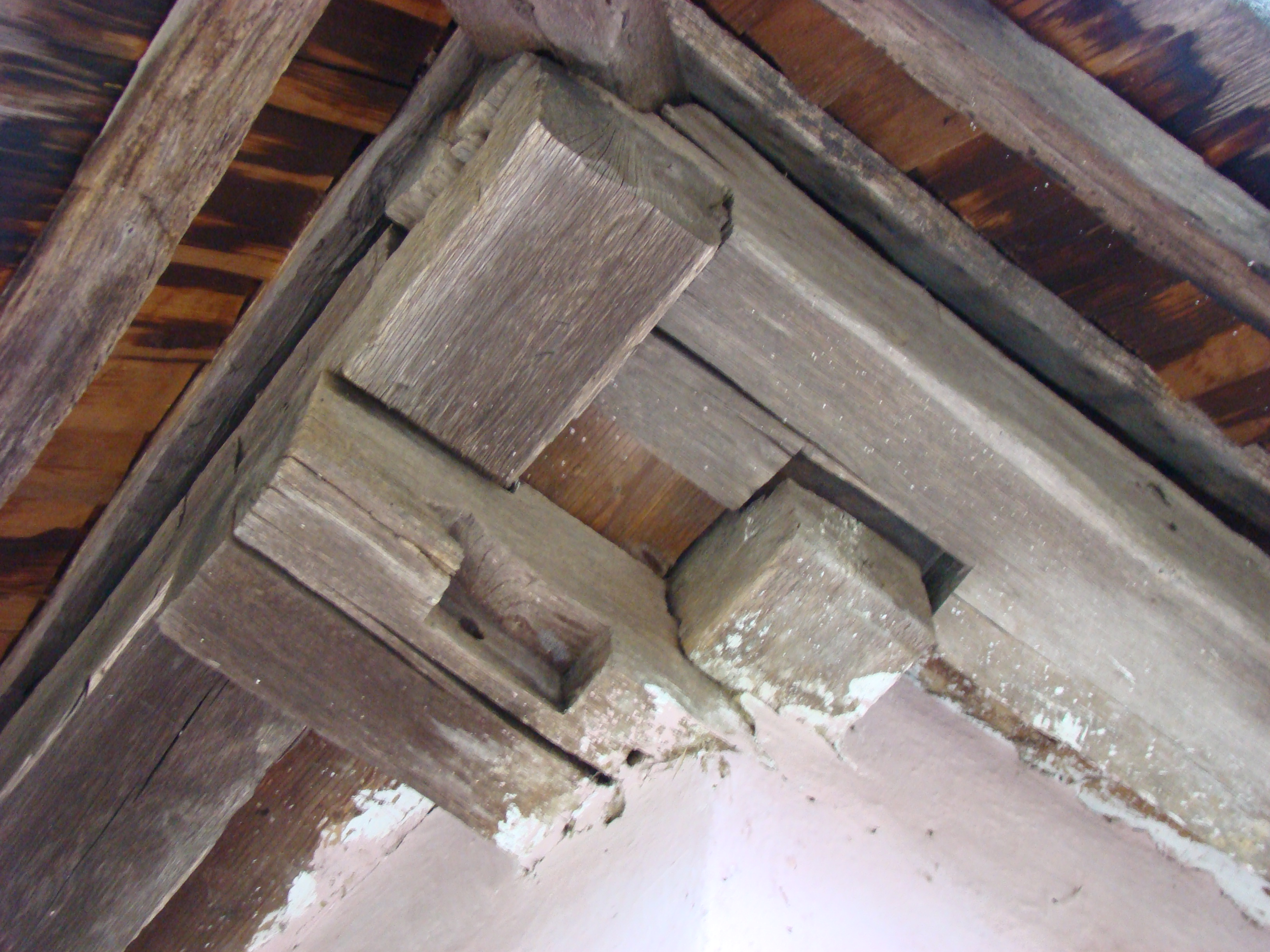
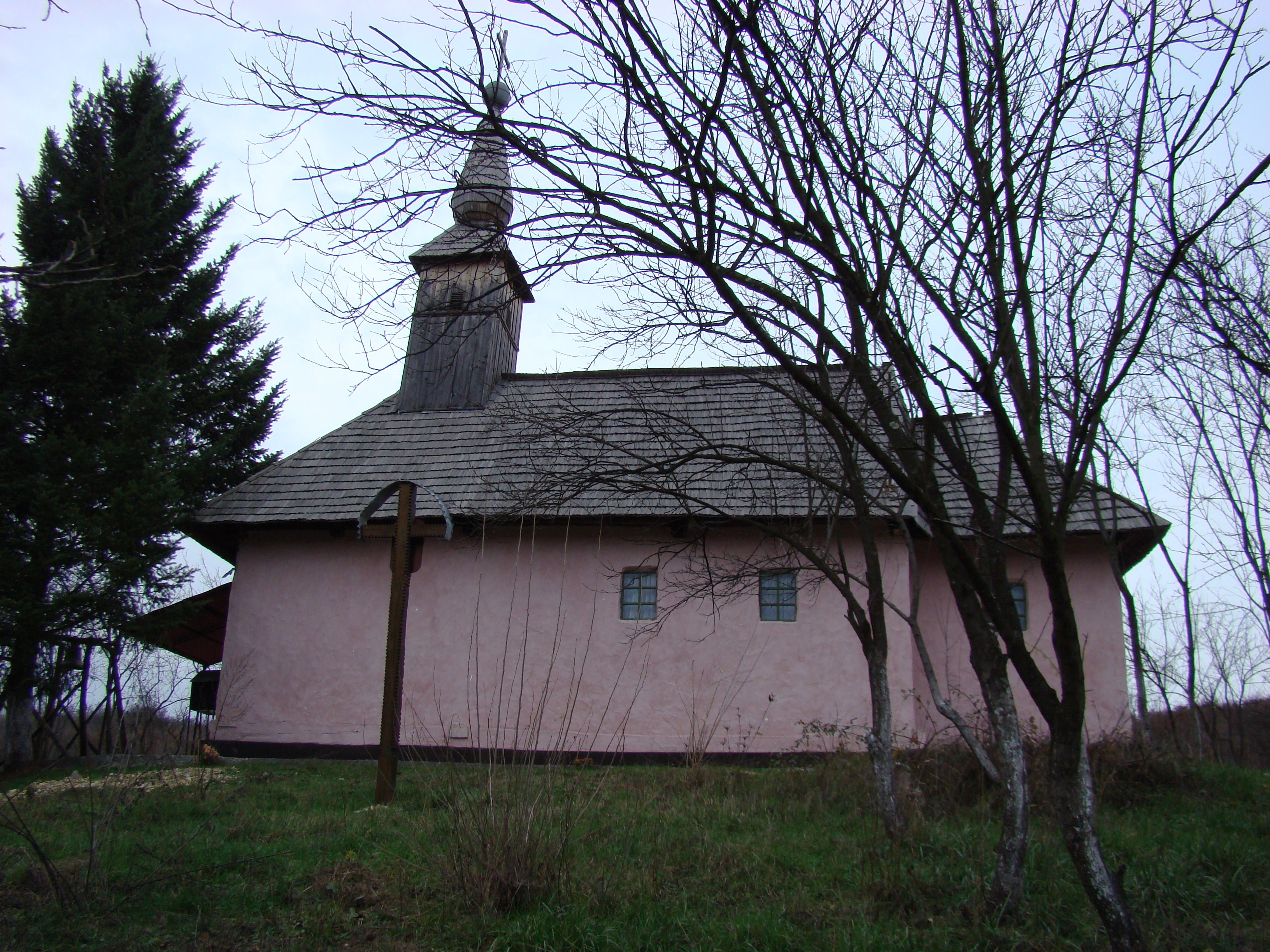
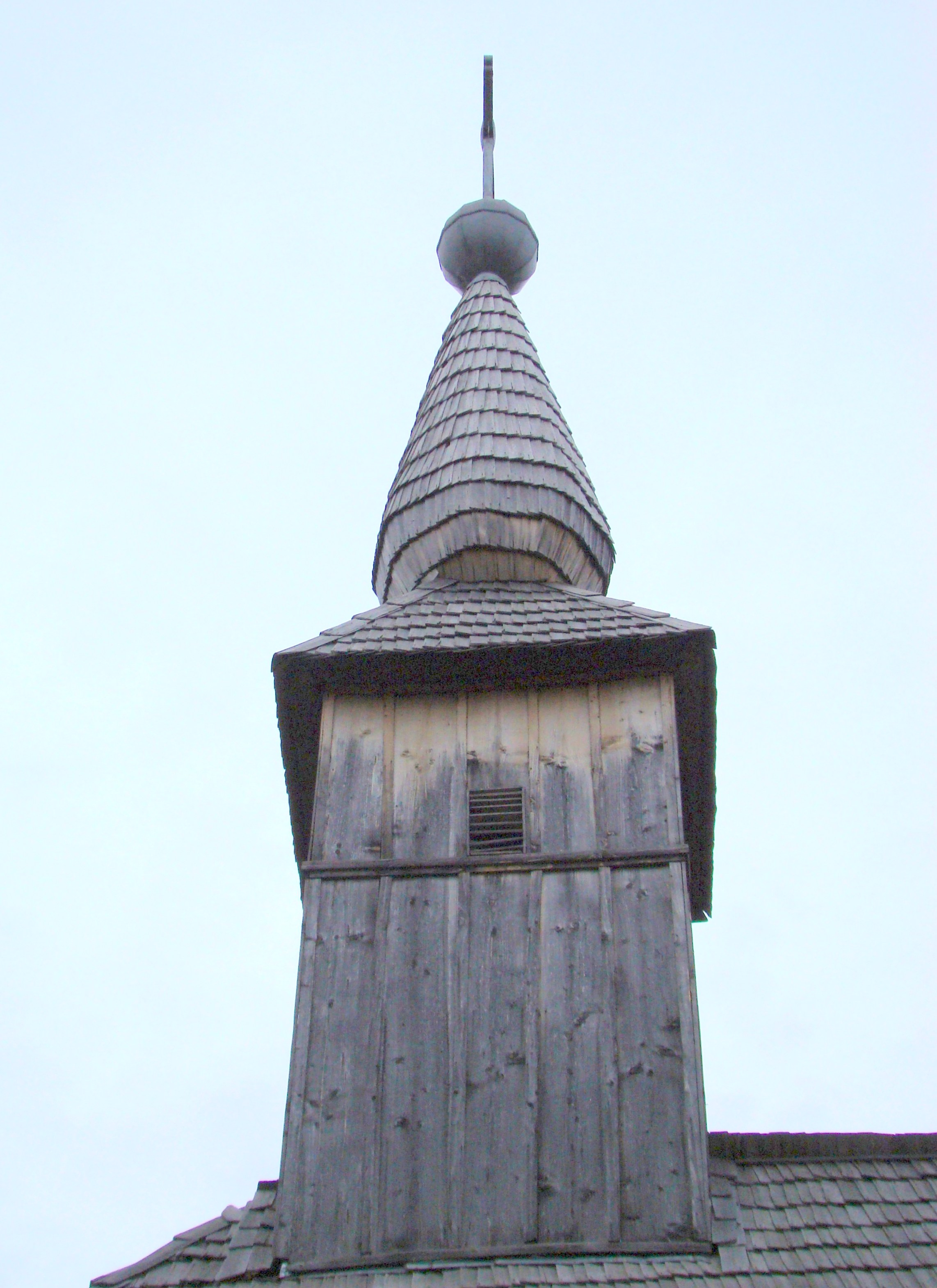
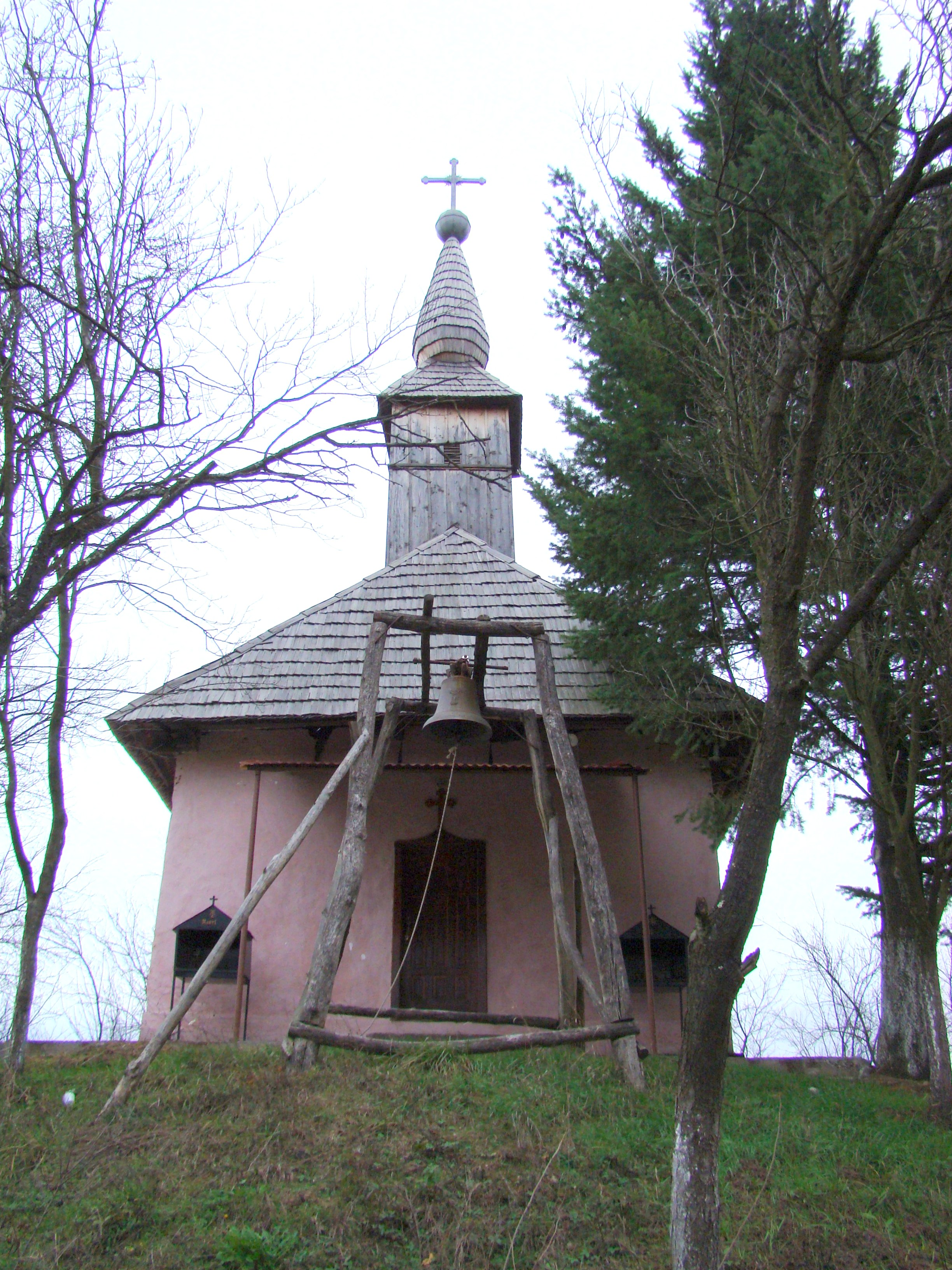
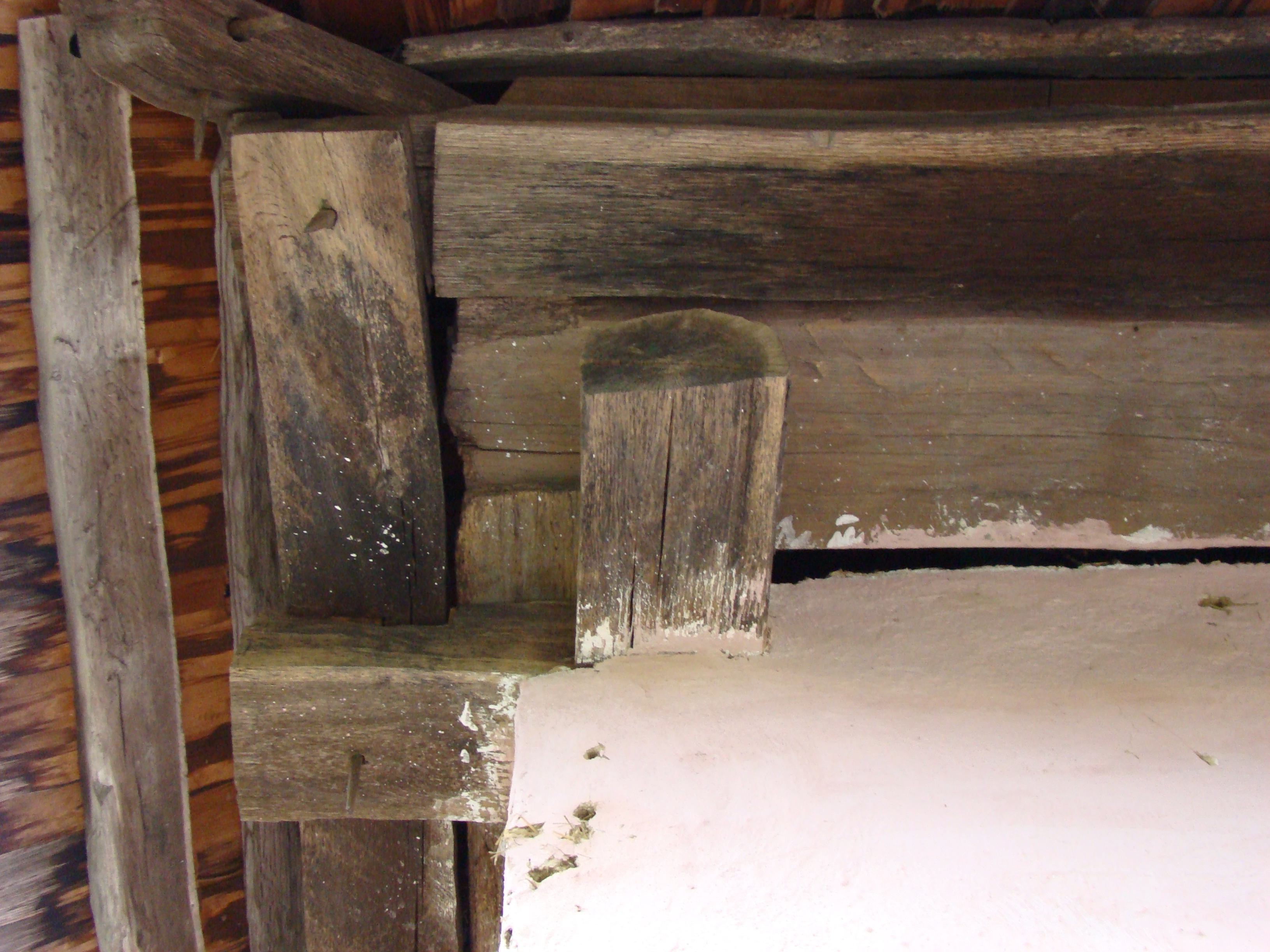
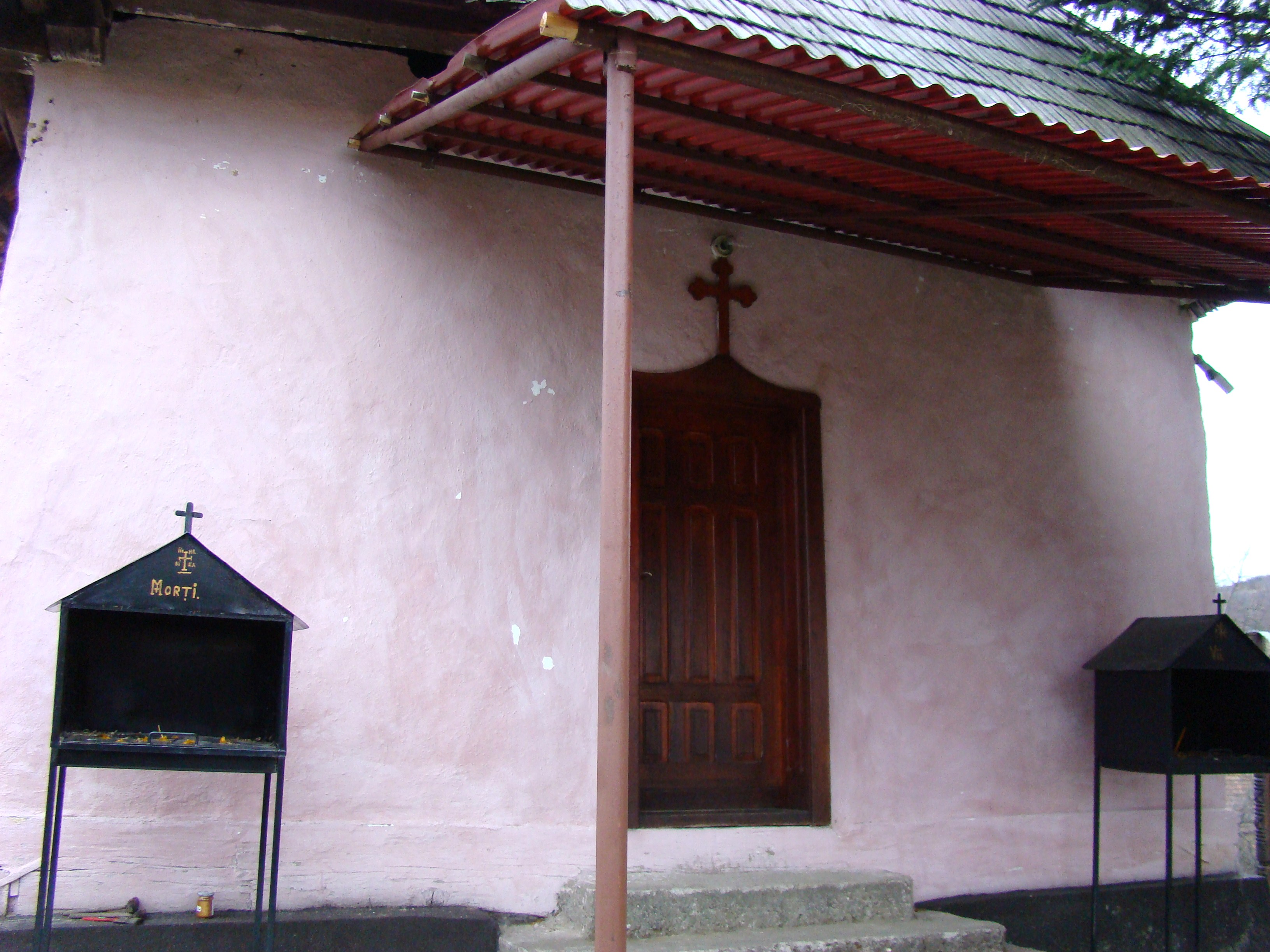
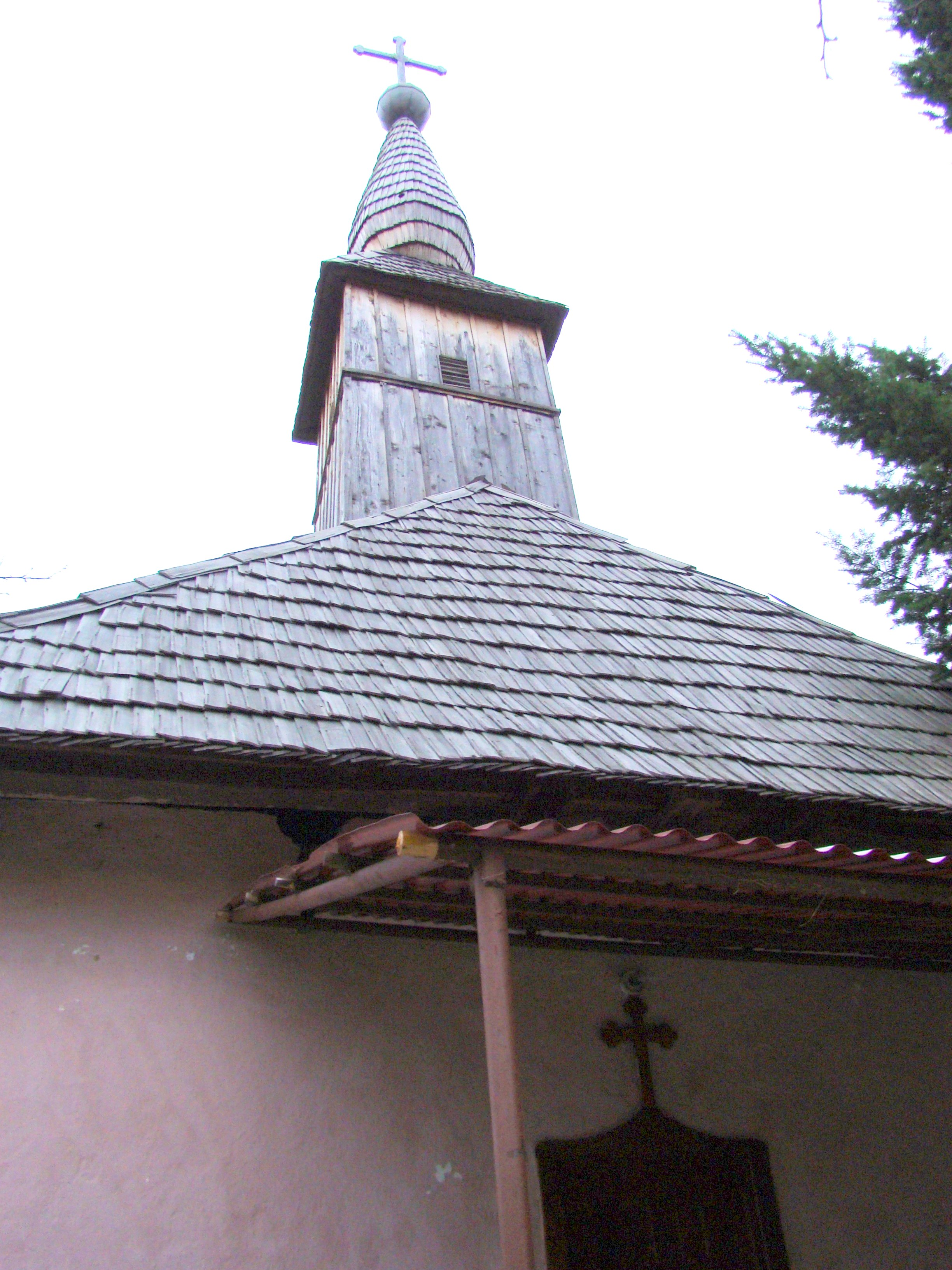
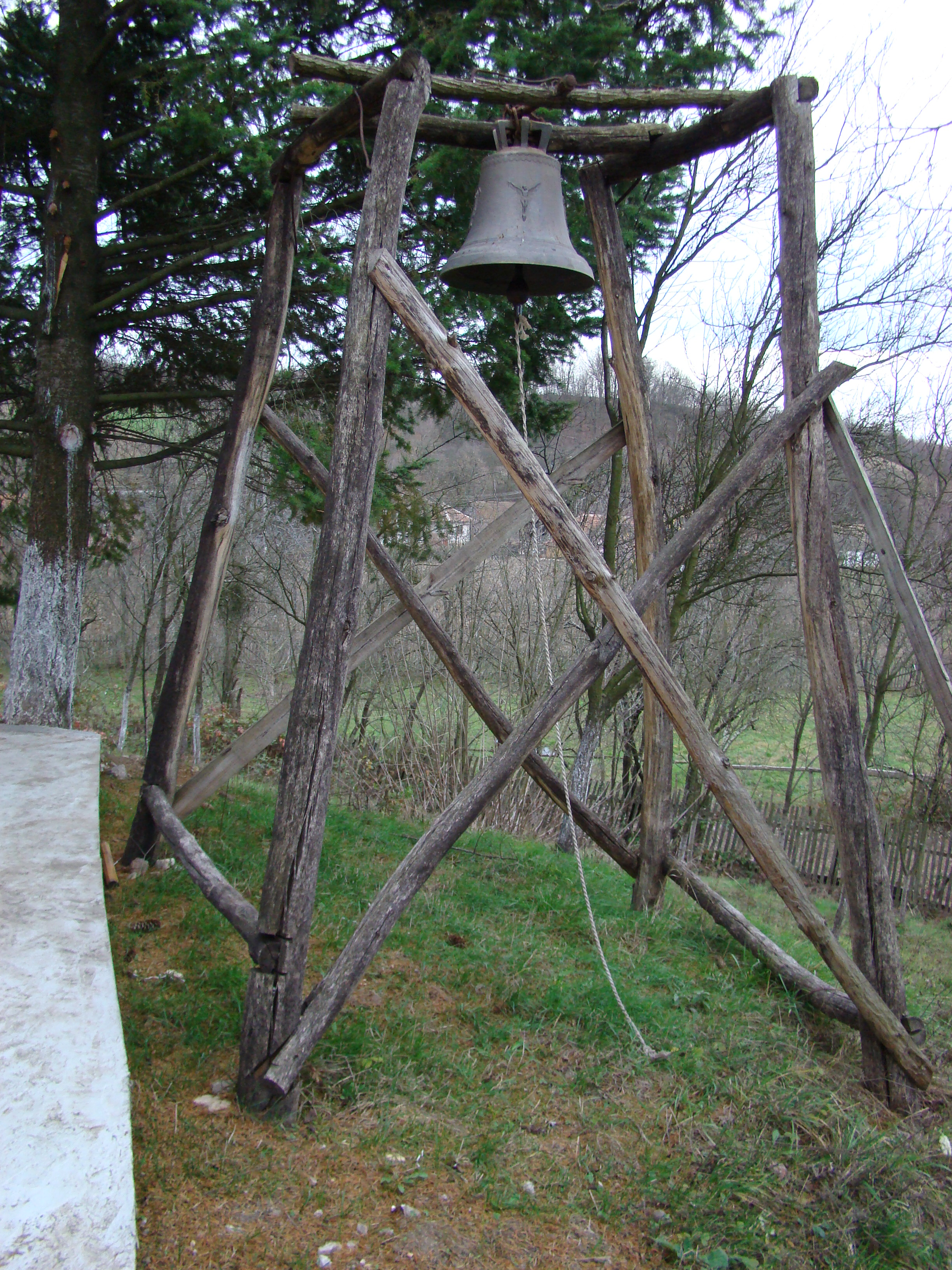
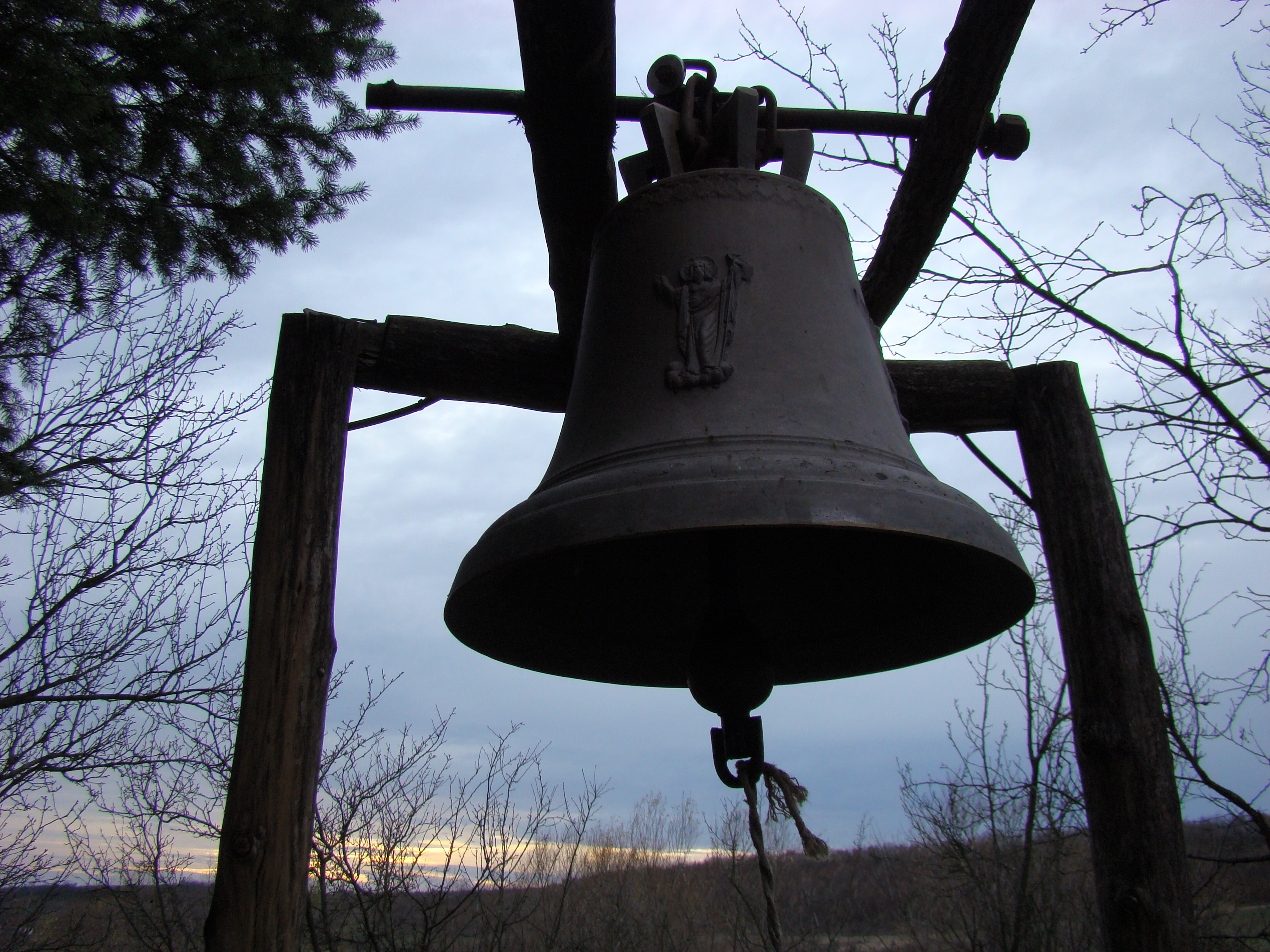
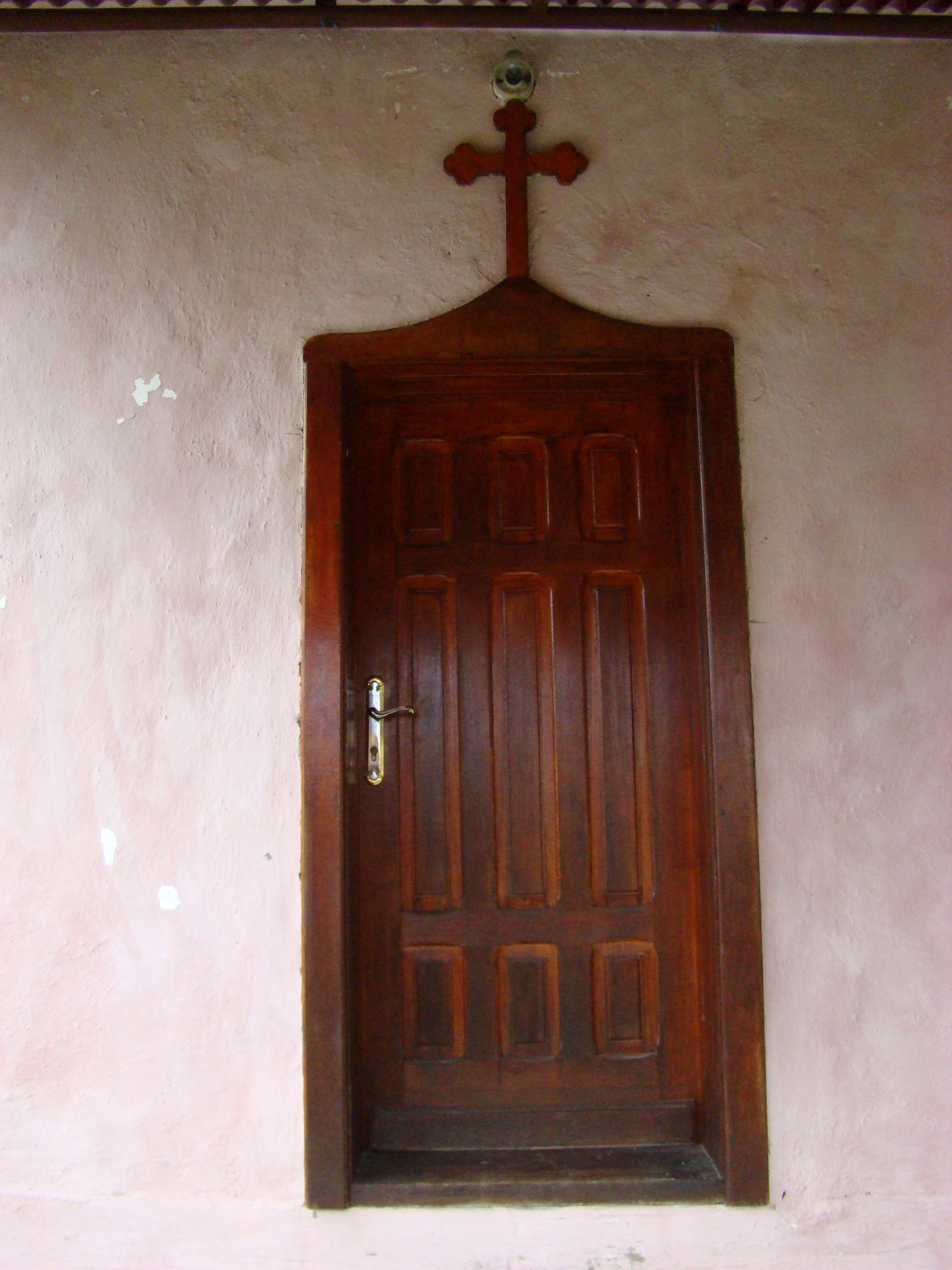
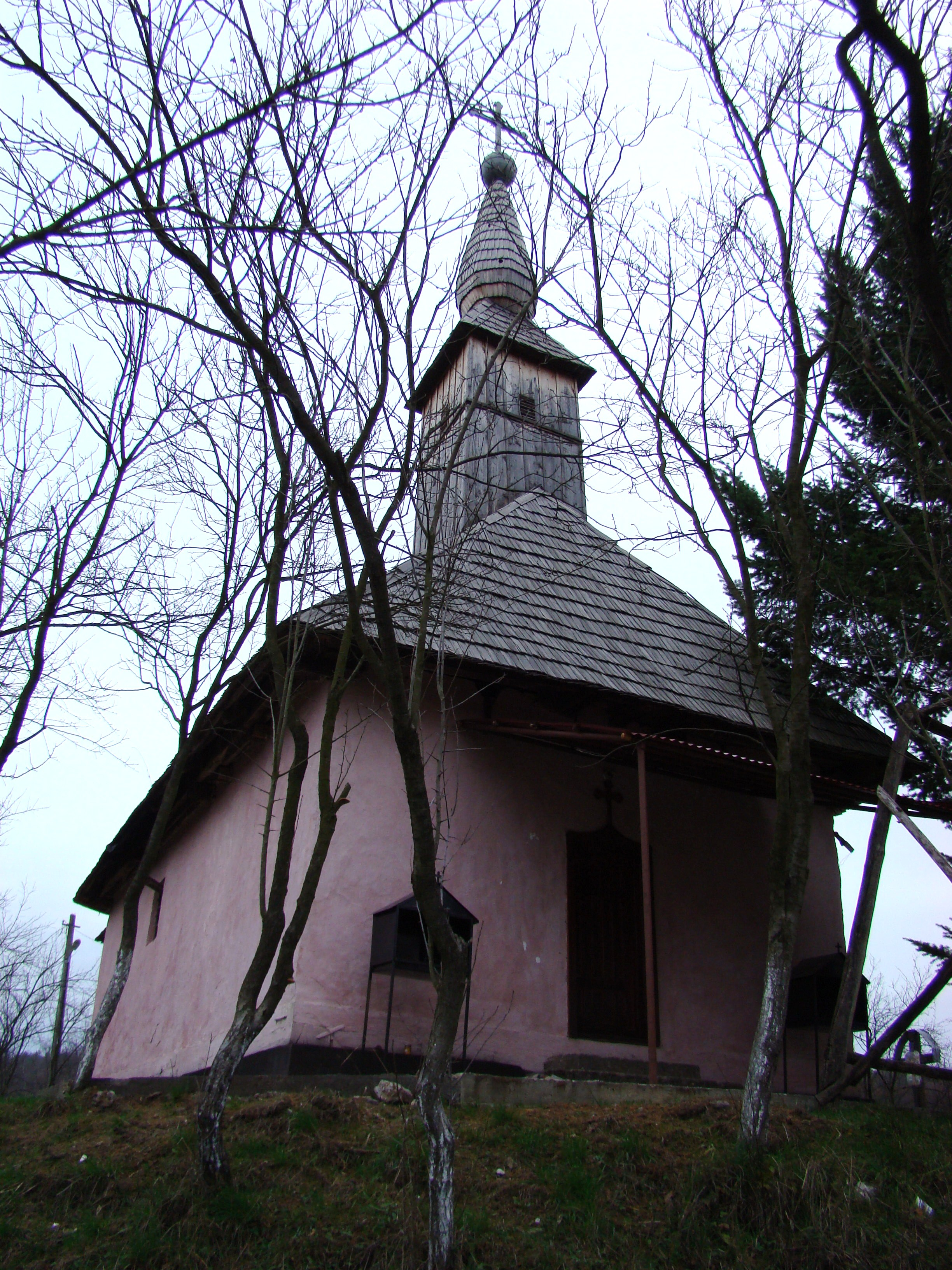
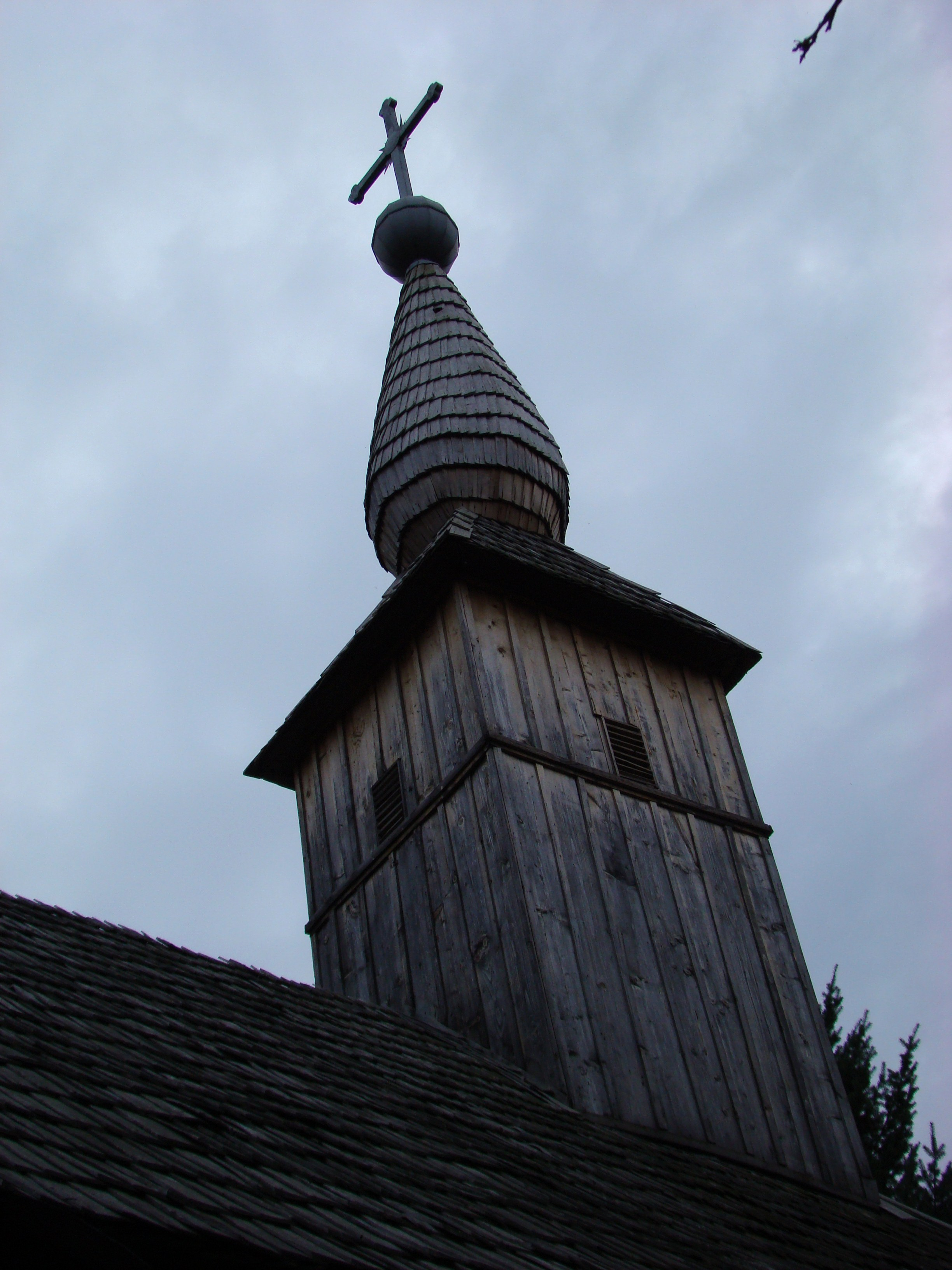
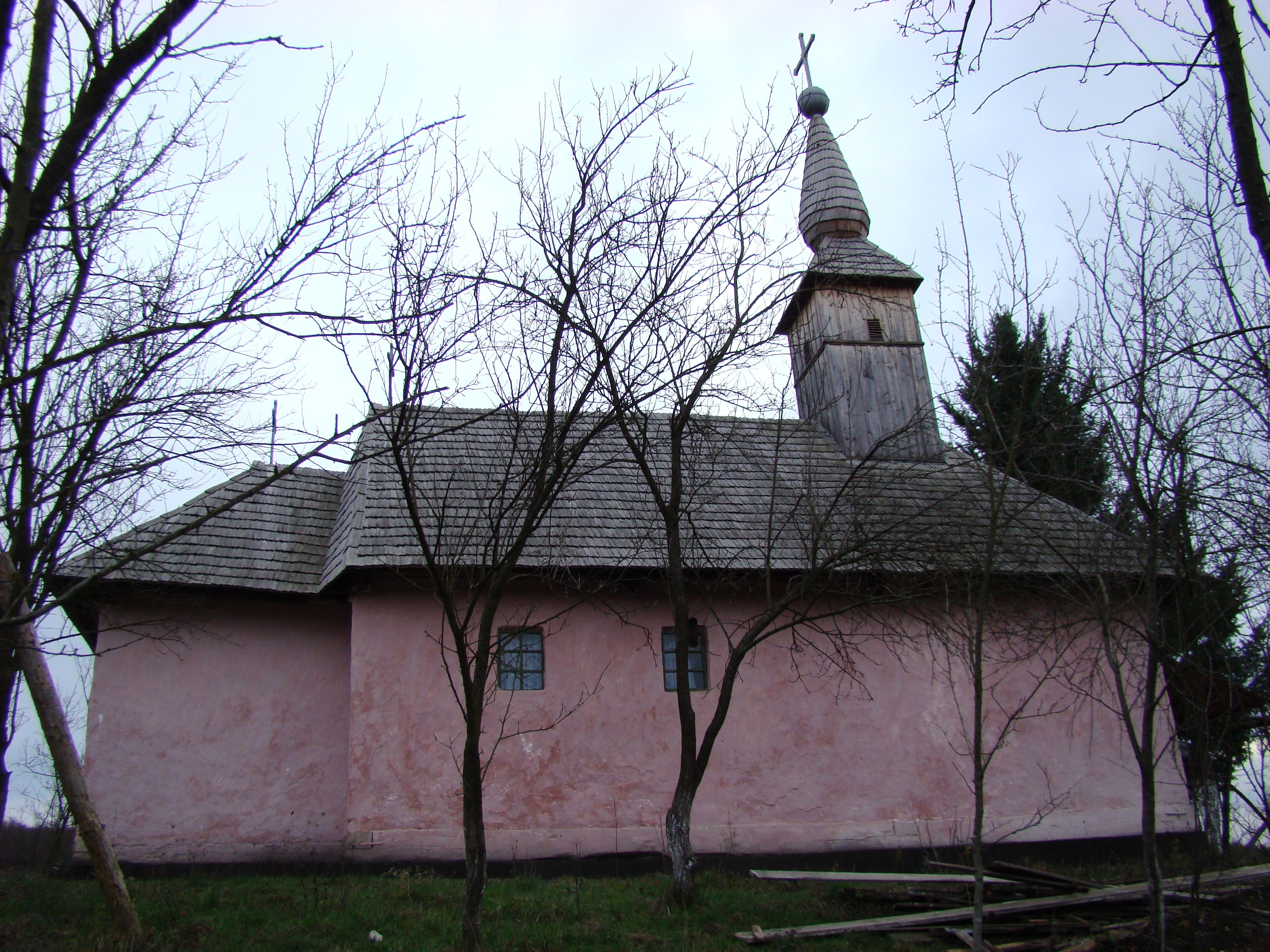
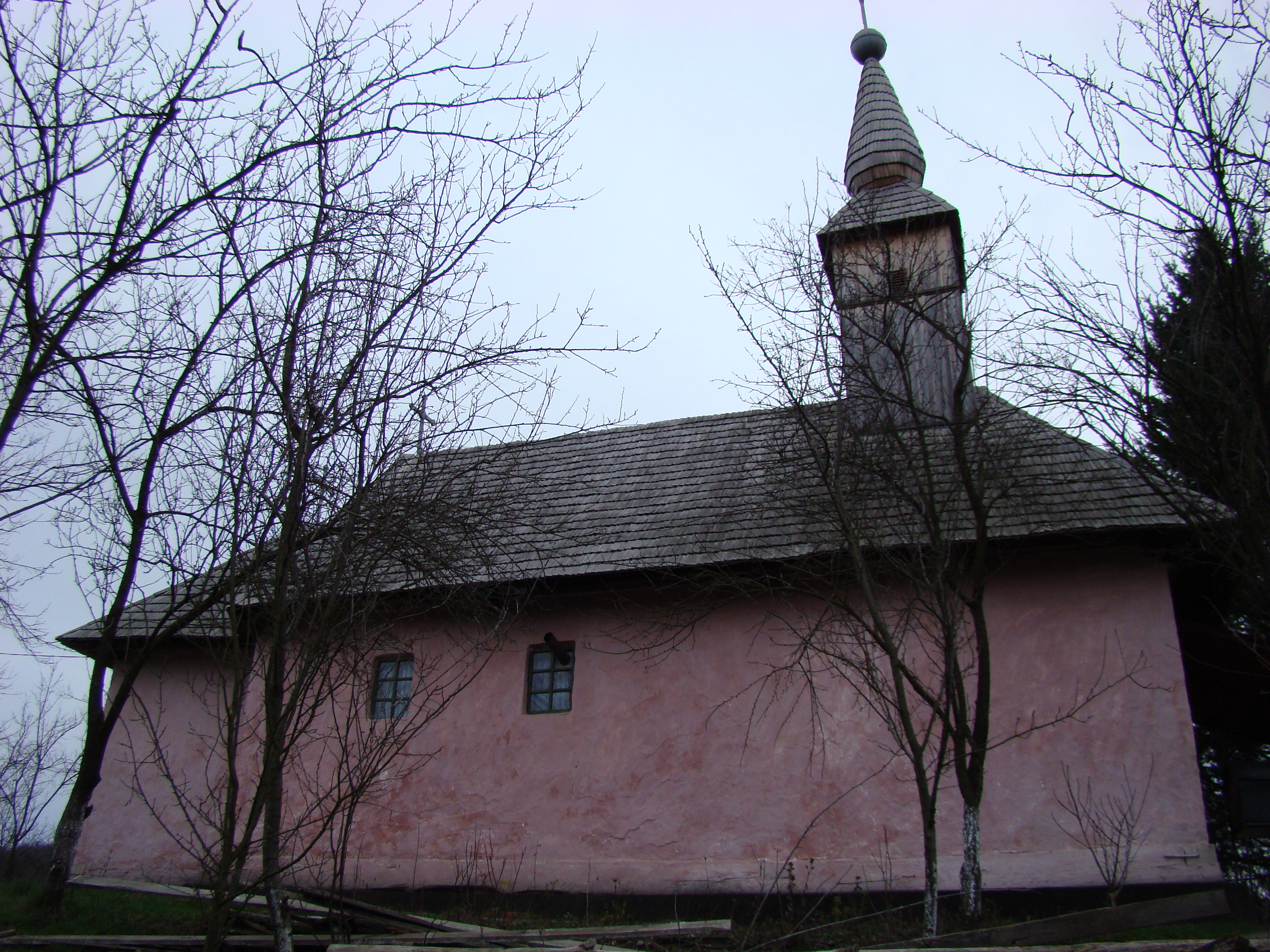
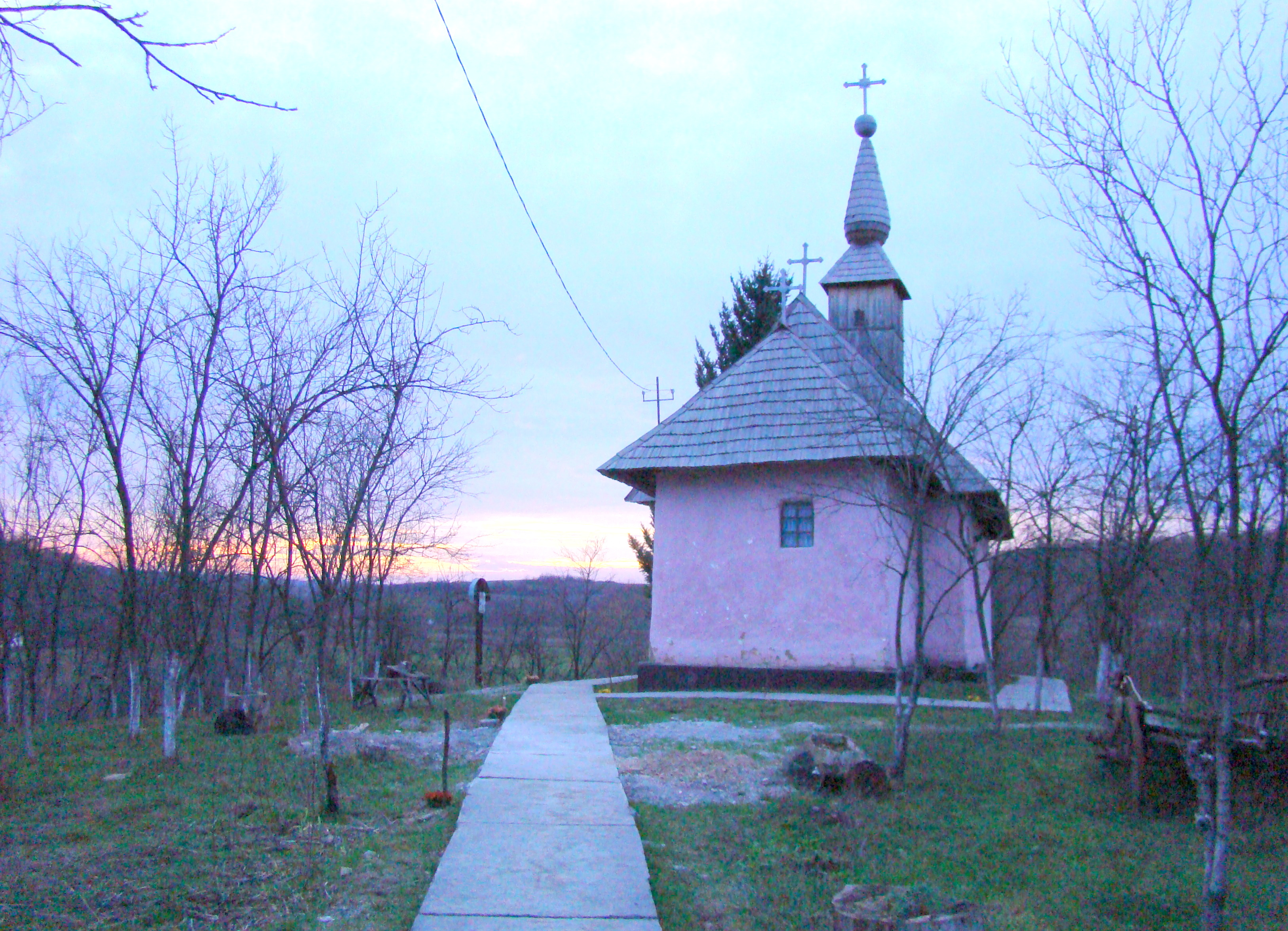
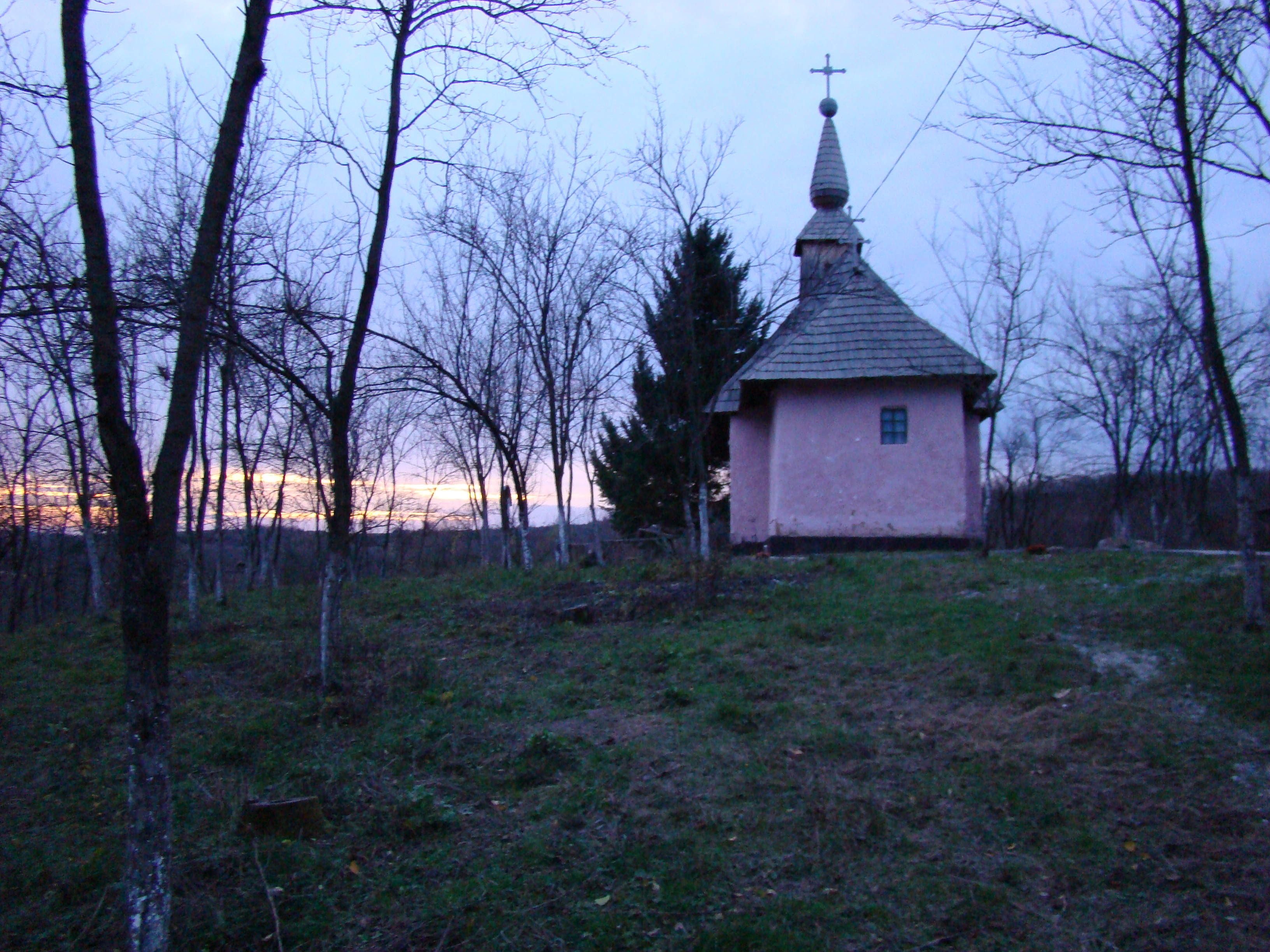
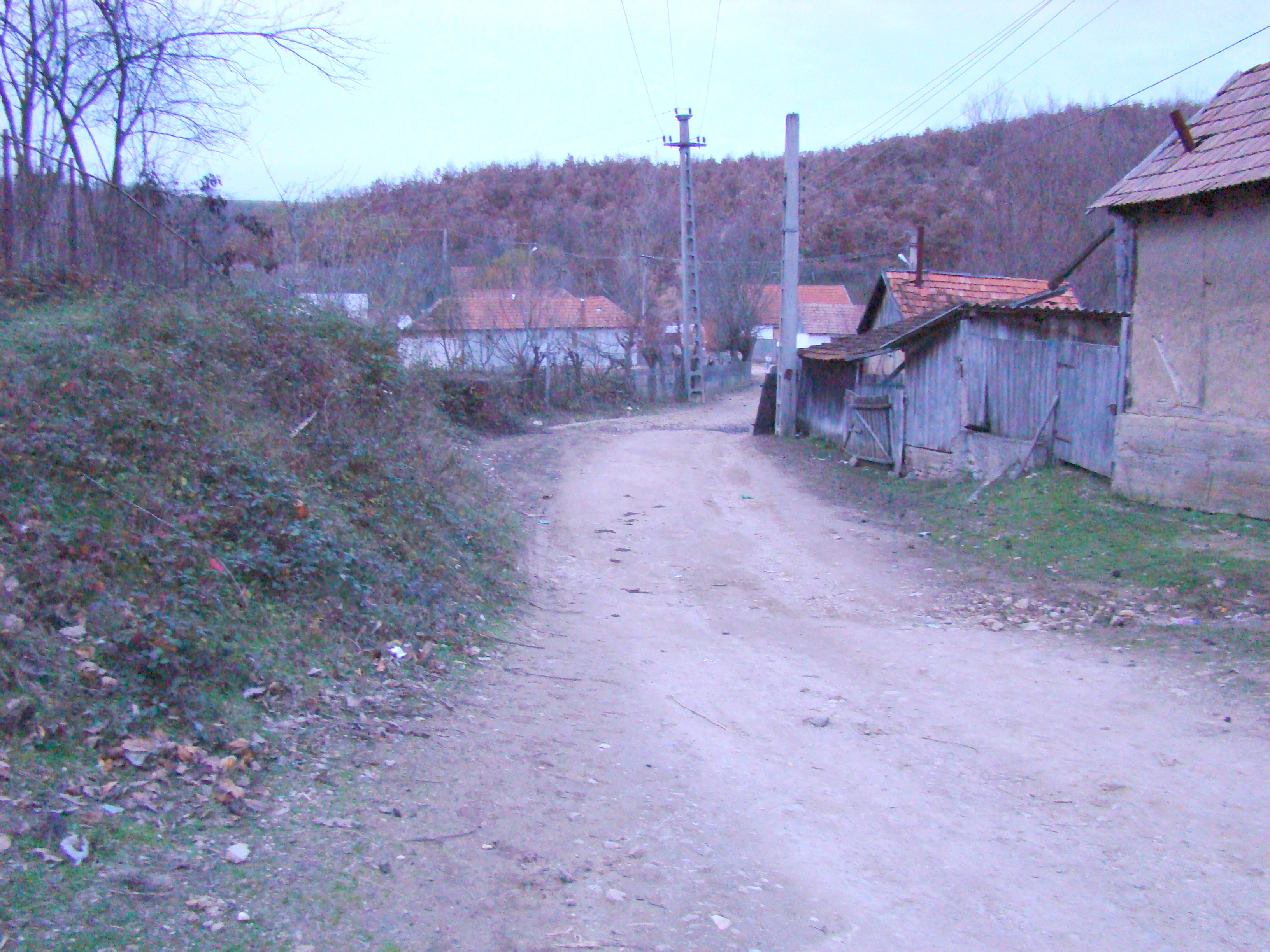
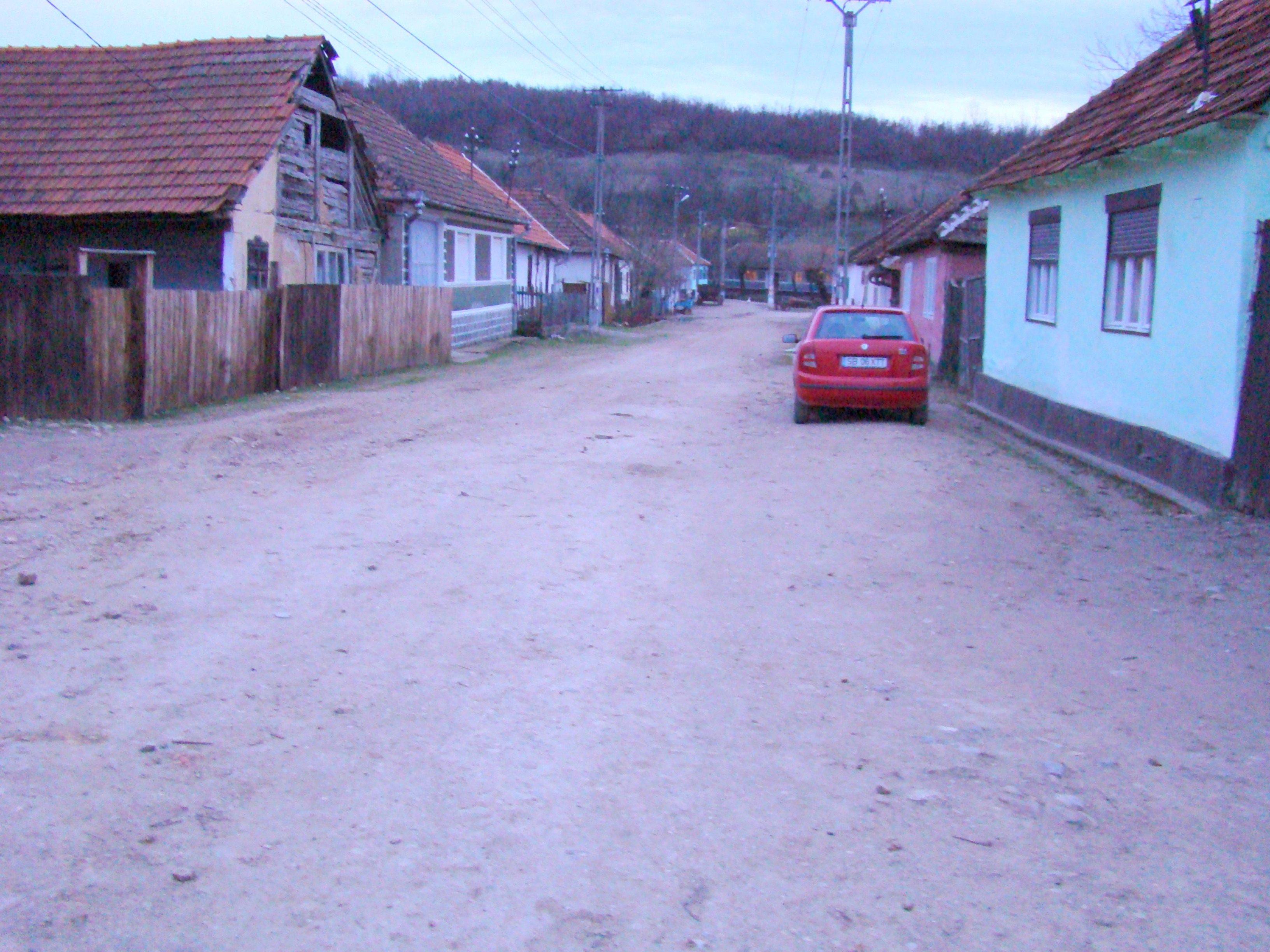
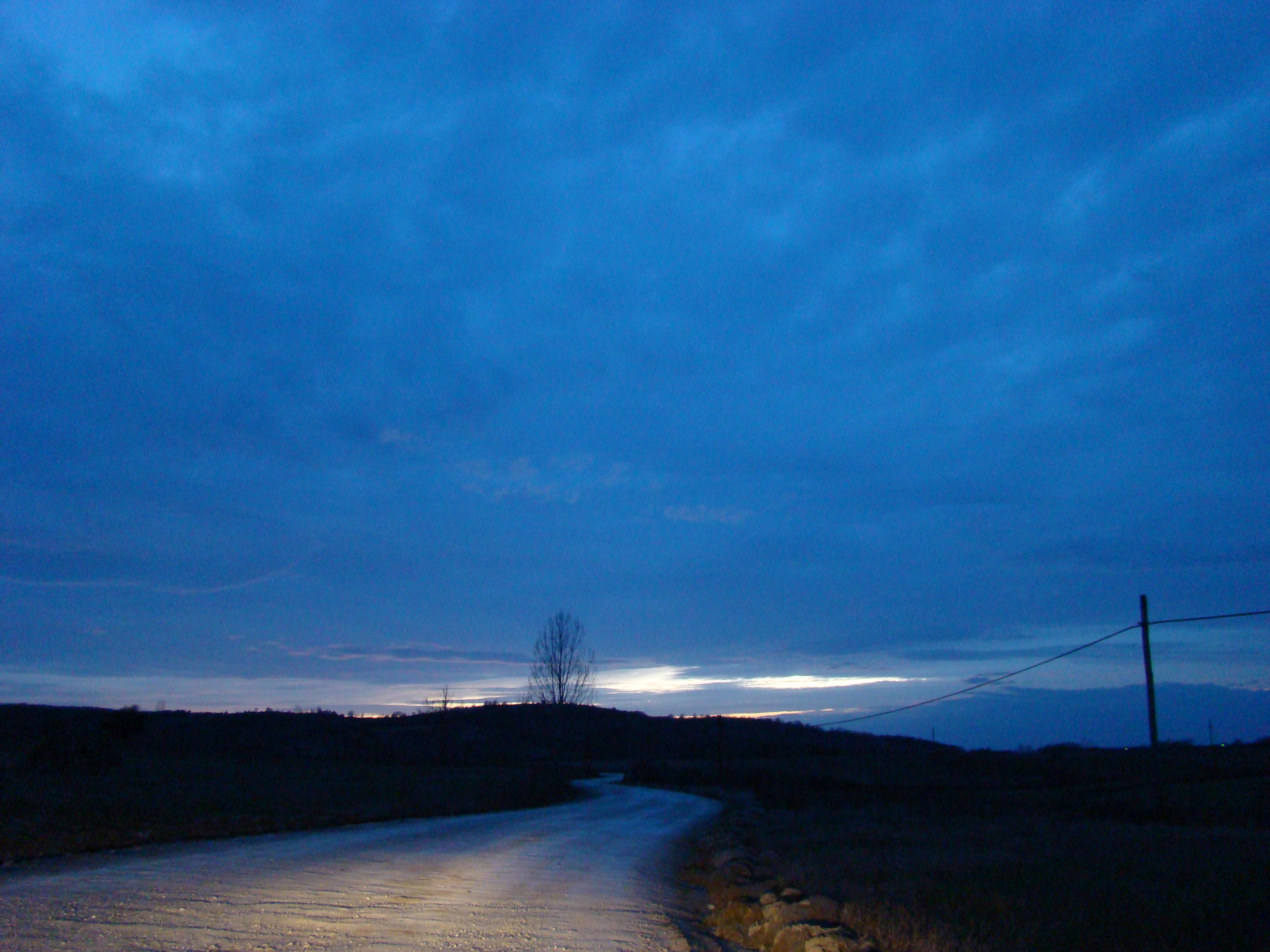